# Rewolucja francuska
Rewolucja francuska, Wielka Rewolucja Francuska, także wielka rewolucja – okres w historii Francji w latach 1789–1799, w którym doszło do głębokich zmian polityczno-społecznych i obalenia monarchii Burbonów.
Za jej symboliczny początek uważa się zdobycie Bastylii przez paryskich mieszczan 14 lipca 1789 roku (nieliczni wskazują na przysięgę deputowanych Stanów Generalnych, złożoną 20 czerwca 1789 roku w sali do gry w piłkę). Za koniec rewolucji uznaje się kres rządów dyrektoriatu 9 listopada (18 brumaire’a) 1799 roku, kiedy to Napoleon Bonaparte przeprowadził zamach stanu, ogłaszając się dzień później pierwszym konsulem. Podaje się także przewrót termidoriański z 27–28 lipca 1794 roku, kończący rządy jakobinów.
Zdaniem legitymistów o końcu rewolucji można mówić w momencie restauracji Burbonów w 1814 roku. Mimo to również w okresie restauracji radykalni reakcjonistyczni politycy zwani ultrarojalistami (ultrasami) krytykowali króla Ludwika XVIII za akceptację parlamentaryzmu i odrzucenie możliwości powrotu do ancien régime’u.

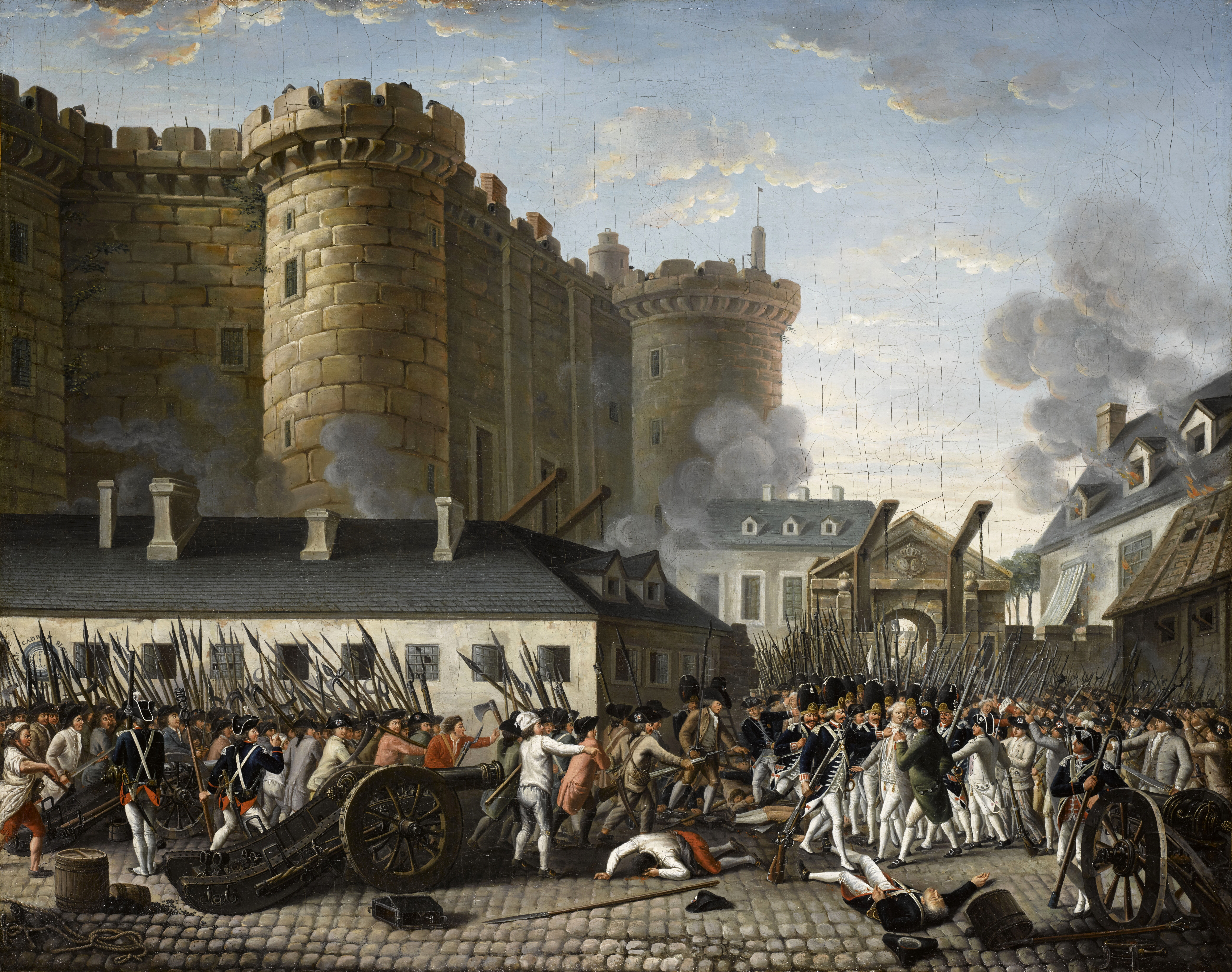
Zdobycie Bastylii, 14 lipca 1789

## Francja przed rewolucją

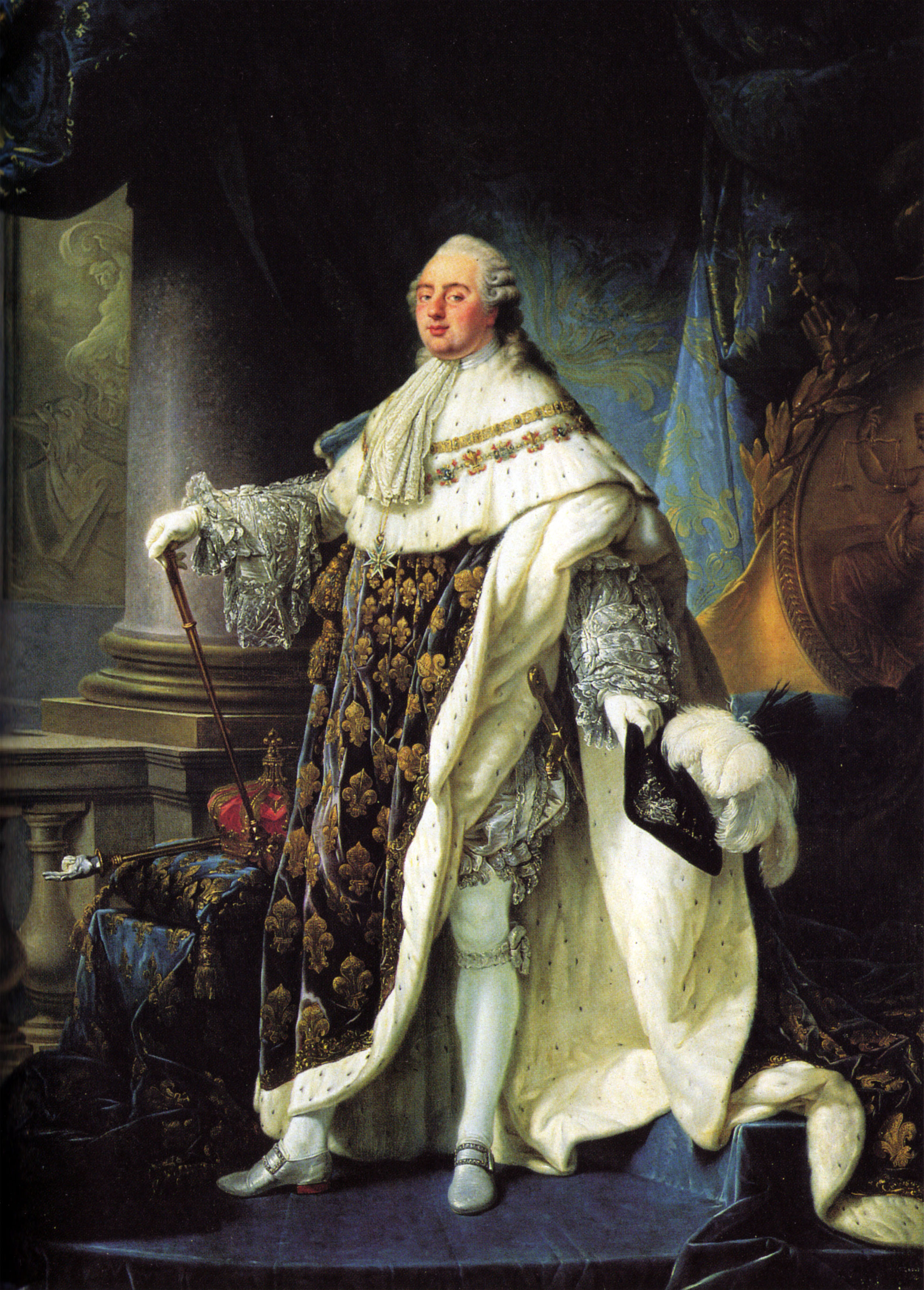
Król Ludwik XVI

Francja przed rewolucją należała do grona najpotężniejszych państw na świecie. Była też z 25 milionami mieszkańców, zdecydowanie najludniejszym krajem w Europie. Kwitł w niej handel i przemysł, na wysokim poziomie stało wytwórstwo towarów luksusowych, sprzedawanych w całej Europie. Przez Francję przepływała również większość towarów kolonialnych, użytkowanych na kontynencie, sprowadzanych z francuskich terytoriów zamorskich w Ameryce, na Karaibach i w Indiach.
Francja przed rewolucją była monarchią absolutną. Władza królewska nie była ograniczona prawem stanowionym, lecz prawami fundamentalnymi. Państwo utożsamiano z osobą władcy. Król reprezentował samoistną ideę państwa, stojącego ponad wszelkimi interesami społecznymi, jako osoba znajdująca się poza partykularyzmami. W rzeczywistości bardzo wiele zależało od osoby króla i jego umiejętności narzucania własnej woli otaczającym go urzędnikom. Młody król Ludwik XVI, który wstąpił na tron w roku 1774, nie posiadał dostatecznej siły woli, by móc władać z mocą równą Ludwikowi XIV – twórcy francuskiego absolutyzmu.

### Stany
Systemem społeczno-politycznym Francji przedrewolucyjnej był feudalizm, którego rodowód sięgał średniowiecza. Zgodnie z nim społeczeństwo francuskie było podzielone na stany.

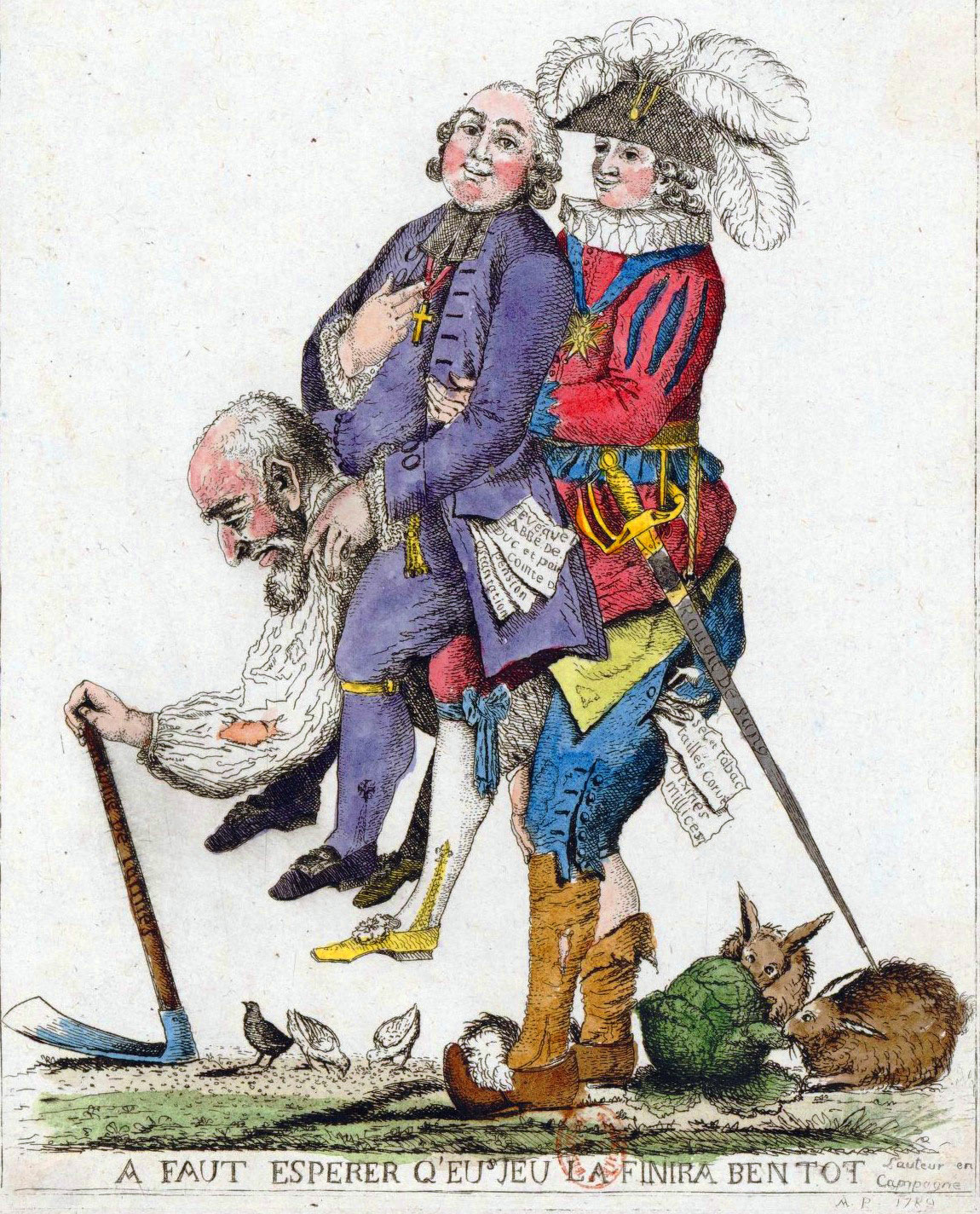
Chłop niosący na swych barkach księdza i szlachcica – satyra polityczna

#### Szlachta
Stan szlachecki, liczący do 350 tys. osób, nie był jednolitą klasą społeczną. Szlachta od czasów Frondy pozbawiona była bezpośredniego udziału we władzy, posiadała jednak wiele przywilejów honorowych, cieszyła się wyłącznym prawem dostępu do wyższych urzędów kościelnych, wojskowych i administracyjnych, zwolniona była z podatków głównych i kwaterunku. Ta część szlachty, która posiadała lenna, miała prawo do licznych danin ściąganych z chłopów.
Najwyżej stała grupa około 4 tys. rodzin „przedstawionych” królowi – osób stale towarzyszących królowi, tworzących jego dwór, oraz książąt krwi. Ich utrzymanie pochłaniało ok. 33 milionów liwrów rocznie ze szkatuły królewskiej. To z tej grupy rekrutowało się wyższe duchowieństwo i wyżsi oficerowie. Żyli oni stale na skraju bankructwa, chcąc ratować swoje majątki, w pewnym momencie zaczęli brać za żony córki bogatych mieszczan, co znacznie zbliżyło ich ekonomicznie do wielkiej burżuazji.
Drugą grupę szlachty stanowiła szlachta urzędniczo-sądowa, zwana zależnie od sprawowanej funkcji szlachtą togi (Noblesse de robe), kancelarii (Noblesse de chancellerie) bądź dzwonu (Noblesse de cloche). Były to osoby pracujące w administracji królewskiej, zasiadające w parlamentach, będące urzędnikami miejskimi. Od XVII wieku dwór królewski sprzedawał urzędy i nobilitacje wraz z prawem do dziedzicznego ich przekazywania. Pozbawiona odpowiedniej genealogii szlachta urzędnicza traktowana była jako arystokracja drugiej kategorii, nie miała dostępu do dworu królewskiego. Mimo tego posiadała ogromną władzę i wielkie możliwości bogacenia się. Szczególnie istotna była rola parlamentów, będących najwyższymi sądami królestwa. Stanowiska w nich stały się dziedziczne i wiązały się z przyznaniem szlachectwa. Parlamenty występowały często przeciwko woli króla i przy niezwoływaniu Stanów Generalnych uznawane były za namiastkę instytucji reprezentującej lud i mająca sporą popularność przez bycie jedynym czynnikiem sprzeciwiającym się większym obciążeniom podatkowym. Pod koniec XVIII w. ta ich renoma była już jednak mocno nadszarpnięta. 
Trzecią grupę tworzyła szlachta senioralna, tworząca wraz z arystokracją dworską szlachtę miecza (Noblesse d’épée). Mimo wielkich tradycji jej rola malała, a władza ograniczała się do własnej seniorii, w której także zakres realnej władzy był coraz mniejszy. Głównym przywilejem szlachty było prawo ściągania renty feudalnej, rodzaju tenuty dzierżawnej, w dwóch formach: w naturze (snopowe – champart) i w pieniądzu (czynsz – cens). Jej wysokość jednak, ustalona przed wiekami, miała coraz mniejszą wartość rzeczywistą. Szlachcic dzierżył w swym ręku także niższe sądownictwo, miał prawo do różnych drobnych przywilejów, a przede wszystkim zwolniony był z podatku. Całość majątku szlacheckiego we Francji dziedziczył najstarszy syn, młodsi bądź dostawali skromne działki, bądź szukali miejsca w armii lub w Kościele. System ten powodował ukształtowanie dużej grupy społecznej, tzw. „plebsu szlacheckiego” – osób posiadających tytuł szlachecki, żyjących jednak na bardzo niskim poziomie. Do panów feudalnych należała duża część gruntów, proporcjonalnie najwięcej na północy i zachodzie kraju, ale w większości regionów około 20% ziemi. Uboższa szlachta mogła zajmować stanowiska w biurokracji, armii i administracji na prowincji.

#### Duchowieństwo
Duchowieństwo Kościoła rzymskokatolickiego liczyło w przededniu rewolucji około 120 tysięcy osób, w tym 20-25 tysięcy zakonników i 40 tys. zakonnic. Do Kościoła należała jedna dziesiąta ziem uprawnych, położonych głównie na północy Francji. Dochody z nieruchomości, sięgające 130 milionów liwrów, czerpali głównie wysocy dostojnicy, którymi mogli zostać głównie szlachcice, co tworzyło podziały w samym Kościele. Niższe duchowieństwo było z tego stanu rzeczy niezadowolone i nastawione reformatorsko. W wyniku uchwały Konstytuanty z listopada 1789 roku, która brała kler na utrzymanie państwa, miało wręcz zyskać. Drugim źródłem dochodów była dziesięcina (décime), której podlegał każdy grunt, nawet szlachecki, ściągana była ze zbóż, innych ziemiopłodów i bydła. Jej wartość wynosiła od 100 do 120 milionów liwrów. Jedynym podatkiem jaki opłacało duchowieństwo była „dobrowolna danina”, wynosząca 3,5 miliona liwrów. Na barki duchownych spadało także prowadzenie rejestrów stanu cywilnego, kierowanie opieką społeczną i szkolnictwem.

#### Stan trzeci
Najliczniejszy stan trzeci (Tiers) obejmował chłopstwo i mieszczaństwo (99% ludności Francji, w tym mieszczaństwo 15%, a chłopstwo 84%). Chłopi pełnili istotną rolę w gospodarce, gdyż uprawa roli wciąż była podstawą francuskiej gospodarki. Do obowiązków chłopstwa należało płacenie czynszów dzierżawczych, składanie zwyczajowych danin, określona praca na rzecz Kościoła, wykonywanie prac szarwarkowych. Szczególnie uciążliwe były jednak podatki. Chłopi płacili je na rzecz króla, Kościoła (dziesięcina) i pana. Dotyczyły też ich różne zakazy. Chłopi nie mogli prowadzić młyna, mogli posiadać tylko jedną prasę do winogron. Gdy przychodził nieurodzaj, sytuacja stawała się dla nich krytyczna. Mimo to ich sytuacja prawna była znacznie lepsza niż w innych krajach europejskich, również pod względem dobrobytu ich sytuacja była relatywnie lepsza niż w wiekach poprzednich. Co więcej tylko około miliona chłopów żyło w poddaństwie, głównie w Nivernais i Franche-Comté. Dobra tzw. serfs podlegały prawu martwej ręki (w 1779 roku zostało ono zniesione w domenie królewskiej), a do 1779 oni sami nie mieli prawa opuścić dóbr swojego pana. Istotnym problemem na wsi był „głód ziemi” – jedynie 35% gruntów należało do 20 milionów chłopów. Tragiczną sytuację pogłębiały dodatkowe stare metody uprawy ziemi, stosowanie trój- i dwupolówki sprawiało, że 1/3 lub nawet połowa ziemi co roku leżała odłogiem. Liczna była biedota wiejska, trudniąca się chałupnictwem i angażująca się w prace sezonowe, a w sytuacjach skrajnych uciekająca się do przemytu. Uzależnienie chłopów, tym razem od burżuazji, rosło wraz z pojawieniem się systemu „dzierżawy na pół zysku” (métayage), pobocznym efektem tego procesu było pojawienie się grupy bogatych dzierżawców (fermiers), którzy dzierżawiąc najlepsze grunty za gotówkę byli w stanie osiągać znaczne dochody. Obok nich do bogatego chłopstwa zaliczano „sprzężajnych” chłopów (laboureurs) posiadających wystarczająco duże działki, by móc żyć dostatnio.

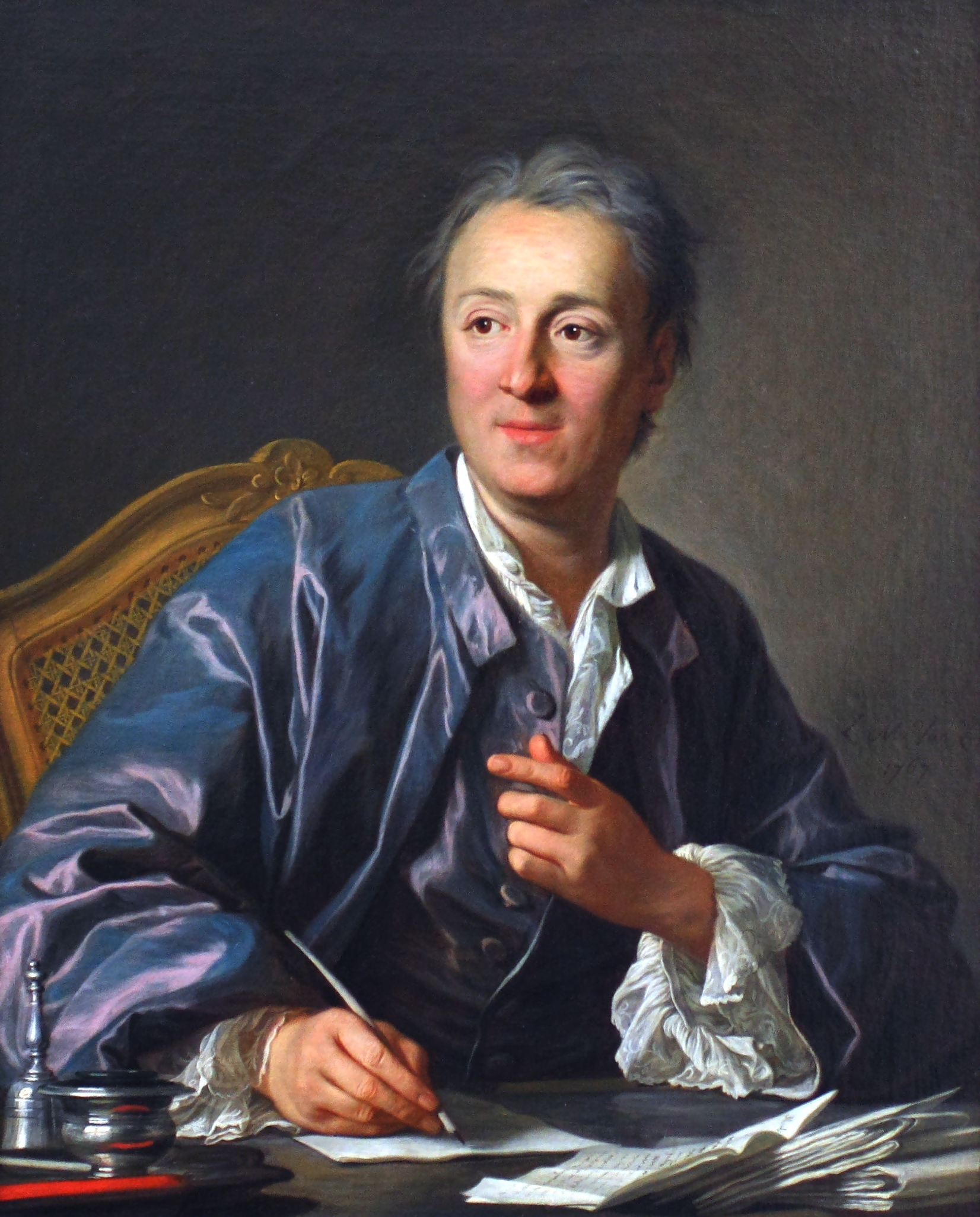
Encyklopedysta Denis Diderot

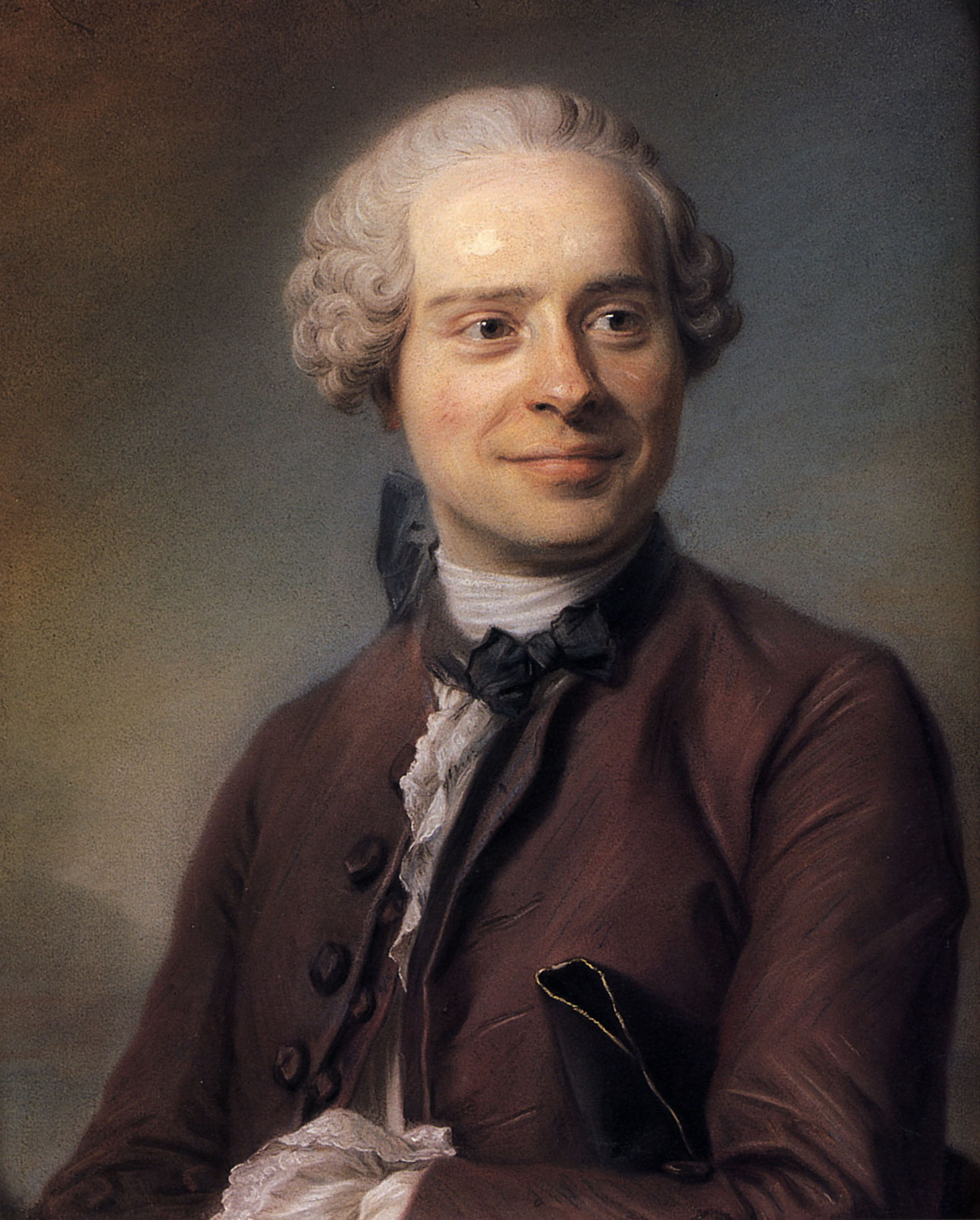
Encyklopedysta Jean le Rond d’Alembert

Mieszczaństwo (bourgeoisie, burżuazja) było grupą bardzo zróżnicowaną. Bogaci mieszczanie swoją dobrą, bądź względnie dobrą sytuację finansową zawdzięczali handlowi, przemysłowi i bankowości. Ludność miast na przestrzeni XVIII wieku wzrosła pięciokrotnie. Paryż w końcu stulecia liczył 600 tysięcy mieszkańców, Lyon 100 tysięcy, Bordeaux 80 tysięcy, podobnie Marsylia i Rouen. Rosło znaczenie mieszczaństwa, w tym głównie bogatej burżuazji. Stare przepisy cechowe często krępowały produkcję. Bogaci mieszczanie znali założenia filozofii Voltaire’a, Jeana Jacques’a Rousseau, Jacques’a Bernardina de Saint-Pierre’a, encyklopedystów Denisa Diderota, Jeana le Rond d’Alemberta i Claude’a Adriena Helvétiusa. Wielu z nich należało do lóż masońskich, krytycznych wobec absolutyzmu. Oświeceni mieszczanie, tacy jak Voltaire czy Denis Diderot, z coraz większym trudem znosili sytuację, w której wielka rola gospodarcza ludzi z ich warstwy nie dawała im wpływów politycznych. Voltaire i Monteskiusz pragnęli, by Francja podążyła śladem Anglii, gdzie mieszczanie, tacy jak Joseph Addison czy Edmund Burke, zostawali wpływowymi liderami politycznymi. Drobnomieszczaństwo składało się z robotników i czeladników, kramarzy, dworskiej służby i dużej rzeszy bezrobotnej biedoty. Zazwyczaj ich powodzenie w życiu zależało od zamówień dworu i arystokracji, byli więc często niechętni zmianom, choć ich działalność krępowały cechy rzemieślnicze. Podczas rewolucji i mordów na arystokratach w dużej liczbie stracili pracę i zasilili szeregi sankiulotów.

### Administracja
Na czele państwa stał król, który od czasów Ludwika XIV cieszył się władzą absolutną. Król podejmował swe decyzje samodzielnie, zasadniczo w każdej dziedzinie – stanowił i wymierzał prawo, odmierzał i wydawał podatki, dowodził wojskiem i kierował dyplomacją. W sprawowaniu władzy wspierał króla rząd, składający się z kanclerza, zajmującego się sprawami sądowymi, generalnego kontrolera finansów oraz czterech sekretarzy stanu, których obarczano odpowiedzialnością za różne dziedziny.
Teoretycznie funkcje doradcze wobec króla pełniły Stany Generalne, które musiały też wyrazić zgodę na wprowadzanie nowych podatków. Po raz ostatni jednak zwołane zostały w 1614 roku i u progu rewolucji stanowiły raczej relikt przeszłości niż realnie działającą instytucję.
Większe znaczenie miały parlamenty, a wśród nich przede wszystkim parlament paryski. Ich podstawową funkcją było sądzenie, miały jednak również szerokie uprawnienia administracyjne oraz brały udział w procesie prawodawczym, dysponując prawem „rejestracji” i „remonstracji”, polegających odpowiednio na przywileju rozpatrzenia każdego aktu królewskiego i możliwości jego odrzucenia. Parlament paryski był najwyższym sądem królestwa i uznawał się za strażnika ustroju Francji i przedstawiciela ludu francuskiego, wobec tego, że stany generalne nie były zwoływane. Odrzucenia sprzeciwu parlamentu odbywało się na jego sesji pod przewodnictwem samego króla (tzw. lit de justice) podczas której jedynie odczytywano sporny akt prawny. Chociaż więc odrzucenie sprzeciwu było automatyczne, to jednak podkopywało to autorytet władcy, a z drugiej spowalniało wszelkie reformy (przede wszystkim próby narzucenia szlachcie podatków). Ludwik XV pod wpływem swojego ministra Maupeou dokonał w 1771 roku radykalnej reformy parlamentów, usuwając ich dotychczasowy skład i wprowadzając mniejsze okręgi sądowe obsadzane z królewskiej nominacji. Ludwik XVI po objęciu tronu w 1774 roku przywrócił jednak wcześniejszy stan rzeczy.

### Zadłużenie skarbu

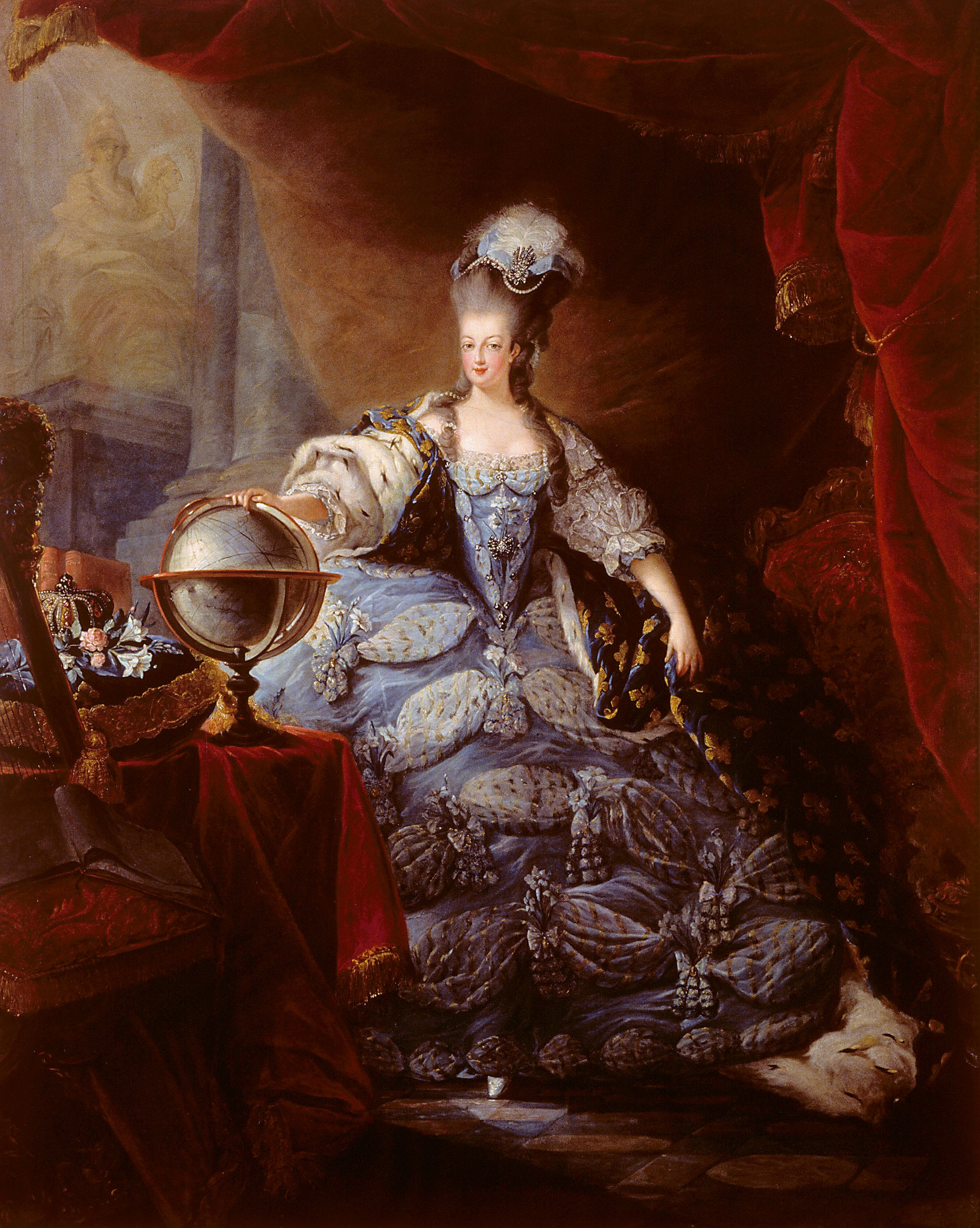
Królowa Maria Antonina

Dwór królewski prowadził życie wystawne i kosztowne. Rzeczywistą władzę często posiadali królewscy faworyci. Przepych życia dworskiego, liczne wojny i niekorzystne układy handlowe doprowadziły do zadłużenia skarbu państwa. Z rozrzutnością dworu opinia publiczna kojarzyła królową Marię Antoninę. Okazją do atakowania jej dobrego imienia była między innymi afera naszyjnikowa w 1785 roku, kiedy niechętne dworowi środowiska burżuazyjne i szlacheckie posądzały Marię Antoninę o chęć defraudacji pieniędzy korony za pośrednictwem swojego rzekomego kochanka.
Przed reformą 1778 roku podatki były ściągane przez prywatnych właścicieli różnych urzędów kupionych od państwa, a sumy ściągane z ludności w niewielkim stopniu przekładały się na zyski budżetu. Obciążani wysokimi podatkami przemysłowcy byli zmuszeni do podnoszenia cen towarów. Dodatkowo Francję nawiedziły klęski nieurodzaju. W związku z tym, szczególnie w miastach, panował głód. Budżet wciąż był bardzo obciążony ogromnymi wydatkami poniesionymi w czasie wojny o niepodległość Stanów Zjednoczonych.
Wszystkie te czynniki spowodowały, że w roku 1788 dług państwowy pochłonął aż 41% budżetu, podczas gdy dwór królewski 15%, wojsko i dyplomacja 27%, a inne wydatki 17%.

### Próby reform

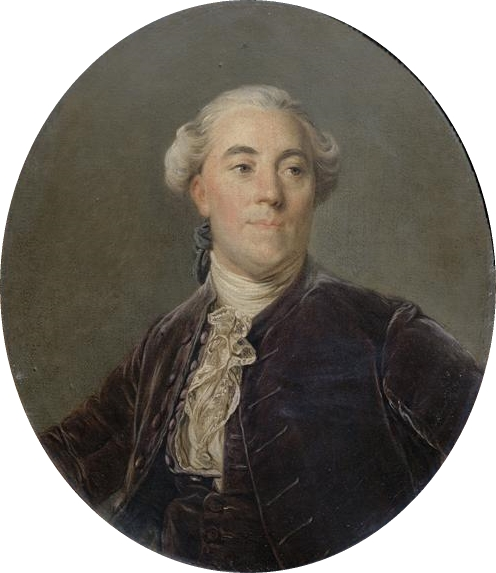
Jacques Necker

Dwór próbował ratować sytuację i próby reform podejmowali dwaj kolejni generalni kontrolerzy finansów, Anne-Robert-Jacques Turgot i Jacques Necker. Turgot, będący pod wpływem liberalnych idei fizjokratów, uwolnił w 1774 roku ceny zboża, co niefortunnie zbiegło się z klęską nieurodzaju, głodem i lawinowym wzrostem cen chleba. Wywołało to „wojnę zbożową”, falę rozruchów i rabowania sklepów. Rząd królewski tłumił wystąpienia represjami, np. w 1775 roku powieszono z tego powodu dwóch buntowników w Paryżu.
Dalsze projekty Turgota podane do wiedzy publicznej coraz bardziej konsolidowały opozycję: byłoby to m.in. obłożenie duchowieństwa podatkami, umożliwienie ślubów cywilnych protestantom, sporządzenie katastru, zniesienie przywilejów cechowych i zamiana szarwarków chłopskich na specjalny podatek, który musiałaby też płacić szlachta. Stany uprzywilejowane, niechętne zmianom parlamenty, środowiska finansowe powiązane z cechami, a także dwór, którego wydatki Turgot chciał ograniczać, doprowadziły do jego odwołania przez króla w 1776 roku. Poszczególne reformy Turgota zostały odwołane albo nie weszły w życie.
Jacques Necker (pełniący urząd po raz pierwszy w l. 1777-1783) uprościł system poboru podatków przez zmniejszenie liczby stanowisk i urzędników, powiększył wpływy z podatku dochodowego i ogłosił w 1781 roku pierwsze publiczne informacje budżetowe. Kontroler finansów opracował także projekty powołania zgromadzeń prowincjonalnych. Miałyby one bardzo ograniczone kompetencje i ułatwiałyby kontrolę nad poborem podatków. Wrogowie Neckera byli to przede wszystkim inni ministrowie, odwołani urzędnicy i dworzanie. Jego możliwości awansu dworskiego były ograniczone ze względu na protestancką konfesję. W 1783 roku Ludwik XVI odwołał go wobec kolejnego projektu Neckera ograniczenia wydatków na dwór i wojnę amerykańską.

## Preludium
Wobec trudnej sytuacji gospodarczej, kolejny minister finansów Charles Alexandre de Calonne opracował reformy podatkowej, która między innymi wprowadzałaby „subwencję terytorialną”, obciążającą wszystkie stany na równi. Aby uprawomocnić tę decyzję w oczach społeczeństwa, Calonne doprowadził do zwołania Zgromadzenia Notablów, w którym zasiadali odgórnie wyznaczeni przedstawiciele szlachty i kleru.
Zgromadzenie Notablów miało być łatwiejsze w kontroli niż Stany Generalne. Notable odrzucili jednak projekt Calonne’a w maju 1787 roku, a sam minister został zdymisjonowany. Jego następcą został arcybiskup Étienne Charles de Brienne, któremu pozostawało coraz mniej środków w obliczu groźby bankructwa korony. Spróbował on przeforsować te same projekty przed parlamentami i arystokracją, ale spotykał się z nawracającym żądaniem zwołania Stanów Generalnych. Ani aresztowanie pojedynczych opornych i inne represje (w tym wygnanie księcia Orleanu), ani nowa próba ograniczenia uprawnień parlamentów nie zapobiegły zamieszkom w wielu miastach i zbieraniu się stanowej opozycji na prowincji. Wkrótce po podjęciu wstępnej decyzji o terminie zwołania Stanów Generalnych (w lipcu), 24 sierpnia 1788 roku de Brienne podał się do dymisji.

### Nieurodzaj
W tym samym roku Francję dotknął nieurodzaj, który pociągnął za sobą klęski głodu, wzrost nędzy, bezprawia, falę buntów i powstań. Paryżanie wymusili na królu oddanie teki finansów w ręce popularnego Jacques’a Neckera. Głównym postulatem protestujących było zwołanie Stanów Generalnych, w których zasiadali przedstawiciele wszystkich stanów. Nie zwoływano ich od 1614 roku, gdy obradowały podczas małoletniości ówczesnego króla Ludwika XIII. Neckerowi udało się przekonać króla i 24 stycznia 1789 roku zwołano Stany Generalne na 5 maja.

### Zwołanie Stanów Generalnych

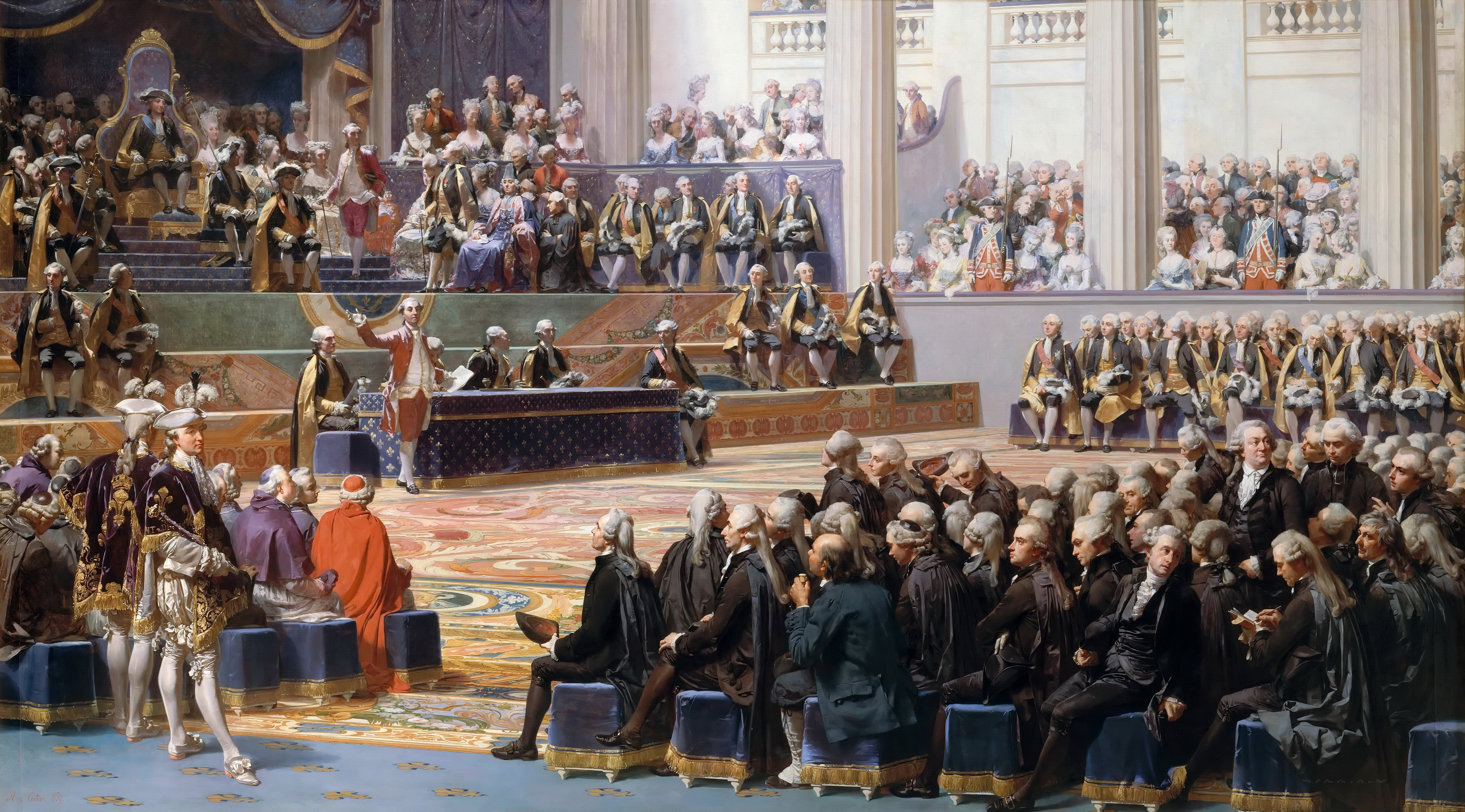
Otwarcie Stanów Generalnych w Wersalu 5 maja 1789 roku

We Francji ukazało się wiele ulotek i broszur o tematyce politycznej. Szczególny oddźwięk zdobyła broszura Czym jest stan trzeci?, autorstwa opata Emmanuela Josepha Sieyèsa. Zawarł w niej słowa: Czym jest stan trzeci? Wszystkim. Czym był dotąd? Niczym. Czego żąda? Być czymś. Ponadto prowadzono zeszyty skarg (cahiers des doléances), w których umieszczano zażalenia, skargi i postulaty.
Równocześnie wystąpiono z postulatem podwojenia liczby przedstawicieli stanu trzeciego w Stanach Generalnych i wprowadzenia głosowania większością posłów zamiast głosowania stanami. Król zaakceptował żądanie zwiększenia liczby posłów, ale sprawa głosowań pozostała nierozstrzygnięta. Chłopstwo i mieszczaństwo miało 600 deputowanych. Szlachta i duchowieństwo po 300 przedstawicieli, ale liczba przedstawicieli stanu trzeciego nie miała dużego znaczenia w przypadku głosowania stanami.
Wyborom do Stanów towarzyszył entuzjazm społeczeństwa. 4 maja 1789 roku przedstawiciele zjechali do Wersalu, gdzie miała się odbyć sesja Stanów. Biskup Talleyrand odprawił uroczystą mszę w katedrze św. Ludwika z udziałem króla i wszystkich przedstawicieli. 5 maja procesja przeszła do pałacu królewskiego. Sesja Stanów Generalnych została otwarta przez królewską mowę tronową i dwugodzinne przemówienie Neckera o stanie państwa.
Od razu po otwarciu obrad Stanów Generalnych pojawił się problem weryfikacji mandatów deputowanych. Zgodnie z wzorcami 1614 roku odbyłaby się ona oddzielnie dla każdego stanu, a kler, szlachta i stan trzeci miałyby później każde po jednym głosie przy podejmowaniu decyzji. Stan trzeci żądał jednak, żeby każdy członek zgromadzenia miał jeden, równy głos. 10 czerwca stan trzeci wezwał pozostałych deputowanych do połączenia się w jedno zgromadzenie. Szlachta i duchowieństwo nie skorzystały z oferty, chociaż w kolejnych dniach wyłamało się z tego kilku prałatów. 17 czerwca deputowani stanu trzeciego oświadczyli, że reprezentując 96% narodu sami uznają się za jego jedyne przedstawicielstwo, pod nazwą Zgromadzenia Narodowego.

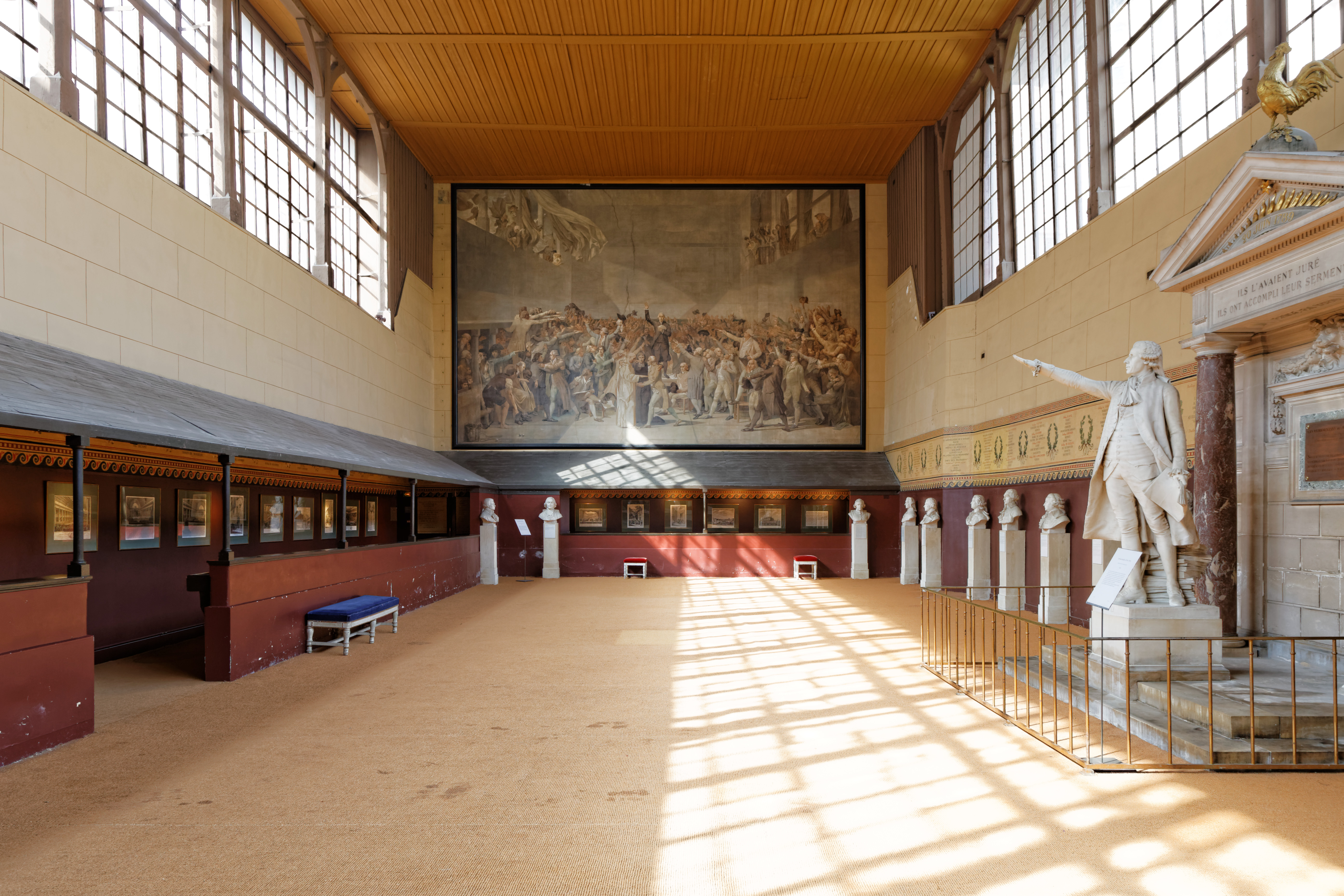
Sala do gry w piłkę, 2006

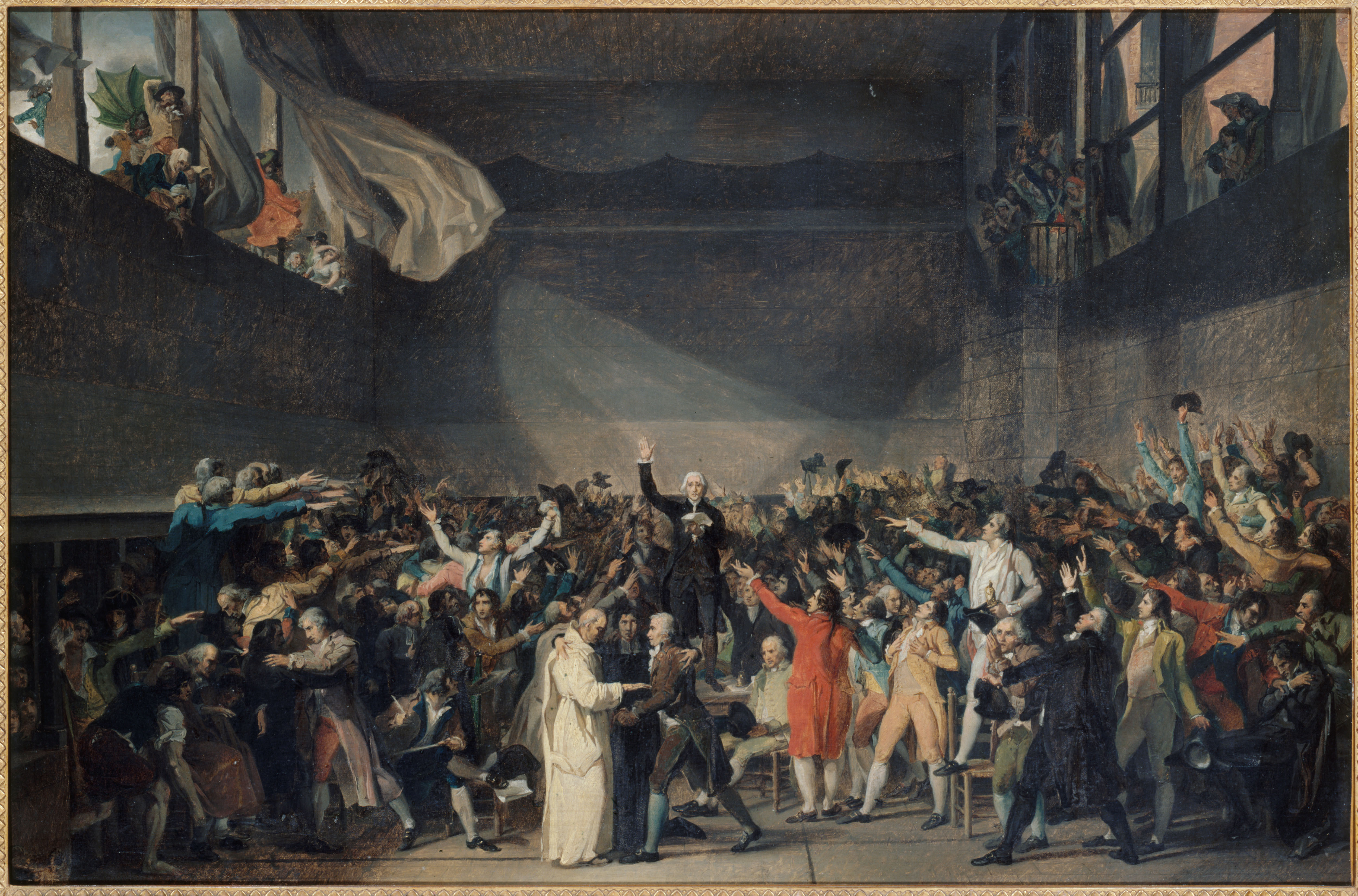
Jacques-Louis David, Przysięga w sali do gry w piłkę, 1791

19 czerwca większość kleru zdecydowała się dołączyć do obrad stanu trzeciego. 20 czerwca, pod nieobecność przedstawicieli, król kazał zamknąć salę obrad. Na wezwanie ówczesnego przewodniczącego Jeana Sylvaina Bailly’ego deputowani Zgromadzenia Narodowego udali się do pawilonu nieopodal, zwanego salą do gry w piłkę. Złożyli tam przysięgę w sali do gry w piłkę – że nie rozejdą się, dopóki nie osadzą konstytucji na trwałych fundamentach.
23 czerwca król odpowiedział na posunięcia deputowanych na posiedzeniu Stanów. Ogłosił na nim skasowanie ich dotychczasowych decyzji, nakazał obradowanie stanów oddzielnie i stwierdził nieusuwalność przywilejów stanów uprzywilejowanych bez ich zgody. Jednocześnie obiecał równość podatkową między stanami, wolność osobistą i wolność prasy, a także regularne zwoływanie Stanów Generalnych, ale jedynie do uchwalania podatków. Deputowani odmówili przyjęcia warunków króla i duża ich część nie rozeszła się. Przez cały okres rewolucji Ludwik XVI uważał swoją deklarację z 23 czerwca za największy dopuszczalny zakres swych ustępstw wobec rewolucjonistów
W kolejnych dniach coraz więcej reprezentantów stanu duchownego i szlachty dołączało do Zgromadzenia Narodowego, a oddziały królewskiej Gwardii Francuskiej zbuntowały się przeciwko użyciu ich do tłumienia zamieszek i potencjalnie rozpędzenia deputowanych. Wśród szlachty, która stanęła po stronie stanu trzeciego, znalazł się Ludwik Filip, książę Orleanu. Wreszcie 27 czerwca król wydał pisemny nakaz resztkom wiernego mu kleru i szlachty, żeby przyłączyli się do Zgromadzenia Narodowego. 9 lipca 1789 roku Zgromadzenie Narodowe ogłosiło się Zgromadzeniem Narodowym Konstytucyjnym, zwanym potocznie Konstytuantą.
11 lipca król odwołał Jacques’a Neckera i szereg innych ministrów. Stało się to bezpośrednią przyczyną wybuchu zamieszek w Paryżu, ponieważ stanowiło to zapowiedź zaostrzenia polityki i zapewne próby siłowej rozprawy z polityką Konstytuanty. 12 lipca paryżanie wystąpili na ulicę, obnosząc woskowe popiersia Neckera i księcia orleańskiego. Jednocześnie jednak po mieście rozlały się zamieszki, rabowano broń i żywność. Mieszczanie barykadowali się w domach. Tłum starł się z wojskiem, któremu nakazano co prawda strzelać ślepymi nabojami. 13 lipca ukonstytuował się, spośród wybranych przez mieszkańców radców miasta, Komitet Stały jako realna władza lokalna Paryża. Powołał on do życia gwardię mieszczańską. Masowo się zbrojono, chcąc się obronić przed spodziewaną kolejną interwencją wojska.

## Początek rewolucji

### Zdobycie Bastylii
Rankiem 14 lipca 1789 roku paryżanie udali się w poszukiwaniu broni do arsenału Les Invalides. Zdobyli go, a w ich ręce wpadło 32 tysiące karabinów i 4 działa. Po amunicję (której w arsenale nie było) postanowiono udać się do Bastylii, średniowiecznej warowni, która od XVII wieku służyła za więzienie. Trafiali do niej głównie przeciwnicy ustroju, filozofowie i pisarze czy skazani na podstawie lettre de cachet. Z tych powodów Bastylia była uważana za symbol terroru ancien regime’u.

Zdobycie Bastylii 14 lipca 1789, obchodzone co roku jako Święto Narodowe Francji

14 lipca znajdowało się w Bastylii 135 żołnierzy, 4 kluczników i królewski zarządca Bastylii, markiz Bernard René de Launay. Do obrony mieli także 15 przestarzałych dział. Zapasy żywności i prochu nie pozwalały na stawianie długiego oporu. Po zdobyciu twierdzy lud miał znaleźć tylko siedmiu więźniów, będących w dość dobrym zdrowiu. Wśród nich był jeden umysłowo chory mężczyzna i kilku fałszerzy pieniędzy.
Gdy Bastylię obległ gęsty tłum, przez pewien czas de Launay liczył na odsiecz wojska, które król ponownie wysłał z Wersalu do Paryża. Dostały one rozkaz otwarcia ognia do zbuntowanych, jednak po dotarciu na miejsce żołnierze przeszli na ich stronę i razem z nimi oblegli twierdzę. Grupa oblegających dostała się do środka i opuściła most zwodzony. Tłum wtargnął na dziedziniec zewnętrzny, gdzie załoga otworzyła ogień zabijając około 100 ludzi. Tłum uznał to za pułapkę. De Launay próbował negocjować poddanie się, ale tłum domagał się wymierzenia sprawiedliwości za krwawą pułapkę. De Launay poddał twierdzę bezwarunkowo i dał się schwytać zbuntowanym oficerom Gwardii Francuskiej, wśród których był późniejszy napoleoński generał Pierre-Augustin Hulin. Aby uniknąć natychmiastowego linczu na de Launayu przez tłum, spróbowali odstawić go do paryskiego ratusza (Hôtel de Ville). Bity i napastowany po drodze przez ludność, de Launay nerwowo nie wytrzymał pod samym ratuszem i napadł w szale na tłum, kopnął w podbrzusze kucharza Felixa Desnotsa, po czym został natychmiast chaotycznie zaszlachtowany i wielokrotnie postrzelony. Desnotsa zmuszono do odcięcia głowy ofierze i nabicia jej na widły. 3 oficerów i 2 żołnierzy także zostało zlinczowanych. Ich głowy poniesiono na pikach do Palais Royal.
Tego dnia zginął także mer Paryża, Jacques de Flesselles, a jego posadę objął pisarz, astronom i rewolucjonista Jean Sylvain Bailly. Jedyną władzą w mieście został Komitet Stały. 15 lipca paryżanie zaczęli burzyć Bastylię, którą zniszczono w ciągu dwóch tygodni. Następnego dnia Komitet Stały podjął uchwałę o przekształceniu gwardii mieszczańskiej w Gwardię Narodową. Na jej czele stanął generał, Marie Joseph de La Fayette. Komitet ustanowił także barwy rewolucyjne. Zostały nimi kolory niebieski, czerwony (barwy Paryża) i biały (barwa Burbonów). W tych kolorach wyrabiano kokardy, które przypinano sobie do ubrań. Kokardę przypiął także król Ludwik XVI, kiedy 17 lipca odwiedził Paryż, uprzednio godząc się na przywrócenie Neckera na stanowisko. Ludwik XVI inicjowany do loży Trois-Frères à l’Orient de la Cour, w czasie uroczystości pojednania z Paryżanami, trzy dni po zdobyciu Bastylii został przywitany ceremonialnym wolnomularskim voûte d’acier (skrzyżowanie szpad nad głową) na Ratuszu w Paryżu. Wtedy też Komitet Stały został przemianowany na Komunę Paryża. W tym czasie, początkowo na niewielką skalę, rozpoczęła się emigracja rojalistów. Wkrótce także w innych miastach Francji uformowano ochotniczą Gwardię Narodową, obalano dotychczasowych urzędników i władze miejskie. Masowo dezerterowano z wojska i wstępowano do Gwardii, nie płacono podatków i niszczono wszelkie symbole feudalizmu i podziału stanowego.

### Wielka Trwoga
Chłopów niecierpliwiło niewprowadzanie w życie ich postulatów z kajetów skarg. Jednocześnie bezrobocie i drożyzna spowodowały wzrost włóczęgostwa i powszechne obawy przed związanym z tym wzrostem brutalnej przestępczości. Komunikacja prowincji z Paryżem, gdzie miały miejsce wydarzenia rewolucyjne, była opóźniona i słaba: według rozdmuchanych plotek sprzymierzone ze spiskiem arystokracji bandy miały palić wsie i niszczyć zbiory.
Niepokój społeczny i panika spowodowały powszechne uzbrojenie się chłopów i ich późniejszą rebelię, określaną jako okres Wielkiej Trwogi. Natężenie chłopskich powstań nastąpiło po wydarzeniach 14 lipca. Wybuchały one w kolejnych regionach i stawiały sobie za cel przede wszystkim zniesienie ciężarów poddaństwa. W wielu miejscach chłopi groźbami wymuszali wydawanie dokumentów archiwalnych uzasadniających i ustalających obciążenia feudalne. Kiedy odmawiano im wydania akt, podpalali zamek wraz z dokumentami, a właściciel ziemski był wieszany. Czasami sprowadzany był notariusz, który odpowiednim aktem prawnym uwierzytelniał rezygnację zastraszonego seniora ze swoich uprawnień.
Mimo sceptycznej reakcji na rewoltę chłopską, którą większość parlamentarzystów postrzegała jako akt przemocy i bezprawia, Zgromadzenie Narodowe widziało potrzebę przynajmniej po części pozytywnego odniesienia się do postulatów wsi. W nocy 4 sierpnia postanowiono o zniesieniu przywilejów podatkowych, pańszczyzny, martwej ręki i innych ciężarów osobistych. Na wniosek jednego z posłów kler zrzekł się dziesięciny. Wspomniane ustawodawstwo, wprowadzone dekretami z 5–11 sierpnia, zawierało deklarację całkowitego zniesienia systemu feudalnego we Francji, chociaż jego ostatnie ślady usunęły później dekrety agrarne Konwencji z 1793 roku.

### Deklaracja Praw człowieka i obywatela

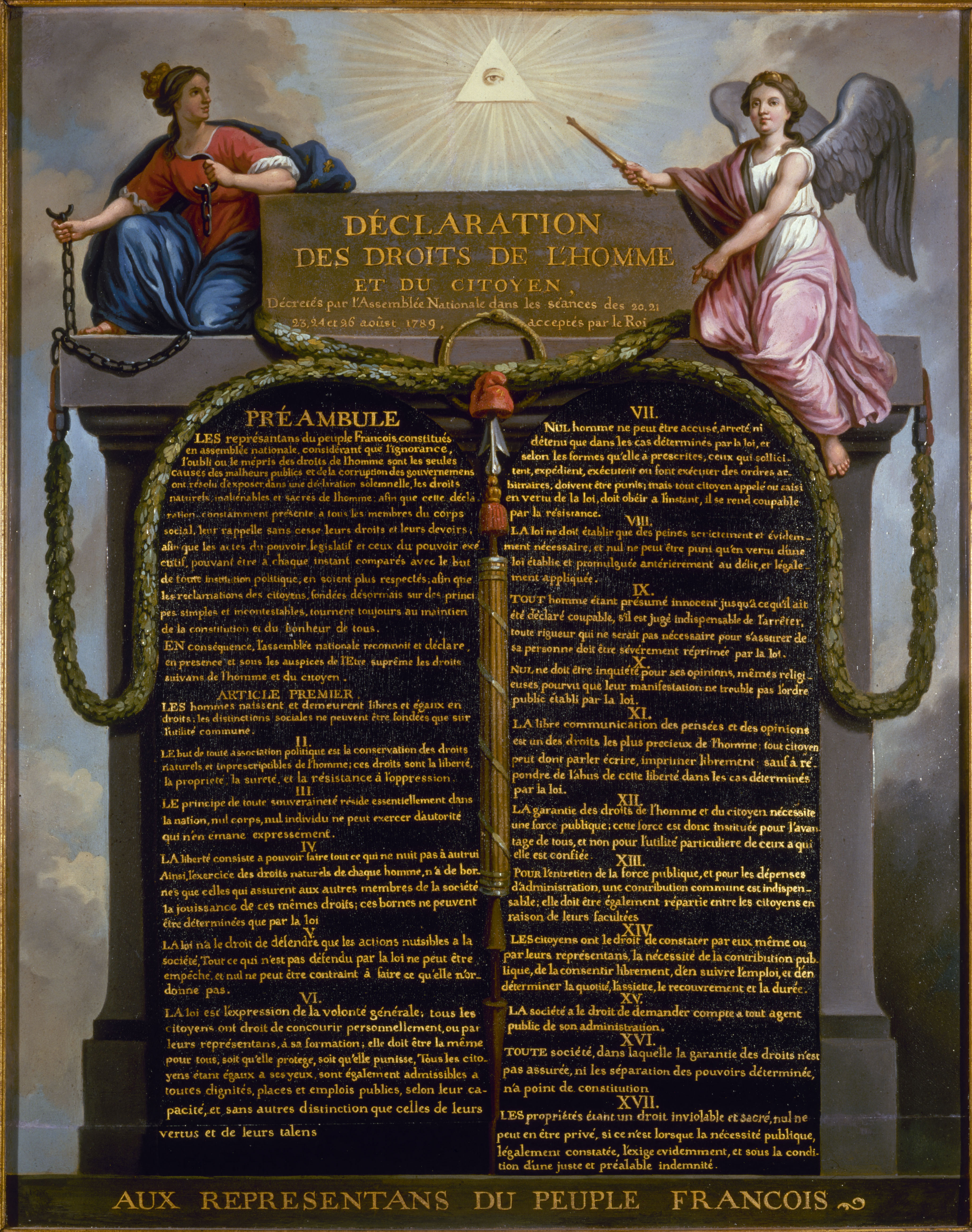
Deklaracja praw człowieka i obywatela

W nocy z 4 na 5 sierpnia po całodziennej debacie, oraz 11 sierpnia 1789, Konstytuanta zniosła dekretem powinności feudalne. Przestało obowiązywać utrzymujące się na niektórych terenach poddaństwo chłopów. Zniesiono przywiązanie chłopstwa do ziemi oraz wszelkie obowiązki chłopskie względem pana i Kościoła. Zniesiono również wszystkie przywileje szlachty i duchowieństwa, łącznie z przywilejem niepłacenia podatków. Zniesiona została dziesięcina. Następnie rozpoczęły się prace nad konstytucją.
26 sierpnia 1789 Konstytuanta przyjęła akt wstępny przyszłej konstytucji pod nazwą Deklaracji praw człowieka i obywatela. Wzorem dla niej była Konstytucja Stanów Zjednoczonych z 1789 roku. Deklaracja była jednak oryginalnym dokumentem, u którego źródeł leżała filozoficzna myśl francuska i idee oświeceniowe. Ustanowiła ona m.in. wolność, równość obywateli wobec prawa, wolność wyznania i słowa, prawo do bezpieczeństwa i własności. Zgodnie z nią wszyscy obywatele podlegali jednemu prawu i płacili jednakowe podatki. Źródłem wszelkiej władzy został naród (suwerenność ludu). Władza miała być sprawowana przez naród i dla narodu. Dekret z 4 sierpnia i Deklaracja umożliwiły przemianę Francji z państwa feudalnego w państwo kapitalistyczne.

### Marsz kobiet na Wersal

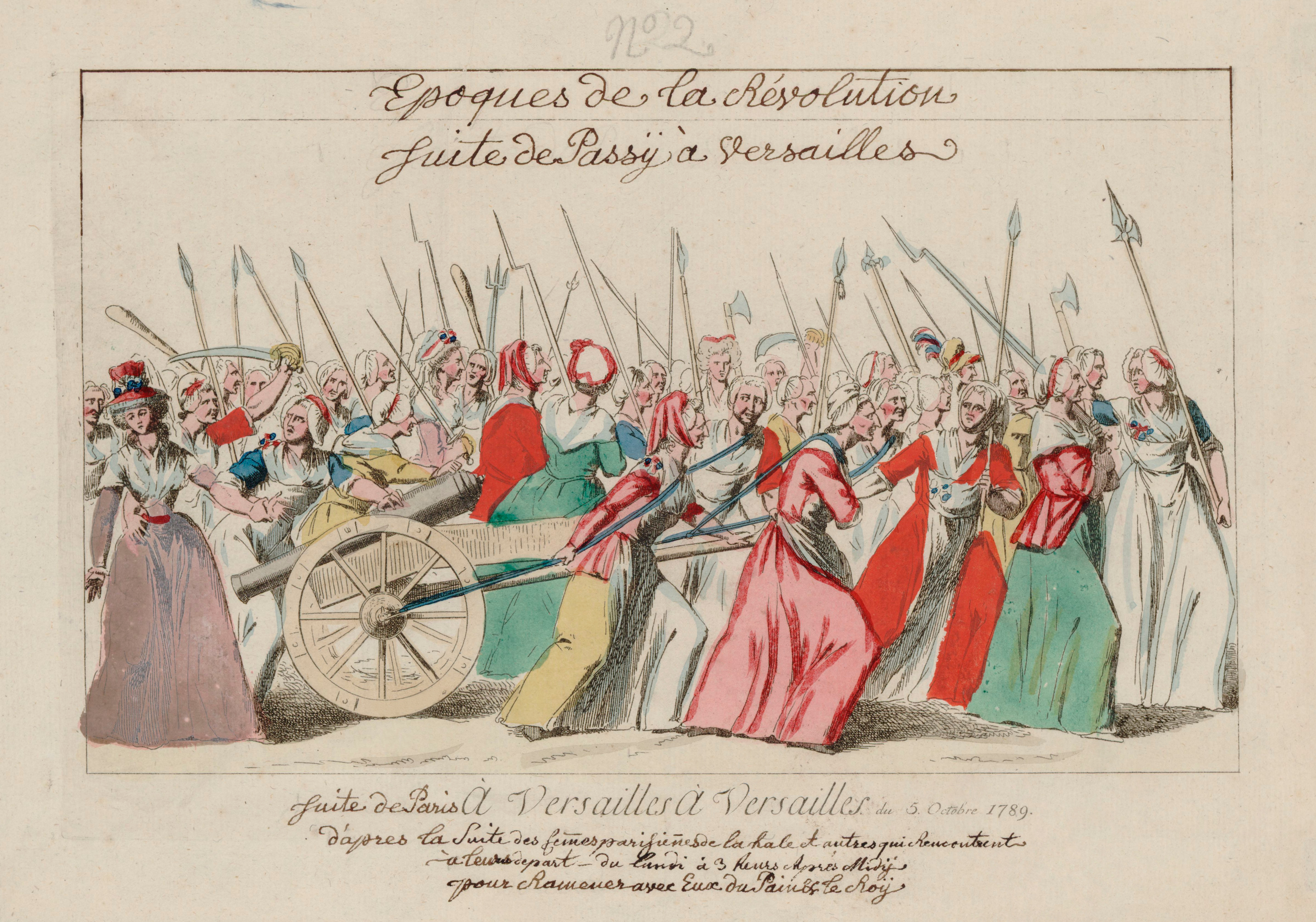
Marsz kobiet na Wersal, 5 października 1789

We wrześniu w Paryżu zaczęło brakować żywności z powodu obfitych opadów, które zniszczyły większość plonów. Na początku października do króla trafiły pierwsze artykuły konstytucji, wraz z Deklaracją praw człowieka i obywatela. Ludwik XVI odmówił ich podpisania, a także dekretów sierpniowych znoszących feudalizm, co rozgniewało głodujących paryżan.
5 października uzbrojony tłum, na którego czele szły paryskie kobiety, w liczbie około pięciu tysięcy, udał się do Wersalu. Za nimi udała się paryska gwardia narodowa, mająca raczej zapewnić bezpieczeństwo rodzinie królewskiej. Kilka kobiet wraz z grupą deputowanych zostało przyjętych przez Ludwika XVI na audiencji. Król wysłuchał skarg na sytuację Paryża i obiecał sprowadzić mąkę. Po długich wahaniach tej nocy przekazał delegacji posłów Zgromadzenia swoją bezwarunkową akceptację Konstytucji oraz Deklaracji Praw. Dla uspokojenia sytuacji dowódca gwardii La Fayette, który stracił nad nią kontrolę, zaproponował królowi przeprowadzkę do Paryża i odesłanie regimentu flandryjskiego, niedawno sprowadzonego do Paryża. Nad ranem rebelianci wtargnęli do pałacu. Król ogłosił, że przeprowadza się do Paryża, co spotkało się z wiwatami tłumu, i wyruszył w drogę z całym dworem i z demonstrantami. Również Konstytuanta przeniosła się do paryskiego Tuileries. Po tych wystąpieniach nastąpiło względne uspokojenie nastrojów.
Odtąd też duchowni otrzymywali pensje od państwa. 14 grudnia wydano dekret ustanawiający we Francji nowy podział administracyjny. Kraj podzielono na 83 departamenty, okręgi, kantony i gminy. Miasta podzielono na sekcje.

### Konstytucja cywilna kleru
2 grudnia 1789 na wniosek biskupa Talleyranda Konstytuanta uchwaliła konfiskatę majątków kościelnych przez państwo. Pieniędzmi ze sprzedaży tych majątków w przetargach starano się pokryć deficyt budżetowy. 12 lipca 1790 Konstytuanta uchwaliła konstytucję cywilną kleru. Wprowadziła ona świecką obieralność proboszczów i biskupów oraz opłacanie ich przez państwo, przy oficjalnym duchowym zwierzchnictwie papieża. W listopadzie tego samego roku Konstytuanta zażądała od całego duchowieństwa przysięgi na wierność konstytucji Francji. Wielu księży odmówiło składania tej przysięgi, bo miałaby być ważniejsza niż wierność Bogu i papieżowi, który w marcu 1791 potępił konstytucję kleru. Księży, którzy odmówili złożenia przysięgi określono niekonstytucyjnymi i walka z nimi, i o nich, stała się poważnym konfliktem i jedną z przyczyn wojny domowej w Wandei.

## Monarchia konstytucyjna

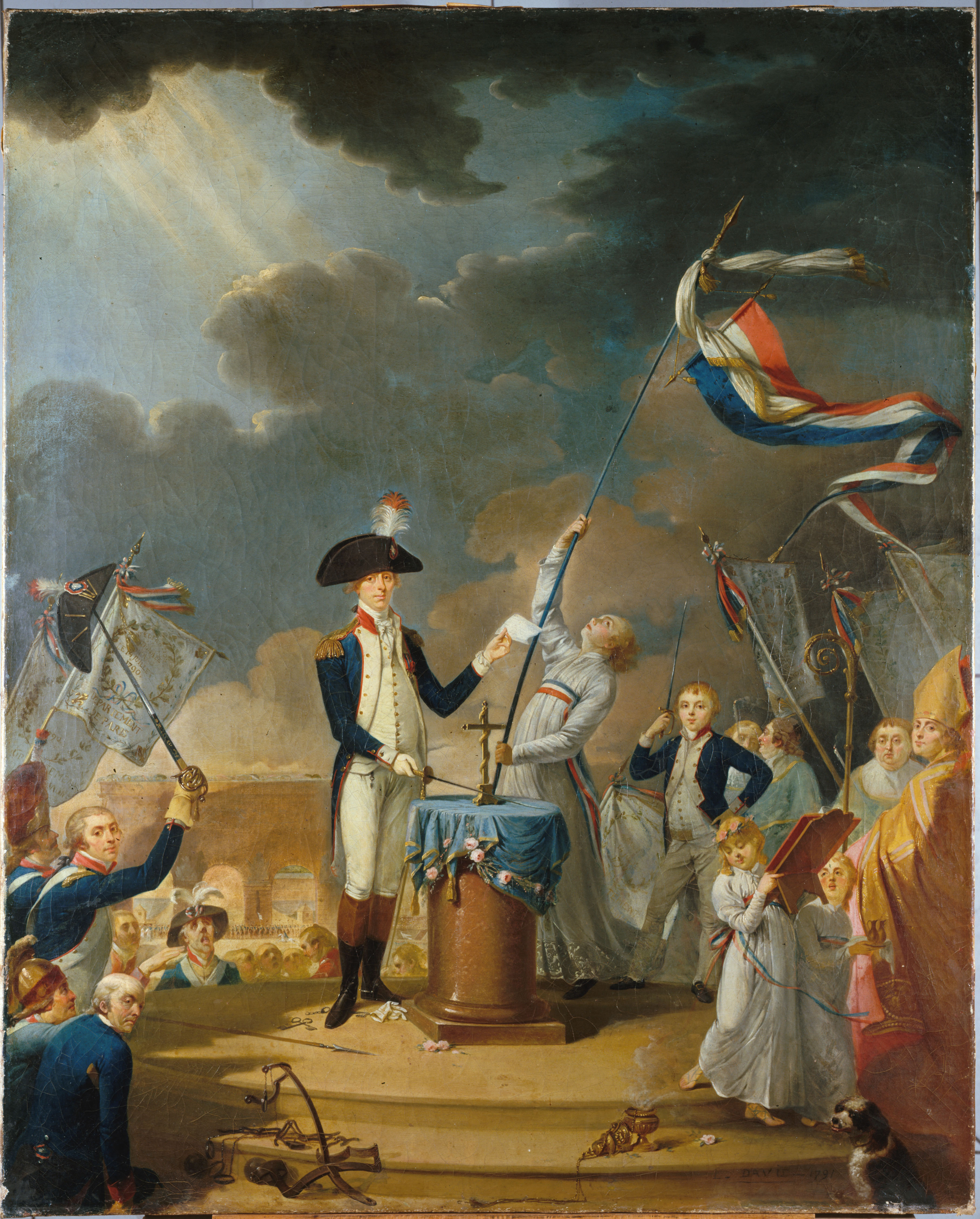
Przysięga La Fayette podczas pierwszej rocznicy zdobycia Bastylii – Święto Federacji – rok 1790

Nowy rok przyniósł Francji okres spokoju. Zaczęły powstawać kluby i stronnictwa polityczne. Jako pierwszy powstał klub bretoński, potem przekształcony w Stowarzyszenie Przyjaciół Konstytucji, znane pod nazwą klubu jakobinów. Kolejnym klubem było Stowarzyszenie Przyjaciół Praw Człowieka i Obywatela, zwane potocznie klubem kordelierów. Wyłoniły się również inne stronnictwa, jak feuillanci czy żyrondyści.

### Jakobini i żyrondyści
2 kwietnia 1791 roku zmarł nagle, oczekując na rozprawę sądową, hrabia Honoré Gabriel Mirabeau. Od dawna prowadził on niejednoznaczną politykę, rano występując w Konstytuancie przeciwko władzy króla, a wieczorem doradzając mu, jak przywrócić jego władzę. Oskarżycielem był przywódca klubu jakobinów, Maximilien de Robespierre. Centroprawica straciła w Mirabeau lidera. Obawiano się, iż król i jego poplecznicy szykują zamach stanu, który miałby przywrócić we Francji absolutyzm. 14 czerwca, na wniosek Isaaca Le Chapeliera, Konstytuanta wydała zarządzenie, zabraniające robotnikom tworzenia organizacji zawodowych i prowadzenia strajków. Było to posunięcie mające na celu zażegnanie złej sytuacji gospodarczej, aczkolwiek godził w założenia Deklaracji Praw Człowieka i Obywatela.

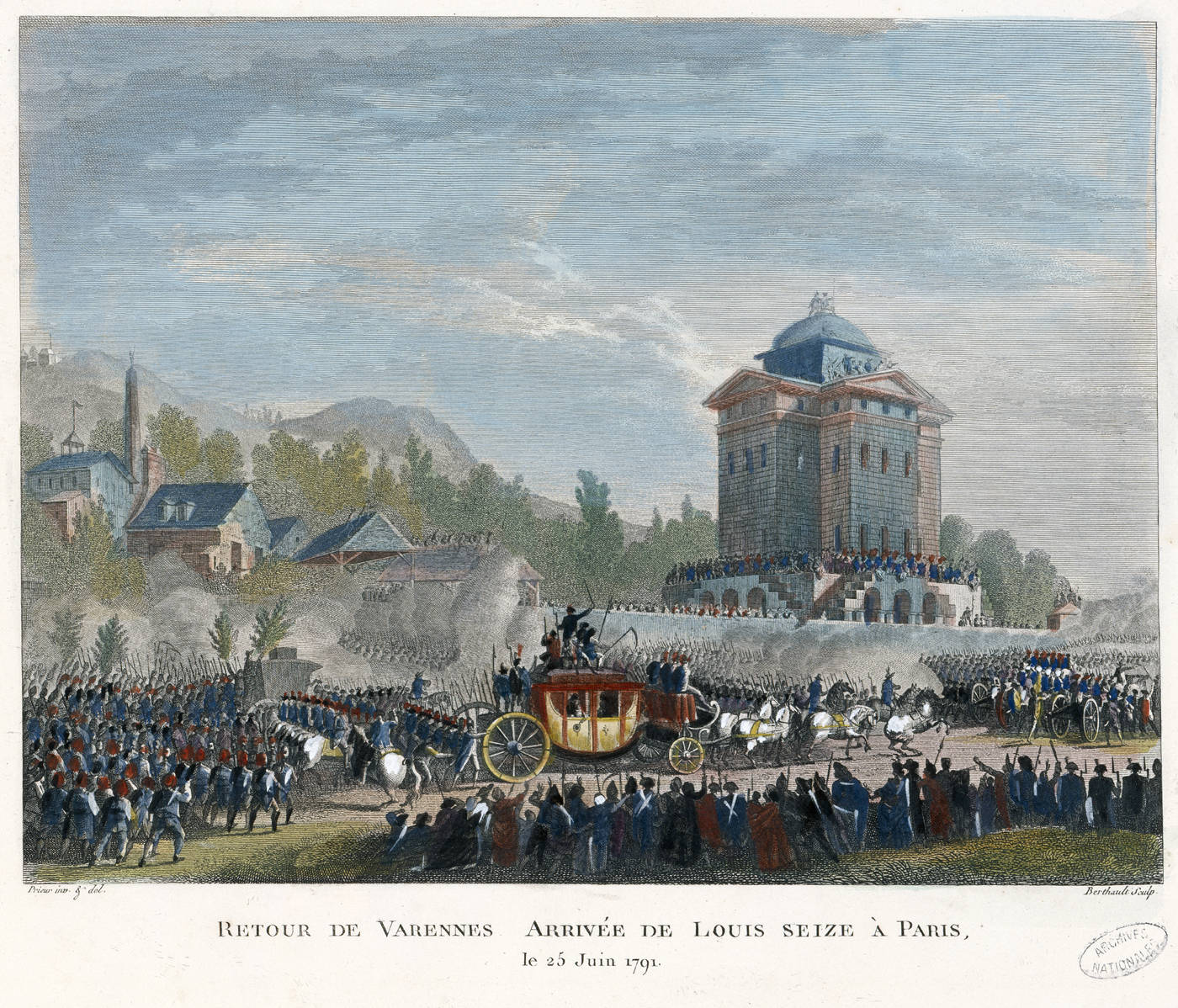
Wjazd królewskiej rodziny do Paryża po nieudanej ucieczce

W tym czasie Ludwik XVI zaczął planować wyjazd za granicę w celu zorganizowania interwencji zbrojnej i przywrócenia władzy królewskiej we Francji. W nocy 20 czerwca 1791 roku król Ludwik, królowa Maria Antonina i rodzina królewska w przebraniu mieszczańskim podjęli ucieczkę do Montmédy we francuskiej (od 1766 roku), tradycyjnie rojalistycznej Lotaryngii. Tam król prawdopodobnie planował dołączyć do wojska marszałka François Claude’a Amour de Bouillé’a i z nim udać się do pobliskich Niderlandów austriackich. Rodzina królewska często zatrzymywała orszak, by odpocząć. 21 czerwca zostali oni rozpoznani w Varennes przez późniejszego polityka, Jeana Baptiste Droueta. Jego uwagę zwrócił zbyt władczy jak na mieszczkę ton Marii Antoniny przy wydawaniu poleceń. Drouet powiadomił władze, które dzień później aresztowały rodzinę królewską i odstawiły ją do Paryża.
Wiadomość o próbie ucieczki króla za granicę oburzyła społeczeństwo francuskie. Kordelierzy zażądali proklamowania republiki. Tłum poparł postulat kordelierów i 17 lipca zebrał się na Polu Marsowym, domagając się detronizacji króla. Chcąc opanować sytuację, mer Paryża, feuillant Jean Sylvain Bailly, przysłał tam Gwardię Narodową i wojsko. La Fayette, również feuillant, rozkazał otworzyć ogień. Masakra na Polu Marsowym była szokiem dla mieszkańców stolicy.

### Konstytucja 1791 roku

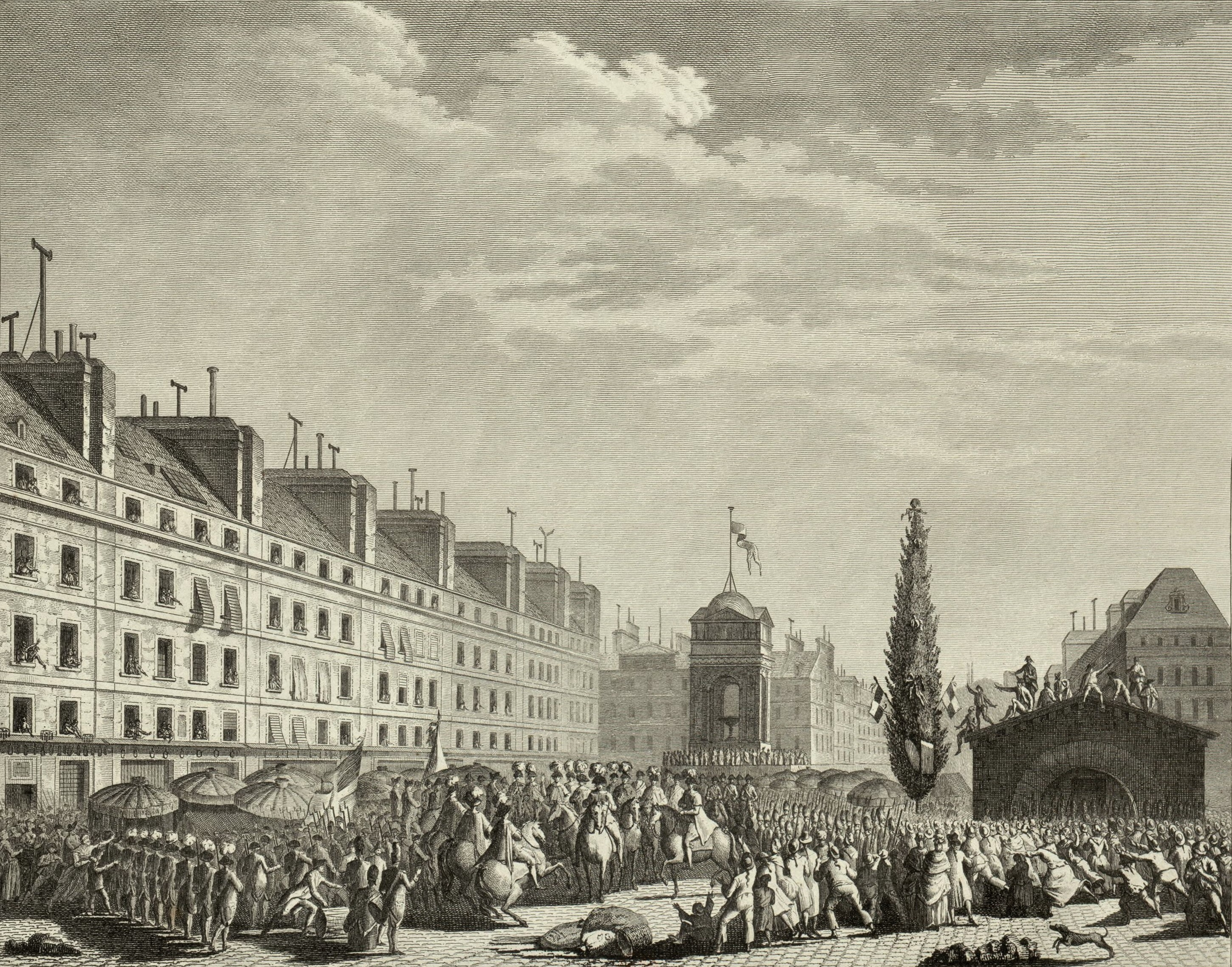
Proklamowanie konstytucji 14 września 1791 roku

Tymczasem deputowani zakończyli pracę nad konstytucją i 3 września Konstytuanta przedstawiła ją królowi, jednocześnie ulegając rozwiązaniu. Ludwik XVI złożył na niej swój podpis 14 września 1791 roku, wprowadzając jej przepisy w życie.
Konstytucja, podobnie jak Deklaracja praw człowieka i obywatela (zawarta w Konstytucji jako akt wstępny), bazowała na założeniach myśli Oświecenia. Wprowadzała we Francji monteskiuszowski trójpodział władzy. Władzę ustawodawczą miało sprawować Zgromadzenie Prawodawcze, zwane potocznie Legislatywą. Ustanowiono zarazem prawo, które członkom dotychczasowej Konstytuanty zabraniało zasiadania w Legislatywie. Król zatrzymywał władzę wykonawczą, z prawem do nienaruszalności, odwoływania i powoływania ministrów i z prawem weta wobec uchwał Legislatywy. Miał on także sprawować władzę nad wojskiem i nadzorować politykę zagraniczną. Musiał składać przysięgę na wierność narodowi i prawu. Pozostawiono dziedziczność tronu. Organy sądowe stały się w pełni niezależne. W wyborach nie mogli brać udziału obywatele poniżej 25 roku życia, kobiety i obywatele nie posiadający żadnej własności. Konstytucja wprowadzała wybory jako sposób obsadzania stanowisk. Wybierano w nich deputowanych Legislatywy (co 2 lata), sędziów, biskupów, proboszczów czy urzędników. W Konstytucji znalazła się również klauzula, zgodnie z którą jej postanowienia nie obejmowały kolonii francuskich.

### Zgromadzenie Prawodawcze
Nowa izba, Zgromadzenie Prawodawcze (Legislatywa), rozpoczęła obrady 1 października 1791 roku. Zasiadało w niej 745 deputowanych.
Umiarkowaną część sceny politycznej chciał zgromadzić klub feliantów (feuillants) i w grudniu 1791 roku należało do niego 264 posłów Zgromadzenia obok 880 innych osób. Było to stronnictwo zdeterminowane bronić monarchii konstytucyjnej. Ich przywódców (Antoine Barnave, Alexandre i Théodore de Lameth) już wtedy publicznie podejrzewano o kontakty z dworem. Jakobini, z których felianci wydzielili się w lipcu 1791 r., przeszli na pozycje zdecydowanie radykalne, opowiadając się jednoznacznie za republiką. Choć początkowo mieli jedynie 136 deputowanych mogli liczyć na wsparcie klubów dzielnicowych, takich jak kordelierzy, którzy mieli zdecydowaną przewagę w zgromadzeniach lokalnych Paryża. Także przedstawiciele niezrzeszonego centrum, zwanego przez przeciwników Bagnem (le marais), liczącego aż 345 deputowanych, byli przywiązani do rewolucji i nieprzychylnie patrzyli na prokrólewską politykę feliantów.

### Wybuch wojny
Jacques Brissot, przywódca Żyrondystów, przekonywał w Zgromadzeniu Narodowym, że za rojalistycznymi emigrantami zbrojącymi się w Nadrenii stoją władcy obcych mocarstw. Francja powinna więc, zdaniem Brissota, zaatakować kraje udzielające schronienia emigrantom. Od lata 1791 roku, za zgodą cesarza Leopolda II, duża grupa emigrantów pod przywództwem Ludwika hrabiego Prowansji, Karola hrabiego d’Artois (braci króla) i księcia Condégo zbierała się w Koblencji i formowała armię przede wszystkim na terytoriach elektoratu Trewiru. W sumie do oddziałów Condégo zaciągnęło się 8 tysięcy ludzi, a do armii braci królewskich 12 tysięcy, przy czym jakość tych sił była bardzo zróżnicowana. 27 sierpnia cesarz Leopold wraz z królem pruskiem Fryderykiem Wilhelmem II wystosowali ostrzegawczą deklarację w Pillnitz skierowaną do Francuzów. W rzeczywistości władcy byli zaniepokojeni bardziej hasłami narodowego samookreślenia regionów francuskojęzycznych takich jak Awinion czy Alzacja niż przemianami politycznymi we Francji, które postrzegali jako jej korzystne osłabienie.
29 listopada delegacja Zgromadzenia udała się do króla, domagając się wydania ultimatum elektorom. Król zgodził się i 14 grudnia zażądał od elektora Trewiru wydalenia emigrantów francuskich, prosząc też oficjalnie o wstawiennictwo cesarza w tej sprawie. Król liczył, że w rzeczywistości armia francuska, osłabiona przez masowe ucieczki oficerów, nie będzie w stanie pokonać wrogich mocarstw. Maria Antonina, korespondująca z cesarzem, odnosiła się bardzo niechętnie do zaciągania przez rodzinę królewską jakichkolwiek długów wdzięczności wobec emigrantów. Elektorowie Trewiru i Moguncji zgodzili się z warunkami ultimatum i obiecali wygnać emigrantów, pod naciskiem cesarza Leopolda II. Ten ostatni zarządził jednocześnie zbrojenia i wysłał żołnierzy na pomoc Trewirowi. 7 lutego 1792 Austria i Prusy zawarły sojusz obronny, co pobudziło brissotystów do jeszcze intensywniejszej agitacji za wojną ofensywną.
Po śmierci relatywnie wstrzemięźliwego Leopolda II jego następca, Franciszek II Habsburg, dążył już otwarcie do konfliktu z rewolucyjną Francją. W związku z koncentracją sił austriackich w Belgii Francja wystosowywała w marcu 1792 r. noty żądające wyjaśnień. Te pisma były ignorowane lub zbywane odmownie przez Wiedeń. 20 kwietnia 1792 roku Ludwik XVI udał się do Zgromadzenia Narodowego z rządowym wnioskiem o wypowiedzenie wojny „królowi Czech i Węgier”, ponieważ Franciszek II nie został jeszcze formalnie wybrany na cesarza. Zaledwie siedmiu posłów głosowało przeciw i akt wypowiedzenia wojny został przyjęty.

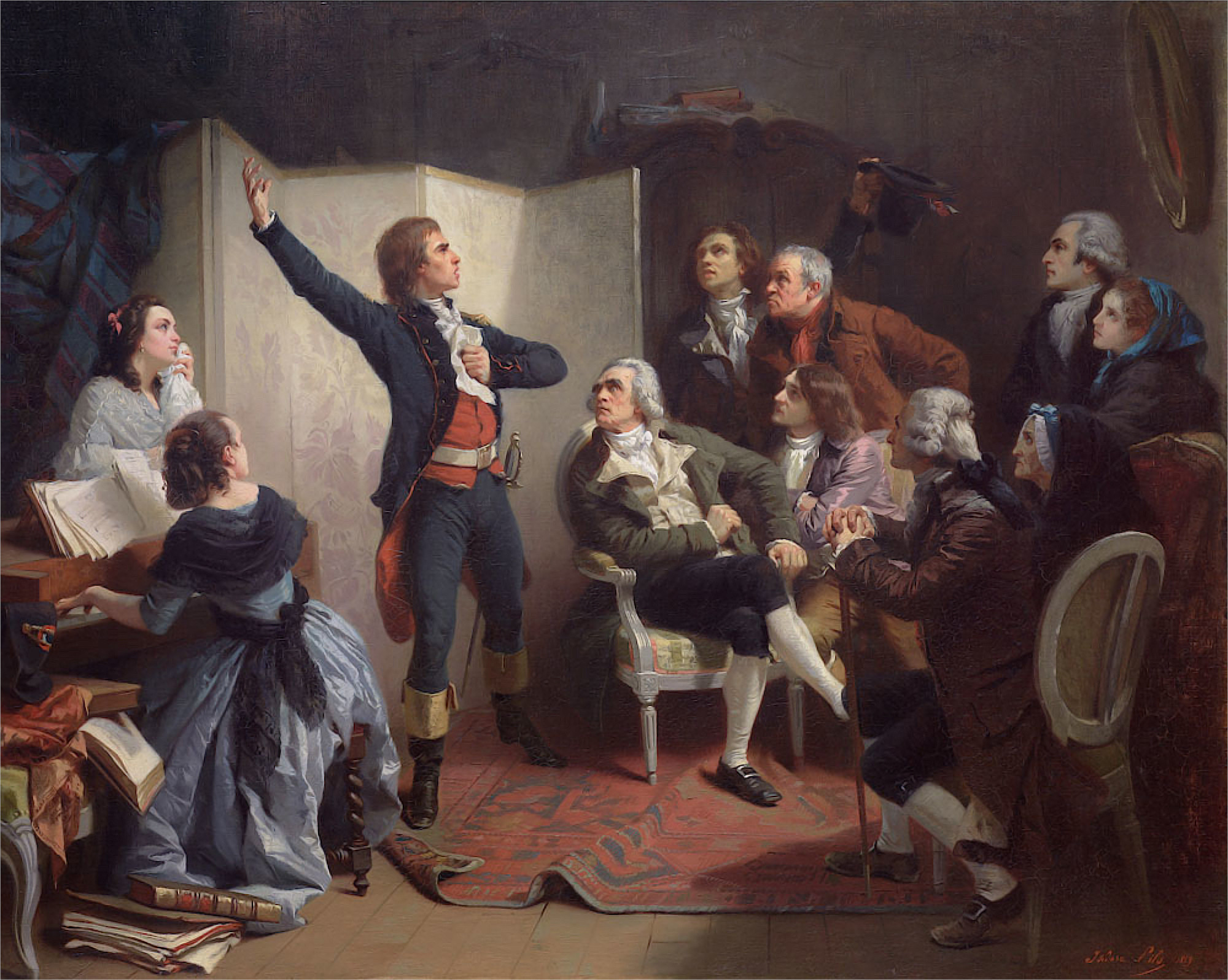
Joseph Rouget de Lisle po raz pierwszy wykonuje Marsyliankę

W nocy z 24 na 25 kwietnia Claude Joseph Rouget de Lisle skomponował Pieśń wymarszu Armii Renu, znaną później jako Marsylianka. Wojska francuskie okazały się jednak nieprzygotowane do sprawnego prowadzenia działań wojennych. Rochambeau, dowódca Armii Północy, którego wbrew jego pesymistycznej ocenie sytuacji minister spraw zagranicznych Dumouriez zmusił do ofensywy w Niderlandach Austriackich, musiał się szybko wycofać. Jego spanikowani żołnierze zabili 29 kwietnia jednego z jego oficerów, generała Dillona. Brissot i żyrondyści, którzy parli wcześniej do wojny, teraz klęski tłumaczyli spiskiem rodziny królewskiej, arystokratów i generałów. Trzech dowódców armii: Rochambeau, La Fayette (Armia Centrum) i Luckner (Armia Renu), zalecało w piśmie z 18 maja zawarcie pokoju.
6 lipca Prusy wypowiedziały wojnę Francji. Legislatywa 11 lipca wydała do narodu powszechną odezwę: Ojczyzna w niebezpieczeństwie, która wprowadzała jednocześnie permanentne obradowanie urzędów i zdecydowała o nowych ochotniczych zaciągach. W odpowiedzi na ten apel do wojska zgłosiło się wielu Francuzów. 25 lipca dowodzący wojskami pruskimi książę Karol Wilhelm Brunszwicki wydał odezwę, w której wzywał Francuzów do ukorzenia się przed królem. Rewolucjonistów straszono egzekucjami, więzieniem i zburzeniem Paryża, co przyniosło przeciwny efekt – liczba ochotników potroiła się.

## Proklamowanie Republiki

Szturm sankiulotów na pałac Tuileries – 10 sierpnia 1792 roku

### Powstanie 10 sierpnia 1792
Na początku sierpnia paryski plebs miejski wyległ na ulice i domagał się detronizacji króla, którego obwiniano o klęskę. W obawie o własne bezpieczeństwo podał się do dymisji mer Paryża, Jean Sylvain Bailly. Nowy mer, żyrondysta Jérôme Pétion, wystąpił 3 sierpnia do Legislatywy z wnioskiem o zawieszenie Ludwika XVI w czynnościach. Deputowani – w większości monarchiści – ociągali się z decyzją, wobec tego sankiuloci w nocy z 9 na 10 sierpnia 1792 roku zajęli ratusz i przejęli kontrolę nad Komuną Paryża. Rano tłum przypuścił szturm na Tuileries, a Gwardia Narodowa nie zdołała ich powstrzymać. Rodzina królewska zbiegła do sali, w której obradowała Legislatywa. Jednak dotarli tam powstańcy, po czym zmusili deputowanych do tymczasowego odebrania królowi uprawnień. Król z rodziną został osadzony w twierdzy Temple. Legislatywa powołała w związku z tym nowy rząd, Tymczasową Radę Wykonawczą, z kordelierem Georges’em Dantonem na czele. Jednak rzeczywistą władzę sprawowała Komuna, która kilka dni później wymusiła na deputowanych powołanie nowej izby ustawodawczej. Miał nią zostać Konwent Narodowy. We wrześniu odbyły się wybory do tego nowego ciała, a brali w nich udział również ludzie bez majątku.

### Inwazja pruska i masakry wrześniowe
19 sierpnia ruszyła ofensywa wojsk pruskich, austriackich i francuskich emigrantów pod dowództwem księcia brunszwickiego. Alianci zajęli twierdzę Longwy bez walki. Wzmocniło to podejrzenia, że w armii i w Paryżu jest pełno zdrajców gotowych do kapitulacji. Książę brunszwicki wydał deklarację grożącą zemstą Francuzom, jeśli uczynią krzywdę rodzinie królewskiej.
W tej atmosferze w pierwszym tygodniu września tłum przejął kontrolę nad przepełnionymi paryskimi więzieniami. Wymordowanych zostało ponad 40% spośród przetrzymywanych, od 1100 do 2800 osób, w tym około dwustu księży sprzeciwiających się konstytucji kleru, osiemdziesięciu gwardzistów szwajcarskich i stu szlachciców. Większość ofiar śmiertelnych stanowili zwykli kryminaliści. Tłum zaimprowizował pozaprawne „procesy”, w których 1500 osób puszczono wolno. Śmierć zadawano często okrutnie i w torturach. Podobne wydarzenia miały miejsce w całej Francji. Samosądy te przeszły do historii pod nazwą masakr wrześniowych. Marat w swojej gazecie wzywał do zajęcia więzień i zabicia osób niebezpiecznych dla rewolucji, zaś Zgromadzenie Narodowe i rząd nie podjęły żadnych zdecydowanych działań w celu zatrzymania rzezi.

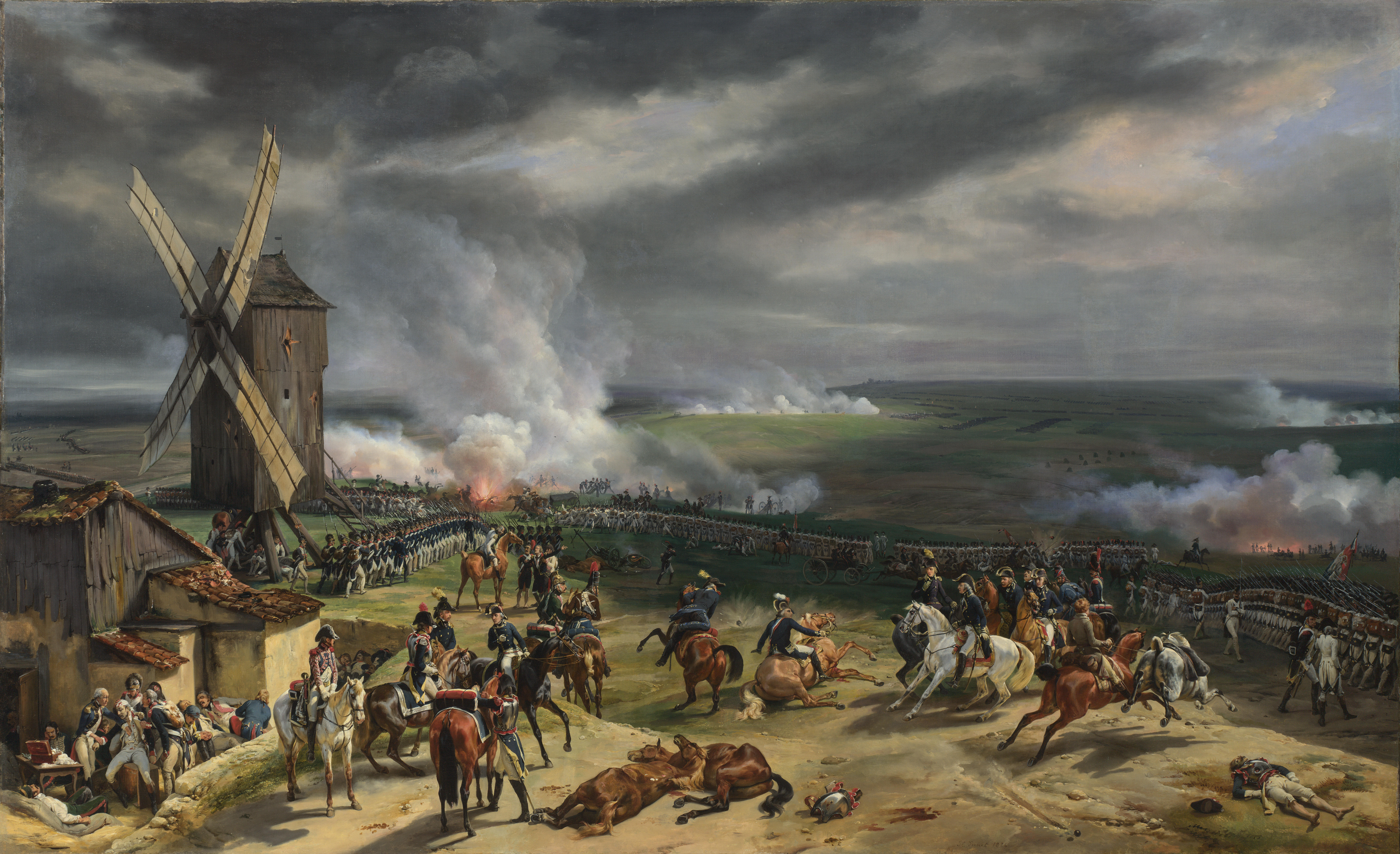
Bitwa pod Valmy

Po kapitulacji twierdzy Verdun 2 września armia pruska zaczęła zagrażać samemu Paryżowi. Francuzi skoncentrowali siły. 20 września 1792 zdziesiątkowana chorobami armia pruska stanęła pod Valmy naprzeciw Francuzów. którzy zapewnili sobie przewagę liczebną i korzystniejszą, wyższą pozycję. Kolejne próby ataku Prusaków były powstrzymywane przez ostrzał francuskiej artylerii. Szeregi armii rewolucyjnej były podtrzymywane na duchu przez gen. Kellermanna hasłami i pieśniami. Wojska pruskie wycofały się pod osłoną nocy, oddając Francji zwycięstwo. Pruski dowódca, książę brunszwicki, tłumaczył decyzję niewiedzą na temat liczebności oddziałów Dumourieza znajdujących się za liniami Francuzów.
21 września 1792 roku rozpoczęło się pierwsze posiedzenie Konwentu Narodowego. Zasiedli w nim centroprawicowi żyrondyści, reprezentujące centrolewicę niezdecydowane Bagno i lewicowa Góra, reprezentowana przez jakobinów i kordelierów. Wobec tego, iż członkostwa w wyborach do Konwentu nie ograniczało już żadne prawo, zasiadali w nim niemal wszyscy czołowi działacze rewolucyjni. Była to izba bardziej radykalna od poprzednich. Tuż przed rozpoczęciem jej obrad rozwiązane zostało Zgromadzenie Prawodawcze. W swojej pierwszej uchwale, podjętej jeszcze tego samego dnia, Konwent zniósł monarchię we Francji. Następnego dnia proklamował powstanie Republiki Francuskiej.
Nowy ustrój został ugruntowany dzięki zwycięstwom na froncie. Po bitwie pod Valmy generał Dumouriez ruszył z ofensywą na austriackie Niderlandy obsadzone małymi siłami. Kampania była pasmem zwycięstw armii francuskiej. Zakończyło ją zwycięstwo nad Austriakami księcia Alberta Sasko-Cieszyńskiego, odniesione 6 listopada w bitwie pod Jemappes pod dowództwem generała Dumourieza. Jesienią tego roku Francuzi zajęli Niderlandy Austrackie (zwane już wtedy przez nich Belgią), Nadrenię oraz Sabaudię, gdzie według relacji drukowanych przez warszawską prasę byli entuzjastycznie witani przez miejscową ludność. 19 listopada Konwent uchwalił ustawę o „wojnie propagandowej”, obiecując pomoc Francji wszystkim narodom chcącym odzyskać wolność. Rewolucjoniści rozważali utworzenie sprzymierzonych z Francją republik na zajętych terenach. 27 listopada Konwencja zdecydowała jednak o bezpośredniej aneksji Sabaudii.

### Egzekucja Ludwika XVI
20 listopada 1792 roku do Konwentu dotarła wiadomość, że w pałacu Tuileries ślusarz znalazł tajną żelazną szafę z dokumentami Ludwika XVI. Materiały świadczyły o tym, że król usiłował sabotować Zgromadzenie Narodowe a później Legislatywę, prowadził sekretne korupcyjne machinacje w środowisku rewolucjonistów, prowadził dyplomację będącą w sprzeczności z jego publicznymi oświadczeniami, a także uważał swoją zgodę na reformy rewolucyjne za wymuszoną i pragnął powrotu ustroju feudalnego. Dokumenty nie pozwalały jednak, ściśle rzecz biorąc, dowieść zdrady stanu we współpracy z obcymi dworami. Pomimo to Konwencja 3 grudnia zdecydowała, że będzie sądzić Ludwika XVI, a 6 grudnia zlecono specjalnej komisji przygotowanie aktu oskarżenia.
11 grudnia 1792 roku rozpoczął się proces Ludwika XVI przed Konwentem. Góra wnosiła o karę śmierci, Bagno było chwiejne. Sami żyrondyści niezbyt zdecydowanie bronili króla, proponując czasem karę więzienia, a czasem uniewinnienie. 15 stycznia 1793 roku, po 24-godzinnym głosowaniu, obywatel Louis Capet został uznany za winnego, a 17 stycznia skazany został na karę śmierci.

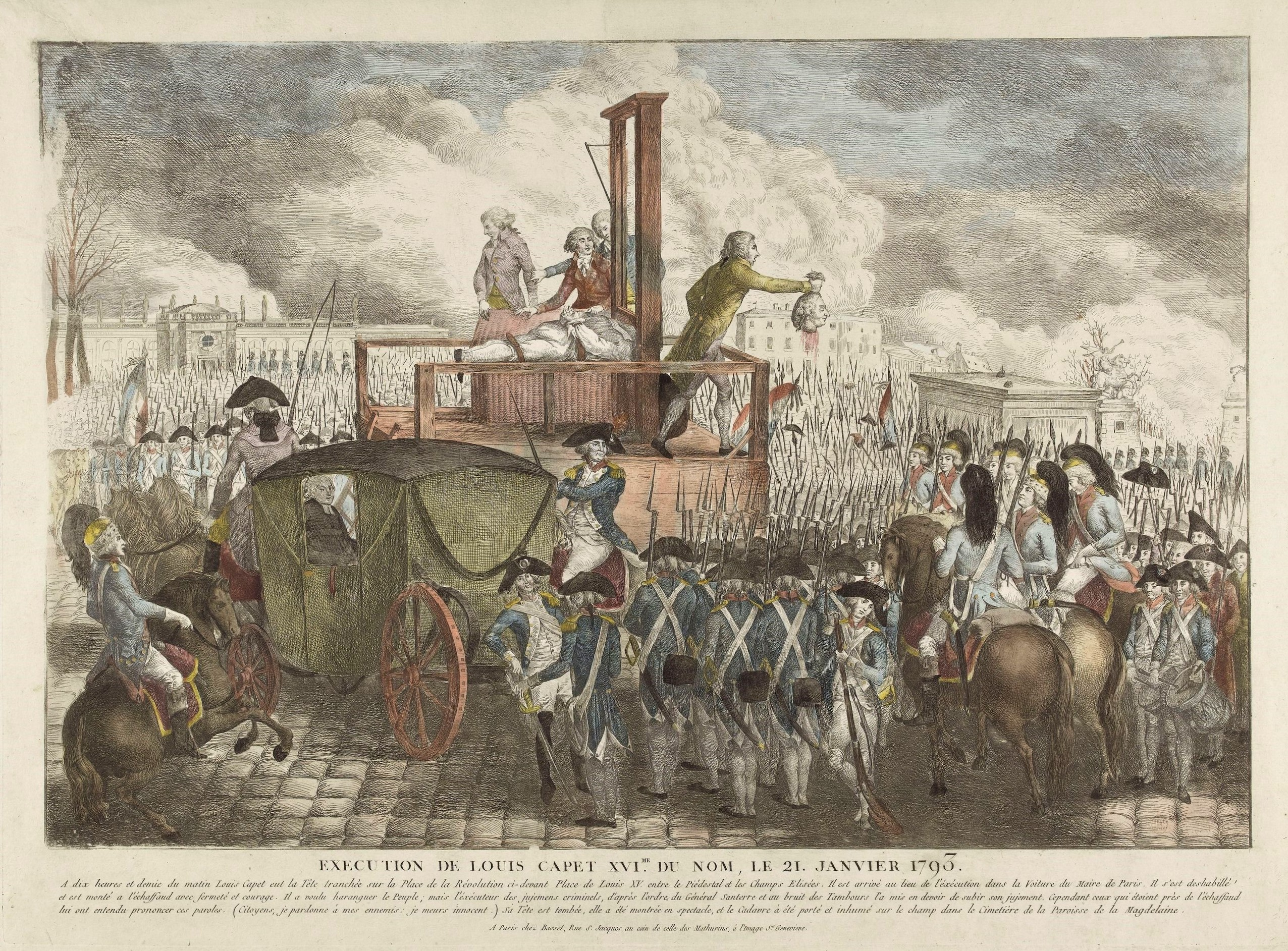
Egzekucja Ludwika XVI

21 stycznia o godzinie 10.22 Ludwik XVI został ścięty na gilotynie. Na szafocie od towarzyszącego mu księdza usłyszał, że zniewagi, jakich doświadcza, upodabniają go do Jezusa Chrystusa. Król próbował przed egzekucją przemówić do swego ludu, prosząc Boga, żeby jego krew nie spadła na wszystkich Francuzów, lecz zakrzyczano go. Jego ostatnimi słowami, skierowanymi do ludu było Obywatele, umieram niewinny!. Egzekucja odbyła się na Placu Rewolucji, w obecności około 200 tysięcy paryżan.

### Wojna Francji z I koalicją
Po szybkim zajęciu, jesienią 1792, Niderlandów Habsburskich, Nadrenii i Sabaudii Konwent wypowiedział wojnę Wielkiej Brytanii i Holandii 1 lutego 1793 i wkrótce potem Hiszpanii. W 1793 wojnę Francji wypowiedziała Portugalia, Królestwo Neapolu i Toskania. Na Francję została nałożona blokada morska.

## Rządy żyrondystów
Żyrondyści wciąż mieli największy wpływ na władzę. Koalicja antyfrancuska miała znaczny potencjał militarny. W związku z tym w lutym 1793 Konwent uchwalił pobór 300 tys. żołnierzy. Na początku marca uzbrojeni chłopi zaczęli zbierać się w grupy, żeby stawiać opór poborowi na wojnę w obronie niepopularnej rewolucji. Główną przyczyną niepopularności wśród chłopstwa było aresztowania niekonstytucyjnych księży, którzy odmówili złożenia przysięgi obywatelskiej na wierność narodowi i konstytucji francuskiej. W niektórych rejonach prawie wszyscy księża odmówili złożenia przysięgi. Księża byli filarami społeczności i w Wandei częściej niż gdzie indziej księża pochodzili ze społeczności, w których posługiwali. Niepopularność rewolucji została pogłębiona zabiciem króla, dla wielu namaszczonego przez Boga ojca narodu. Opór wobec poboru został szybko stłumiony w tych rejonach Francji, gdzie stacjonowała wystarczająca liczba wojska i Gwardii Narodowej, w tym Bretanii, w przeciwieństwie do sąsiadującej Wandei. 11 marca 1793 chłopi zajęli Machecoul i rozpoczęli długotrwałą masakrę łącznie kilkuset osób popierających rewolucję. Tak rozpoczęły się wojny wandejskie. Rebelianci domagali się powrotu swoich księży i planowali przywrócić we Francji monarchię z małoletnim, internowanym w Paryżu Ludwikiem XVII na tronie. Początkowo powstańcy liczyli na rozlanie się insurekcji na inne regiony Francji, do czego nie doszło, ale też Wandejczykom nie stawiano skutecznego oporu aż do wysłania we wrześniu szesnastotysięcznej armii pod dowództwem gen. Jean-Baptiste’a Klébera. W trakcie wojen wandejskich armie republikańskie wymordowały znaczną części mieszkańców, w tym kobiet i dzieci. Obecnie ilość zabitych szacuje się na liczbę od 100 do 500 tysięcy.

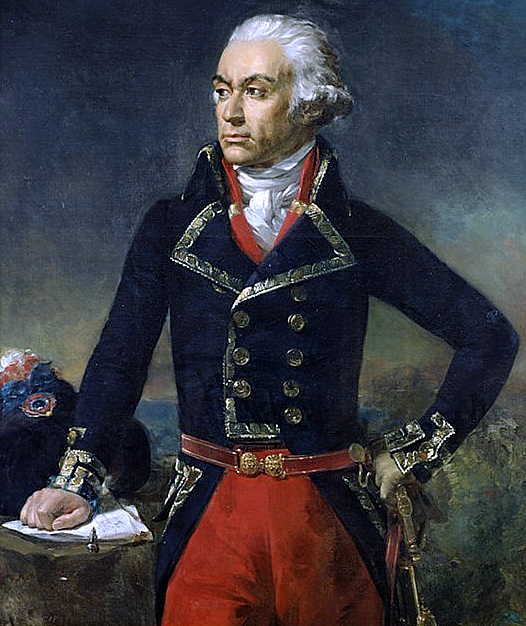
generał Charles François Dumouriez

Tymczasem Austriacy wysłali do Niderlandów nową armię, która 18 marca w bitwie pod Neerwinden pokonała wojska generała Dumourieza. Wobec załamania armii Dumouriez wynegocjował z Austriakami rozejm i możliwość wycofania wojsk francuskich z powrotem za granicę Republiki. Miał przy tym plan użycia swojej Armii Belgii do marszu na Paryż i przywrócenia monarchii. Zaniepokojona poczynaniami generała Konwencja wysłała nad granicę komisarzy z rozkazem aresztowania Dumourieza, ale 1 kwietnia to on kazał ich uwięzić. Nie potrafił jednak utrzymać kontroli nad sytuacją i musiał wkrótce zbiec na stronę austriacką. Zdrada Dumourieza osłabiła wpływy żyrondystów, ponieważ generał Dumouriez należał do ich klubu.
Opór przeciw poborowi zbiegł się w czasie z ofensywą austriacką w Belgii, co wzbudziło podejrzenia, że jest to wynik spisku rojalistycznego. W przekonaniu posłów Konwentu w celu ocalenia republiki należało wyeliminować spiskowców i zjednoczyć naród, w razie potrzeby siłą, żeby usunąć podziały, wykorzystywane przez rojalistycznych spiskowców. 9 marca 1793 Konwent powołał Trybunał Rewolucyjny który miał sądzić osoby oskarżone o zdradę i działania kontrrewolucyjne. Od jego wyroków nie było apelacji.
W latach 1793–1794 Konwent wysyłał swoich posłów jako reprezentatów w misji do departamentów. Reprezentanci mieli za zadanie koordynację działań w departamentach z władzami centralnymi, w tym rekrutację do wojska i eliminację kontrrewolucjonistów. Oficjalnie wielu reprezentantów w misji miało kompetencje ograniczone do jednego zadania, ale w istocie uchodzili za udzielnych „prokonsulów” o nieograniczonej władzy, byli często czołowymi animatorami terroru na prowincji.
Niepowodzenia na frontach wymogły na Konwencie stworzenie silnej władzy wykonawczej. Został nią 9 kwietnia Komitet Ocalenia Publicznego. Rada Wykonawcza straciła znaczenie i po roku została rozwiązana. Pierwszy przewodniczący Komitetu Ocalenia Publicznego, Georges Danton, zrobił z niego sprawnie działającą radę wojenną. Komitet zajmował się głównie mobilizacją i przygotowaniem społeczeństwa francuskiego do walki.
W kwietniu 1793 roku rozpoczęła się rozstrzygająca konfrontacja polityczna między Żyrondą a radykalną Górą w Paryżu. Żyrondyści zachowywali duże wpływy w Konwencji, choć na ich niekorzyść działały wcześniejsze powiązania z Dumouriezem. 13 kwietnia Konwencja, pod wpływem Żyrondy, uchwaliła postawienie Marata przed Trybunałem Rewolucyjnym za, jak twierdzono, podżeganie ludności do mordów i rabunków. Marat początkowo zbiegł, by potem rzeczywiście stawić się przed Trybunałem. Ze względu na przychylność sędziów został uniewinniony i pojawił się triumfalnie w Konwencji.

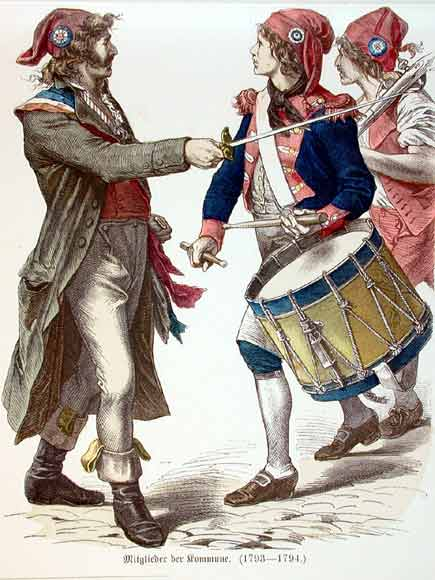
Sankiuloci w czerwonych czapkach wolności

Wpływowy działacz Komuny Paryża, Jacques-René Hébert, atakował żyrondystów, którzy w odpowiedzi 18 maja powołali w Konwencie Komisję Dwunastu, mającą zbadać działalność Komuny i Héberta. Grupą najbardziej zawzięcie występującą przeciw rządom żyrondystów byli tzw. wściekli (enragés). Tworzył ją paryski plebs, a przewodził im ubogi ksiądz, Jakub Roux. Domagali się oni wprowadzenia równości majątkowej. Konwent na głosy ludności odpowiedział wprowadzeniem 4 maja rządowych cen maksymalnych.
24 maja 1793 roku Hébert został aresztowany na podstawie decyzji Komisji Dwunastu. Rozpoczęło to wielodniowe przepychanki w Konwencie i niepokoje w Paryżu, z sankiulotami, gwardią narodową i Komuną występującymi przeciwko żyrondystom. 2 czerwca uchwalono pod naciskiem ulicy aresztowanie 29 deputowanych żyrondystów. Oznaczało to ostateczne zwycięstwo radykałów i początek niekwestionowanych rządów jakobinów-górali. Wiadomość o aresztowaniach posłów pobudziła też do bardziej energicznych działań ruchy kontrrewolucyjne na prowincji.
Przeciwko władzy centralnej, a w obronie żyrondystów zbuntowało się w różnej formie co najmniej 60 departamentów, przede wszystkim na zachodzie, południu i w centrum kraju. Opozycja uważała, że Konwencja jest teraz niezdolna do funkcjonowania jako parlament i konieczne jest jej uwolnienie oraz obalenie dyktatu Komuny w Paryżu. Jeszcze na przełomie maja i czerwca w Marsylii zlikwidowano instytucje rewolucyjne i zamknięto klub jakobinów. Pod koniec maja przeciwnicy lyońskich jakobinów obalili miejscowe radykalne władze kierowane przez Josepha Chaliera, co uznano za początek powstania w Lyonie. Całość prożyrondystowskich wystąpień we Francji latem 1793 roku jest znana jako powstanie federalistów. W jego działaniach i miejscowych władzach brały udział też środowiska rojalistyczne, przyjmujące taktycznie formy republikańskie dla podtrzymania sojuszu z umiarkowanymi. Rebelia została dość szybko stłumiona w Normandii, Bretanii i Bordeaux, ale utrzymała się dłużej w Lyonie i Prowansji.

## Rządy jakobinów
10 czerwca 1793 roku Konwent wydał pierwszy z tzw. dekretów chłopskich. Na jego mocy chłopi otrzymywali na własność użytkowaną przez siebie ziemię. 17 lipca wydano drugi dekret. Nakazywał on spalenie wszelkich dokumentów, które zawierały wykaz praw i przywilejów feudalnych. W ten sposób ostatecznie zniszczono stary system własnościowy.
24 czerwca jakobini przeforsowali w Konwencie uchwalenie nowej konstytucji, potem nazwanej Konstytucją Roku Pierwszego. Zgodnie z jej przepisami nową izbą miało zostać Zgromadzenie Ustawodawcze, wybierane w powszechnych wyborach przez obywateli którzy ukończyli 21 rok życia. Funkcję rządu miała pełnić Rada Wykonawcza, złożona z 24 członków. Nowa konstytucja zakładała jeszcze dalej posuniętą demokratyzację państwa. Oprócz starych przepisów z poprzedniej konstytucji, znalazły się w niej powszechne prawo do nauki oraz prawo do pomocy socjalnej. W referendum przyjęto nową konstytucję, jednak nigdy nie weszła ona w życie wobec trudnej sytuacji, w jakiej znalazła się Francja. 13 lipca młoda żyrondystka Charlotte Corday zamordowała Marata. Jego prochy umieszczono w paryskim Panteonie. Zabójstwo to dało Górze pretekst do krwawego rozprawienia się z uwięzionymi przywódcami Żyrondy. Nowym przewodniczącym Komitetu Ocalenia Publicznego został Maximilien Robespierre, a przewodniczącym Trybunału Rewolucyjnego Antoine Quentin Fouquier de Tinville.

### Pobór powszechny

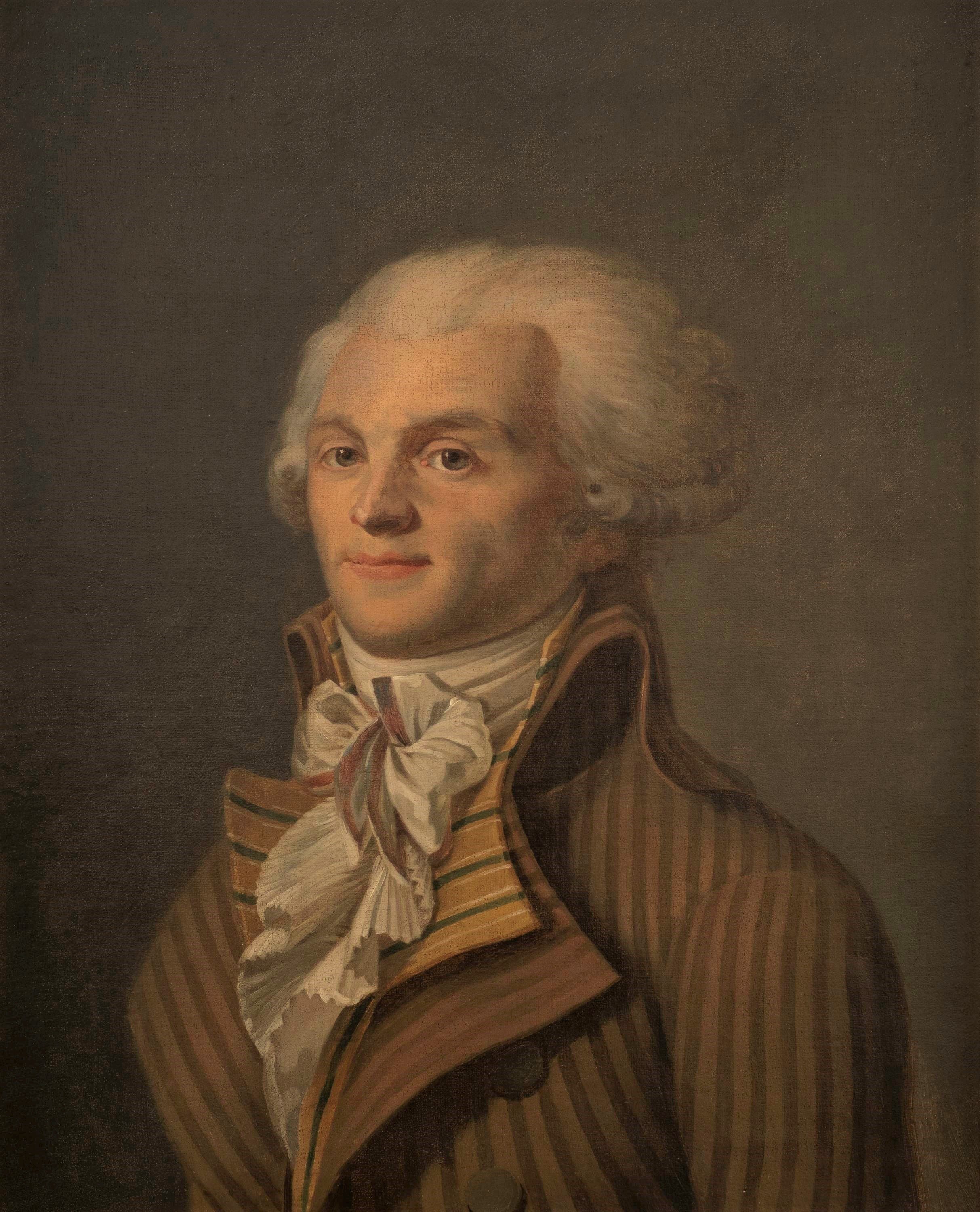
Maximilien Robespierre, przywódca jakobinów

Wobec zagrożenia zewnętrznego i krytycznej sytuacji na frontach, 23 sierpnia Konwent zarządził pobór powszechny (fr. levée en masse), wezwano do wojska wszystkich pełnosprawnych mężczyzn w wieku 18–25 lat, którzy nie byli w związkach małżeńskich. Na fronty ruszyło ponad 500 tysięcy ochotników, uzbrojonych najczęściej tylko w broń białą. Wtedy też na sztandarach zaczęła pojawiać się rewolucyjna dewiza: Wolność, równość, braterstwo (Liberté, égalité, fraternité). 12 lipca w Tulonie i Marsylii wybuchło powstanie rojalistyczne, wkrótce wsparte przez siły hiszpańskie i brytyjskie. O ile armia szuańska zakończyła swą ofensywę (wobec powrotu powstańców na żniwa), to z Niderlandów w głąb Francji wciąż napierała armia koalicyjna. 23 lipca po długim oblężeniu skapitulowała Moguncja. Wojska pruskie księcia Brunszwickiego ruszyły na południe, maszerując wzdłuż Renu.
Gdy na front dotarli sankiuloci, sytuacja zaczęła zmieniać się na korzyść Republiki. Francuzom udało się rozdzielić wojska brytyjsko-hanowerskie od austriackich. Tę pierwszą armię Fredericka księcia Yorku pokonał w dniach 6–8 września pod Hondschoote generał Jean Nicolas Houchard. Armię austriacką księcia Friedricha Josiasa Sachsen-Coburga pokonano 16 października pod Wattignies. Armią francuską dowodził w tej bitwie teoretyk wojskowości, generał Lazare Nicolas Marguerite Carnot. Na zachodzie wojska republikańskie wygrały 17 października bitwę pod Cholet, ale wkrótce ich ofensywa została zatrzymana przez szuanów 27 października pod Entrames. Wojska francuskie zajęły zbuntowaną Marsylię, a 18 września rozpoczęły długie oblężenie Tulonu. Niespodziewanie na początku września armia hiszpańska przeszła Pireneje i 22 września rozbiła wojska francuskie w bitwie pod Truillas. W sierpniu wybuchły powstania sympatyków Żyrondy w Lyonie, Normandii i Bordeaux.

### Terror jakobiński

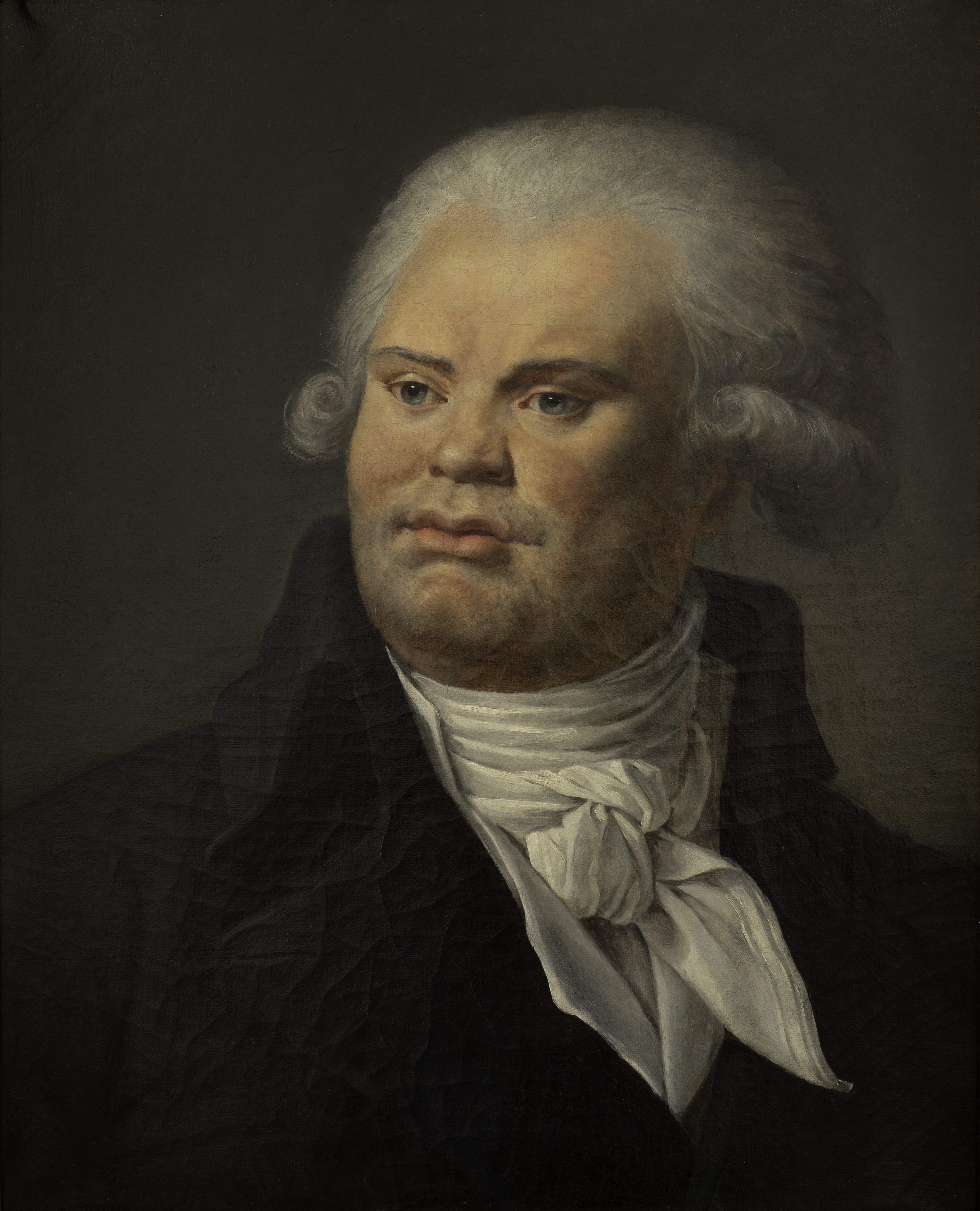
Georges Danton

17 września Konwent uchwalił dekret o podejrzanych. Na jego mocy każda osoba podejrzana o przestępstwo miała stawać przed Trybunałem Rewolucyjnym. Wielu z przywódców Żyrondy uciekło z aresztu. Kilku schroniło się w zbuntowanym Bordeaux i Lyonie, jednak wojska republikańskie 10 października zdobyły Lyon, a kilka dni później Bordeaux. 30 października Konwent podjął decyzję o rozwiązaniu wszystkich organizacji kobiecych. W nocy z 30 na 31 października 21 przywódców żyrondystowskich zostało skazanych na śmierć (jeden został uniewinniony). Wkrótce w różnych zakątkach Francji na gilotynie zginęli m.in. Jacques Pierre Brissot, Pierre Vergniaud, Armand Gensonné i Marguerite Guadet. Samobójstwo popełnili m.in. Jean Marie Roland, François Buzot i Jérôme Pétion. Wcześniej, bo 16 października, na tej samej gilotynie co jej mąż, została ścięta była królowa Maria Antonina, skazana za trwonienie państwowych pieniędzy. Młody Ludwik XVII został oddany pod opiekę jednego z paryskich szewców.
7 listopada na szafot wszedł książę Filip Égalité Orleański, 12 listopada Jean Sylvain Bailly, a 29 listopada Antoine Barnave. 8 listopada została ścięta działaczka Żyrondy, Madame Roland. 3 listopada wykonano wyrok na przywódczyni ruchu feministycznego (działał od 1791 roku), Olimpii de Gouges (autorce Deklaracji praw kobiety i obywatelki). Po tych egzekucjach fala terroru zaczęła słabnąć. Pomiędzy jakobinami a kordelierami pojawiły się antagonizmy. 18 grudnia 1793 roku wojska Republiki zdobyły zbuntowany Tulon. Do udanego oblężenia przyczynił się znacznie dowódca artylerii, kapitan Napoleon Bonaparte, awansowany za to do rangi szefa batalionu. 23 grudnia w bitwie pod Savenay generałowie Jean-Baptiste Kléber i François Séverin Marceau-Desgraviers rozbili ostatecznie wandejskie wojska powstańcze. Utrzymywała się partyzantka szuańska, zniszczona po wprowadzeniu do Wandei tzw. kolumn piekielnych i wymordowaniu około 120 tysięcy osób. Dzień wcześniej generał Lazare Hoche pokonał pod Froeschwiller Prusaków, a 26 grudnia posiłkowy korpus austriacki pod Geisbergiem. 29 grudnia pod Weissenburgiem rozbił wycofujące się wojska cesarskie. Marsz sprzymierzonych na Lotaryngię został zatrzymany.
Na mocy dekretu Konwentu z 5 października (14 vendémiaire’a roku II), wprowadzono kalendarz rewolucyjny. Planowano także wprowadzenie podziału dnia na 10 godzin, każda miała liczyć 100 minut, a te liczyć miały po 100 sekund. Kalendarz rewolucyjny obowiązywał ze zmianami do 31 grudnia 1805 roku. Na początku roku 1794 zabroniono handlowania z zagranicą. Zainicjowano także masową budowę fabryk broni i prochu, niezbędnych dla prowadzenia wielkiej wojny, jaką przyszło toczyć Francji. 4 lutego 1794 roku Konwent zniósł niewolnictwo we wszystkich koloniach francuskich. Toussaint L’Ouverture, haitański dowódca powstańczy, walczący z władzą francuską na wyspie od 1791 roku, został mianowany generałem i poprowadził swe wojska na hiszpańską część wyspy.
Tymczasem we Francji doszło do podziału w klubie kordelierów. Od kilku miesięcy jego radykalny odłam, hebertyści, organizował akcje niszczenia kościołów i represjonowania ludzi, którzy opowiadali się za tradycją chrześcijańską. Dantoniści sprzeciwiali się takiemu postępowaniu. Przeciw hebertystom zaczęli występować także jakobini. 4 marca 1794 roku Hébert nieskutecznie próbował poderwać sankiulotów do szturmu na Tuileries. Tego samego dnia został aresztowany wraz ze swoimi poplecznikami. Robespierre oskarżał hebertystów o demoralizację społeczeństwa i o szpiegostwo. 24 marca zgilotynowani zostali m.in. Jacques René Hébert, Antoine-François Momoro, Jean Baptiste Cloots.
Gdy stronnictwo hebertystów zostało zniszczone, jakobini postanowili pozbyć się pozostałych kordelierów. 29 marca został aresztowany niedawny sojusznik Robespierre’a, Danton, wraz ze współpracownikami. 2 dni później Saint-Just oskarżył ich o szpiegostwo i zostali oni skazani na karę śmierci. 5 kwietnia 1794 roku zgilotynowani zostali Georges Danton, Camille Desmoulins, Philippe Fabre d’Églantine, Marie-Jean Hérault de Séchelles i 10 innych osób. 13 kwietnia na szafot wszedł hebertysta Pierre-Gaspard Chaumette, a także żony Héberta i Desmoulinsa. Ostatni lider kordelierów, Isaac Le Chapelier, zginął 22 kwietnia.

### Samodzielne rządy jakobinów iWielki Terror
Jakobini z Maximilienem Robespierre’em na czele objęli samodzielne rządy w Republice. W Konwencie prócz nich pozostało tylko słabe Bagno. Jakobini doszli do wniosku, że ich władza (a także ich życie) zależy wyłącznie od utrzymywania poczucia strachu. Zmieniono prawo tak, iż Trybunał Rewolucyjny mógł wydawać wyroki bez uprzedniego przesłuchiwania oskarżonego i świadków (prawo prairiala). Trybunał uzyskał możliwość sądzenia grupowego, mógł tylko skazać na śmierć bądź uniewinnić. Miał także prawo zażądać wydania każdego z deputowanych bez zgody Konwentu. W okresie Rządów terroru, tj. od czerwca 1793 roku do lipca 1794 roku, zgilotynowanych zostało prawie 18 tysięcy ludzi. Ginęli wszelcy przeciwnicy rządów jakobińskich, masowo oskarżani o zdradę i szpiegostwo. Na gilotynę trafiali oficerowie, którym zarzucano nieudolność: m.in. generał Aleksander de Beauharnais, pierwszy mąż przyszłej cesarzowej Józefiny. Ginęły także osoby dawniej związane z dworem królewskim, m.in. siostra Ludwika XVI Elżbieta, Philippe de Mouchy czy Guillaume-Chrétien de Lamoignon de Malesherbes. Wielu ludzi trafiało do więzień, m.in. Emmanuel Joseph Sieyès oraz generałowie Francisco de Miranda i Lazare Hoche. Zdaniem niektórych zdecydowana większość straconych i uwięzionych w okresie Wielkiego Terroru była niewinna.
Jakobini mieli oparcie w sankiulotach. Powodem tego był dekret Konwentu, zakładający, iż ziemia osób skazanych zostanie skonfiskowana i rozdzielona między biedaków. Populistyczna polityka pozwoliła jakobinom na krwawą rozprawę z kordelierami. Jednak w czasie Wielkiego Terroru sytuacja się zmieniła i niezadowolenie z rządów jakobinów stało się powszechne. Kupcy często bankrutowali i nie kupowali towarów od chłopstwa, co z kolei powodowało niezadowolenie w tej grupie społecznej. Przemysłową burżuazję ograniczały ceny maksymalne i w dłuższej perspektywie była zmuszona do zmniejszania pensji robotniczych.

### Sytuacja na frontach
Gdy wojska francuskie ponosiły porażki na frontach, pretekstem dla terroru było oczyszczanie kraju ze zdrajców. Jednak armie Republiki zaczęły odnosić spektakularne sukcesy i nie było – zdaniem wielu – powodów dla kontynuowania polityki terroru. 30 kwietnia 1794 roku pod Boulou generał Jacques François Dugommier rozbił wojska hiszpańskie, a następnie ruszył z ofensywą na Katalonię. 18 maja generał Jean-Charles Pichegru pokonał pod Tourcoing połączoną armię austriacko-brytyjską. Armia księcia Yorku, Fryderyka, odpłynęła do Anglii. W Niderlandach pozostała tylko osłabiona armia austriacka pod komendą księcia Friedricha Josiasa Sachsen-Coburga, która 26 czerwca 1794 roku przegrała bitwę pod Fleurus. Zwycięstwo odniesione tam przez generała Jeana Baptiste Jourdana oddało w ręce Francuzów Niderlandy i przeszło do legendy armii republikańskiej. Niedobitki austriackie wymknęły się na południe. Tymczasem Prusacy pod wodzą feldmarszałka Wicharda Joachima von Möllendorffa ruszyli do francuskiej Alzacji. Tam też 13 lipca 1794 roku zostali pokonani w bitwie o Wogezy.

### Koniec dyktatury jakobinów

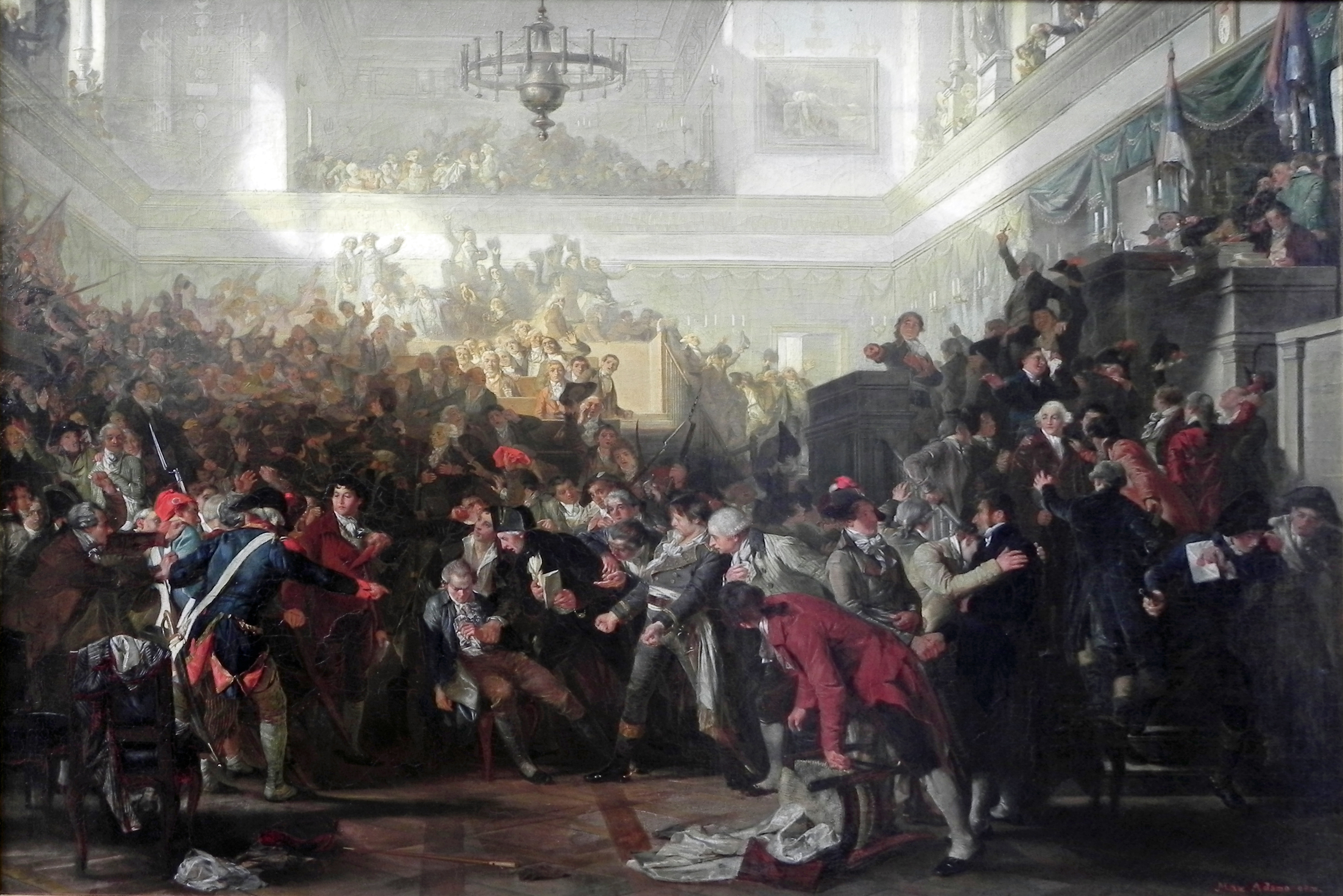
Przewrót 9 thermidora w Konwencie

Triumfy pod Boulou, Fleurus i w Wogezach oddaliły od Francji widmo wrogiej inwazji. Tymczasem terror trwał nadal. W Konwencie zaczęła się wyłaniać opozycja wobec dyktatury jakobińskiej. Robespierre 26 lipca oświadczył w Konwencie, iż zdrajcy są wszędzie i na następny dzień zapowiadał ogłoszenie nazwisk (w listach proskrypcyjnych). Zaniepokoił wszystkich deputowanych, którzy przerywali Robespierre’owi przemówienie.
27 lipca (9 thermidora) deputowani nie pozwolili dokończyć mowy Saint-Justowi. Gdy próbował przemawiać Robespierre, wrzawa nie milkła. Krzyczano z trybun: Krew Dantona cię dławi! czy Precz z tyranem!, Aresztować Robespierre’a!. W głosowaniu szybko zdecydowano o aresztowaniu pięciu głównych przywódców jakobińskich. Żandarmi zaprowadzili do aresztu Maximiliena Robespierre’a i jego brata Augustina, Antoine’a Louisa Saint-Justa, Georges’a Couthona i Josepha Lebasa. Wtedy jakobiński dowódca Gwardii Narodowej, François Hanriot, poprowadził swoje oddziały na Tuileries. Nie dotarł tam, gdyż po drodze został aresztowany przez własnych ludzi. Dowiedziawszy się o tym, mer Paryża Jean Baptiste Fleuriot, na czele kilkunastu gwardzistów uwolnił jakobińskich przywódców i odeskortował ich do ratusza. Konwent całą noc obradował i nad ranem zdecydował się na działanie. Ponieważ Gwardia Narodowa ostatecznie odmówiła Konwentowi posłuszeństwa, wezwano na pomoc wojsko.
Około godziny czwartej 28 lipca (10 thermidora) żołnierze wtargnęli do ratusza i aresztowali robespierrystów, którzy zostali straceni tego samego dnia po południu po zwykłym sprawdzeniu tożsamości. Władza spoczęła w rękach stronnictwa nazywanego termidorianami.

## Rządy termidorian

### Biały Terror
Władzę przejęli ludzie, którzy odegrali czołowe role w przewrocie obalającym jakobinów. Byli nimi m.in. dawni działacze jakobińscy, Jean-Lambert Tallien, Paul François Barras i Joseph Fouché, czy przyszły konsul Jean Jacques Régis de Cambacérès. Termidorian cechowało przekonanie o konieczności zakończenia rewolucji i ugruntowania jej zdobyczy. Po objęciu władzy rozwiązali Trybunał Rewolucyjny, Komitet Bezpieczeństwa Powszechnego i Komunę Paryża. Rozpoczęto zwalczanie sankiulotów. Zniesiono ceny maksymalne i przyzwolono na handel z zagranicą.
Rozpoczął się tzw. biały terror. Klub jakobinów zamknięto, a ich działaczy prześladowano. Wielu z nich trafiło na gilotynę i do więzień, wielu w wyniku represji popełniło samobójstwo. Zmieniono urzędników na lojalnych wobec nowego rządu. Usunięto prochy Marata z Panteonu. Burżuazja szybko się wzbogaciła, a pochodzący z niej termidorianie wspierali tę grupę kosztem innych. Ponownie ukształtowały się podziały klasowe w społeczeństwie. W miastach powstawały bogato urządzone salony publiczne, prowadzone przez burżuazję. Stawały się one miejscami dyskusji politycznych. Po ulicach miast zaczęli przechadzać się muskadyni, młodzieńcy odziani według nowej mody. Gałkami swych lasek tłukli tych, których podejrzewali o jakobinizm. Na frontach wojska Republiki odnosiły sukcesy.

### Pokój z Prusami
We wrześniu 1794 roku generał Jourdan na czele wojsk francuskich pokonał Prusaków pod Kaiserslautern i miesiąc później przekroczył Ren. 2 października rozbił armię austriacką w bitwie pod Aldenhoven. Te sukcesy francuskie zbiegły się z niepokojami po drugiej stronie granicy pruskiej, związanymi z rozbiorami Rzeczypospolitej Obojga Narodów. Skłoniło to Prusy do podpisania 5 kwietnia 1795 roku pokoju w Bazylei. Prusy uznały w nim granicę Francji na Renie i wystąpiły z antyfrancuskiej koalicji.
Jeszcze wcześniej, bo 9 lutego, jako pierwsza z koalicji wystąpiła Toskania, zawierając pokój z Francją w Paryżu. Do września 1794 roku generał Jean Charles Pichegru, dzięki zwycięstwom pod Ypres, Rousseber i Hooglede, zajął całą Belgię. Następnie uderzył na holenderską Republikę Zjednoczonych Prowincji. Po krótkim oblężeniu 18 października zajął twierdzę Nijmegen, 17 stycznia 1795 roku Utrecht, a 20 stycznia holenderską stolicę – Amsterdam. W Holandii również wybuchła rewolucja i wzorem francuskim utworzono tam republikę. 16 maja młoda Republika Batawska podpisała w Hadze traktat pokojowy z Francją, a następnie zawarła z nią sojusz. Pod koniec czerwca w Wandei przy pomocy floty brytyjskiej na nowo wybuchło powstanie rojalistyczne.
W dniach 17–20 listopada 1794 roku generał Catherine-Dominique de Pérignon pokonał wojska hiszpańskie w Katalonii w bitwie pod San Lorenzo de la Muga. 22 lipca następnego roku, również w Bazylei, Francja i Hiszpania zawarły pokój. Na jego mocy Hiszpania odstępowała Francji wschodnią część Haiti.

### Krach gospodarczy

Paul Barras, wybrany w skład I Dyrektoriatu

Sytuacja gospodarcza w Republice była zła. Miejski plebs domagał się przywrócenia cen maksymalnych i zwrócił się przeciwko luksusowemu stylowi życia burżuazji. W nocy z 31 marca na 1 kwietnia 1795 roku paryski proletariat wystąpił na ulice. Został rozpędzony przez wojsko pod dowództwem niedawnego zdobywcy Holandii, generała Pichegru. 20 maja paryżanie ponownie wylegli na ulicę, tym razem zbrojnie. Zajęli oni Tuileries i zmusili Konwent do obietnicy powołania rządu, złożonego z ocalałych jakobinów. Sukces sankiulotów był jednak krótkotrwały. 22 maja oddziały Gwardii Narodowej oczyściły Tuileries z rebeliantów, a Konwent cofnął dane obietnice. Jeszcze przez kilka dni wojsko i Gwardia krwawo tłumiły powstanie na ulicach Paryża.
Równocześnie Konwent Narodowy zaczął prace nad nową konstytucją dla Francji. Zakończył je szybko i 22 sierpnia (5 fructidora roku III) uchwalił nową ustawę zasadniczą, zwaną Konstytucją dyrektorialną. Została ona przyjęta w referendum dokładnie miesiąc później. Władzę ustawodawczą powierzała Ciału Prawodawczemu, złożonemu z dwóch izb. Izbą wyższą zostać miała Rada Starszych, złożona z 250 deputowanych. Natomiast izbą niższą miała zostać Rada Pięciuset, posiadająca inicjatywę ustawodawczą. Każda ustawa, by wejść w życie, wymagała zatwierdzenia przez Radę Starszych. W Konstytucji znalazło także swe miejsce prawo o dwóch trzecich. Zakładało ono, iż 2/3 deputowanych Konwentu wejdzie w skład Ciała Prawodawczego. W ten sposób termidorianie chcieli uniknąć ewentualnej przewagi rojalistów w parlamencie. Władza wykonawcza została powierzona Dyrektoriatowi. Składać się on miał z pięciu dyrektorów, wybieranych przez Radę Starszych z listy kandydatów przedstawionej przez Radę Pięciuset. Zakładano co roku wymianę jednego dyrektora.

### Zwalczanie rojalistów
Wprowadzenie prawa o dwóch trzecich było wymierzone w zdobywających nowych zwolenników rojalistów. 3 października 1795 roku w Paryżu wybuchło powstanie rojalistyczne. Rebelianci zbroili się i następnego dnia, wobec nieudolności generała Jacques’a François Menou, zajęli znaczną część miasta. Wtedy dowództwo Armii Wewnętrznej powierzono generałowi Bonaparte. W nocy sprowadził on do stolicy artylerię. 5 października (13 vendémiaire’a roku IV) jego żołnierze pokonali szturmujących Tuileries rojalistów. Powstanie zostało stłumione, a Konwent Narodowy mógł zakończyć swe prace, co nastąpiło 26 października 1795 roku. Rozwiązał się wtedy również Komitet Ocalenia Publicznego. Równocześnie obrady rozpoczęło Ciało Prawodawcze, a wkrótce rządy przejął Dyrektoriat.

## Rządy Dyrektoriatu

### Sprzysiężenie Równych

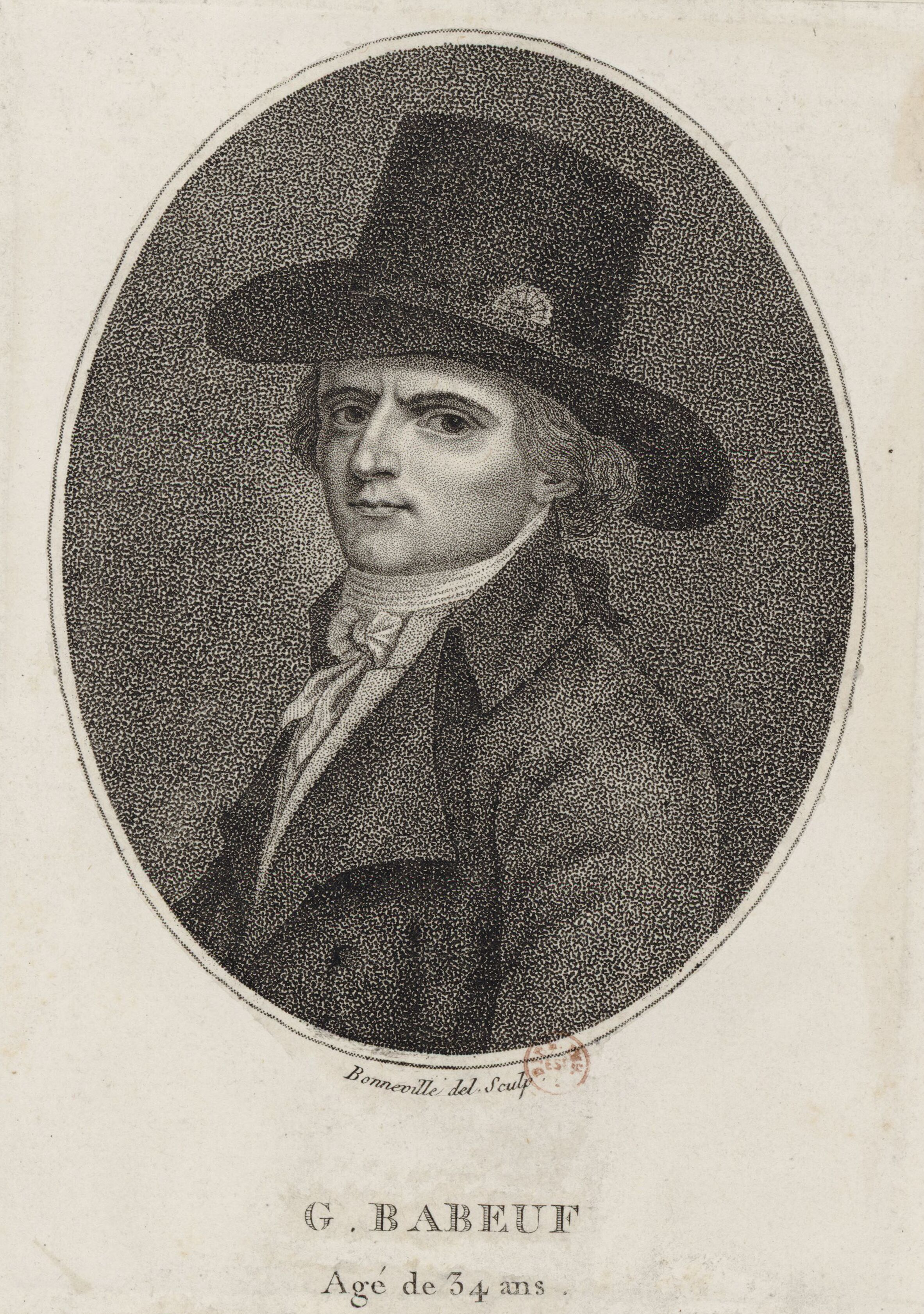
François Noël Babeuf

Spośród pięciu pierwszych dyrektorów największe znaczenie mieli Paul François Barras i generał Lazare Carnot. Pierwszy wyznaczał polityczną linię Francji, drugi wojskową. Uprzywilejowana pozycja burżuazji i pogorszona sytuacja niższych warstw społecznych spowodowała polityczną aktywność miejskiego proletariatu i chłopstwa. W marcu roku 1796 François Noël Babeuf założył konspiracyjne Sprzysiężenie Równych. Organizacja ta nawiązywała postulatami do tradycji wściekłych, hebertystów, a także w ograniczonym stopniu do tradycji jakobińskich. Była jednak dużo bardziej od nich radykalna, wnosząc o zlikwidowanie własności prywatnej, wymordowanie bądź deportację arystokracji i odsunięcie bogatych mieszczan od władzy. Poglądy te zyskały miano babuwizmu. Do Sprzysiężenia Równych należeli m.in. chłop, który zasłynął rozpoznaniem orszaku królewskiego – Jean Baptiste Drouet, włoski pisarz Philippe Buonarroti, czy kramarz i przyjaciel Babeufa Augustin Darthé. Babuwiści przygotowywali powstanie, które miało obalić Dyrektoriat i rządy burżuazji. W sytuacji zmęczenia rewolucją mieli niewielkie poparcie.
W maju 1796 roku jeden z członków Sprzysiężenia wydał plan spisku władzom. Miały miejsce liczne aresztowania, w tym Babeufa. Na wolności pozostał Drouet, który wkrótce zorganizował w Paryżu demonstrację na rzecz uwięzionych babuwistów. Została ona stłumiona przez Gwardię Narodową i wojsko. Członkowie Sprzysiężenia długo pozostawali uwięzieni, a wyrok na nich zapadł 26 maja 1797 roku. François Babeuf i kilkunastu jego towarzyszy zostało zgilotynowanych następnego dnia. Wielu skazanych zostało na karę dożywotniego więzienia lub banicję. Sprzysiężenie Równych zostało rozbite.

### Ciężka sytuacja na froncie
Koalicja przystępowała do kontrataku. Na początku października 1795 roku Austriacy wysłali do Niemiec nową armię pod dowództwem marszałka polnego Charlesa Josepha de Croix von Clerfayta. 29 października pokonała w bitwie pod Moguncją wojska Republiki i przystąpiła do oblegania twierdzy. W kwietniu 1796 roku wojska francuskie zajęły Badenię, a miesiąc później Wirtembergię. W odpowiedzi do Niemiec ruszyła armia austriacka pod dowództwem arcyksięcia Karola Habsburga. 22 czerwca pod Quiberon generał Hoche pokonał ostatnie szuańskie wojska, tłumiąc drugie powstanie wandejskie. Wciąż jednak działali leśni partyzanci. 4 lipca generał Jean Victor Marie Moreau zajął badeńską twierdzę Rastatt, a 9 lipca pokonał arcyksięcia Karola pod Ettlingen. 16 lipca generał Kléber zdobył Frankfurt nad Menem, odcinając tym samym armii austriackiej pod Moguncją drogę odwrotu. Feldmarszałek Clerfayt wkrótce skapitulował. 11 sierpnia generał Moreau pokonał Austriaków pod Neresheim, a generał Jourdan zdobył Norymbergę i zmusił Bawarię do zawieszenia broni. Czołówki wojsk francuskich zaczęły wkraczać na terytorium Czech. 30 sierpnia 1796 roku arcyksiążę Karol przystąpił do ofensywy i pokonał w bitwie pod Ambergiem generała Jourdana, a 19 września w bitwie pod Altenkirchen armię generała Moreau. Francuzi wycofali się na linię Renu.

### Bonaparte

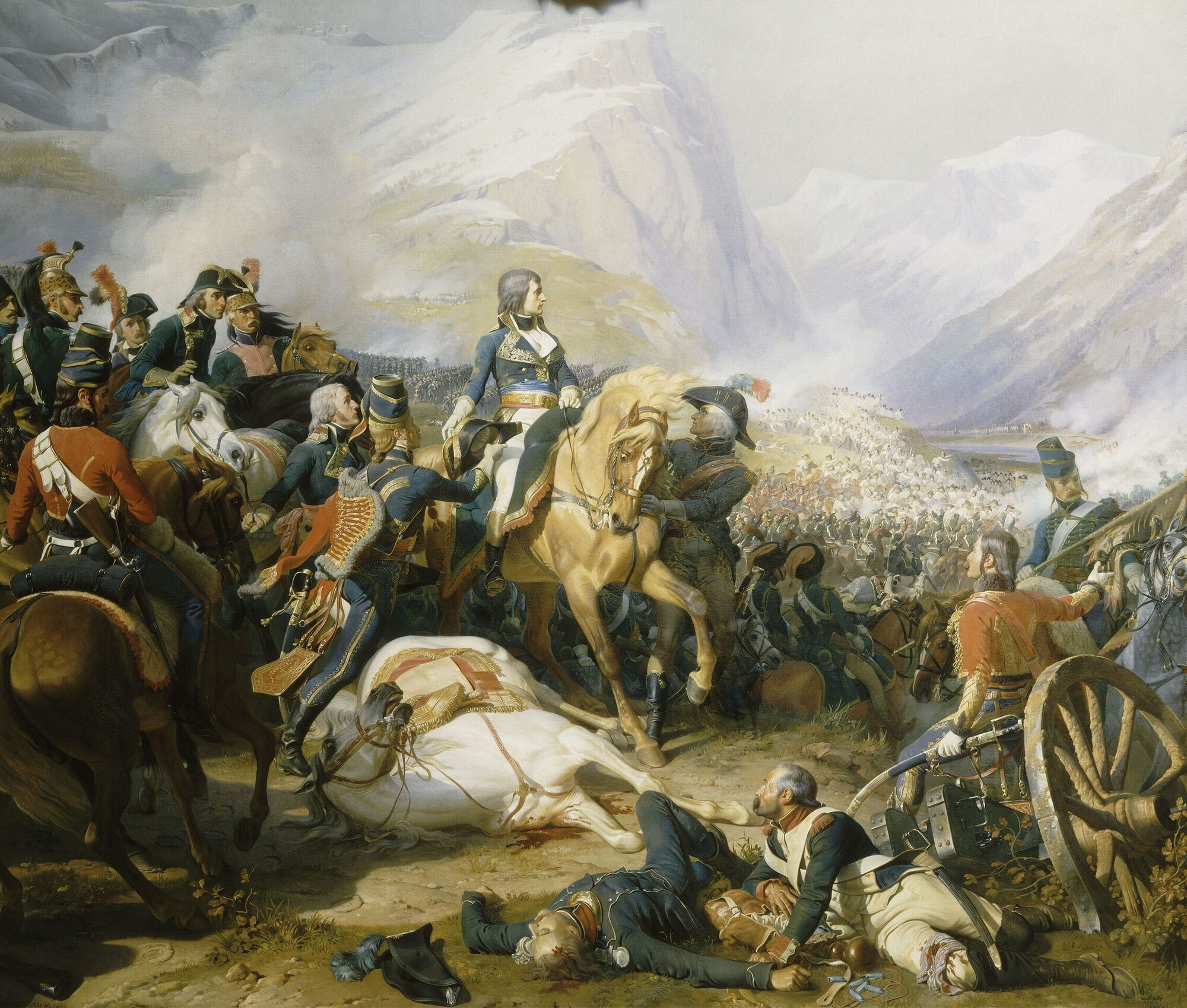
Generał Bonaparte pod Rivoli

2 marca 1796 roku nowym dowódcą Armii Italii został generał Napoleon Bonaparte. Na froncie włoskim do tej pory panował zastój, a obydwie strony swą główną uwagę poświęcały walkom w Niemczech. 10 kwietnia generał Bonaparte rozpoczął kampanię atakiem na terytorium Królestwa Sardynii. Pokonał wojska sardyńskie w dwóch bitwach: pod Millesimo 13 kwietnia i pod Mondovì 27 kwietnia.
15 maja w Paryżu Sardynia podpisała traktat pokojowy z Francją. Na jego mocy Sardynia oddawała część swoich ziem Francji, zapewniała aprowizację i pozwalała na przemarsz jej wojsk. 10 maja Bonaparte pokonał armię austriacką pod Lodi i 4 czerwca rozpoczął oblężenie Mantui. Dzień później rozejm z Francją zawarło Królestwo Neapolu, a 23 czerwca Państwo Kościelne.
Na odsiecz Mantui przyszła nowa armia cesarska, pod dowództwem generała Dagoberta von Wurmsera. Bonaparte pokonał ją pod Castiglione 5 sierpnia i pod Bassano 8 września. Austriacy przysłali kolejną armię, pod komendą generała Josepha von Alvintzy. Francuzi ją również pokonali, w bitwie pod Arcole 15–17 listopada 1796 roku. Ostatecznie Bonaparte rozbił austriacką armię w bitwie pod Rivoli 14 stycznia 1797 roku. Wobec klęski generała Alvintzy, 2 lutego skapitulowała Mantua z resztkami wojsk austriackich.
Generał Bonaparte samodzielnie zagospodarowywał podbite tereny prowadząc własną politykę. 16 maja 1796 roku utworzył Republikę Lombardzką, a 16 października Republikę Cispadańską. 19 lutego 1797 roku zawarł z Państwem Kościelnym pokój w Tolentino. Wcześniej zawarł podobne traktaty z Parmą, Modeną i Lukką. W marcu zajął bez wypowiedzenia wojny Republikę Wenecką, której ziemie zaoferował potem Austrii. Zwycięstwa te przysporzyły Napoleonowi Bonaparte znacznej popularności. 18 sierpnia 1796 roku Hiszpania zawarła w San Ildefonso sojusz z Republiką. W poszukiwaniu kolejnego alianta Dyrektoriat wysłał 15 grudnia 1796 roku wojska pod dowództwem generała Hoche’a do Irlandii. Tam miały wesprzeć planowane irlandzkie powstanie i oczyścić wyspę z wojsk brytyjskich. Ekspedycja zakończyła się fiaskiem z powodu sztormów i działań brytyjskiej floty, co uniemożliwiało wylądowanie w zatoce Bantry. 24 grudnia generał Lazare Hoche wrócił do Francji. 12 marca 1797 roku Bonaparte ponownie zebrał swą armię i ruszył na jej czele na Wiedeń. Jego wojska zajęły Tyrol i wkroczyły do Styrii. 18 kwietnia Austriacy zawarli z Francuzami rozejm w Leoben.
W Niemczech, nie wiedząc jeszcze o rozejmie, generałowie Moreau, Hoche i Championnet w szeregu bitew pokonali armię arcyksięcia Karola. Bonaparte proklamował Republikę Cisalpińską i Republikę Liguryjską, a 17 października w Campoformido, podpisał traktat pokojowy z Austrią. Na jego mocy Francja otrzymywała Belgię i posiadłości austriackie na lewym brzegu Renu. Cesarz uznawał Republikę Cisalpińską i zrzekał się Lombardii, w zamian otrzymał posiadłości weneckie. W stanie wojny z Francją pozostawała już tylko Wielka Brytania.

### Udaremnienie rojalistycznego zamachu stanu

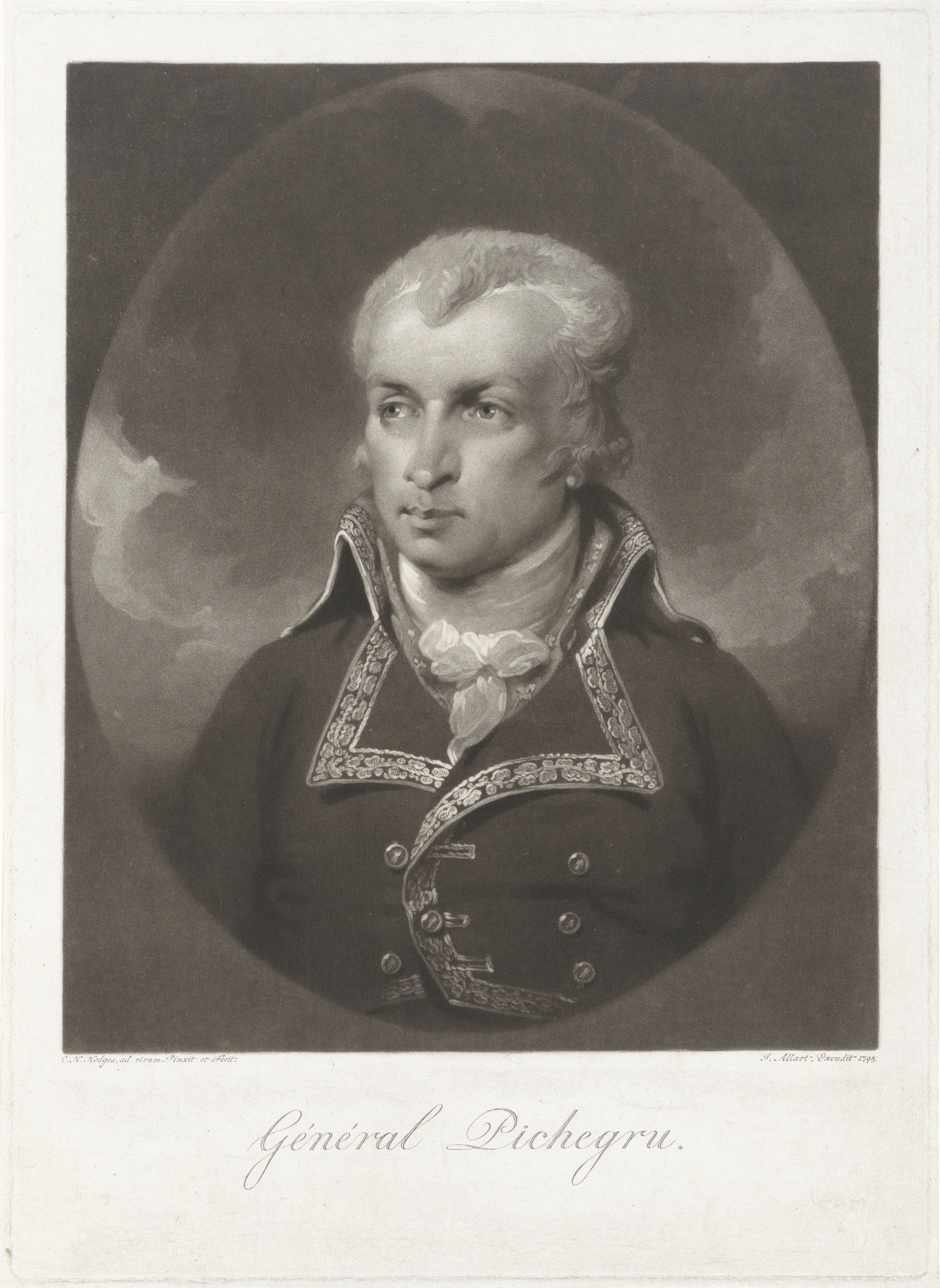
Generał Jean-Charles Pichegru

Tymczasem zwiększały się wpływy rojalistów. W wyborach do Ciała Prawodawczego w 1797 roku niemal cała 1/3 wybieranych deputowanych była rojalistami. Byli nimi teraz m.in. przewodniczący Rady Pięciuset generał Pichegru, dyrektor-generał Carnot i dyrektor François-Marie, marquis de Barthélemy. Planowali oni przeprowadzenie zamachu stanu, który miałby przywrócić monarchię. Informacje o tych planach dotarły do Barrasa, który, chcąc je pokrzyżować, postanowił sprowadzić do Paryża zdolnego i wiernego dowódcę. Wybór padł na generała Hoche’a, ale ten niespodziewanie zachorował i wkrótce zmarł. Wobec tego Barras zwrócił się o pomoc do generała Bonapartego. Ten przysłał do Paryża generała Pierre’a François Augereau.
Augereau dowiedział się, że rojalistyczny przewrót jest planowany na 4 września 1797 roku (18 fructidora roku V). Wyczekiwał z interwencją, by rojaliści nie wycofali się ze swojego zamierzenia i wpadli w pułapkę. Rano 4 września Augereau na czele żołnierzy zajął Tuileries, gdy tylko spiskowcy podjęli pierwsze działania. Aresztowano prawie sto osób, w tym 53 deputowanych Ciała Prawodawczego i jednego dyrektora. Do Kajenny zesłani zostali Pichegru i Barthélemy. Carnot zdołał zbiec do Szwajcarii. Dyrektoriat unieważnił wybory w 48 departamentach i zarządził nowe, które już nie przyniosły sukcesu rojalistom.
W styczniu 1798 roku Bonaparte poprowadził swe wojska na Szwajcarię, którą szybko zajął i utworzył na jej terenie Republikę Helwecką. 15 lutego generał Louis-Alexandre Berthier proklamował powstanie Republiki Rzymskiej w miejsce zlikwidowanego Państwa Kościelnego. Papież Pius VI został uwięziony.

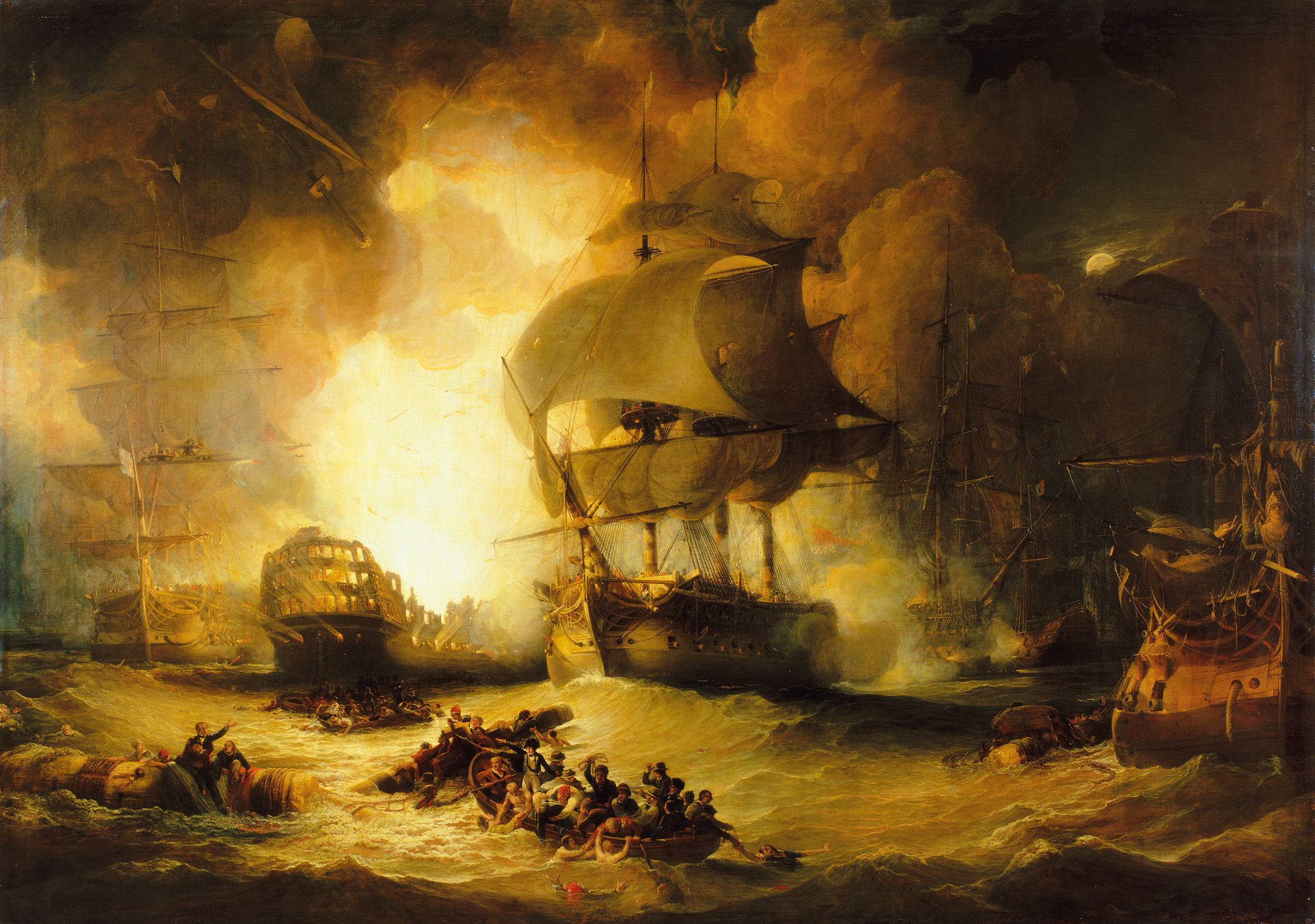
Bitwa pod Abu Kir

19 maja generał Bonaparte na czele Armii Wschodu udał się do Egiptu. Dyrektoriat planował w ten sposób otworzyć drogę do Indii, które następnie zamierzano opanować. Bonaparte 11 czerwca zajął Maltę, a 2 lipca wylądował w Aleksandrii. Egipt formalnie należał do Imperium Osmańskiego, ale w rzeczywistości rządziła nim kasta mameluków. 10 lipca Francuzi pokonali mameluków pod El-Ramanyah, 21 lipca w bitwie pod piramidami, a już 24 lipca generał Bonaparte wkroczył do Kairu. Na podbój Górnego Egiptu wysłał generała Desaixa. 1 sierpnia 1798 roku admirał Horatio Nelson zniszczył flotę Republiki pod Abukirem. Bonaparte i jego armia nie mieli możliwości powrotu do Francji. 9 września Turcja wypowiedziała Francji wojnę.

### Desant w Irlandii
Tymczasem w maju 1798 roku w Irlandii wybuchło powstanie, kierowane przez Stowarzyszenie Zjednoczonych Irlandczyków. Dążyli oni do wypędzenia z kraju wojsk i władz brytyjskich, a następnie planowali utworzyć – wzorem francuskim – Republikę Hibernejską. Irlandzcy powstańcy ponosili jednak porażki w starciach ze świetnie wyszkoloną i wyposażoną armią brytyjską. Dyrektoriat postanowił ich wesprzeć ponownie wysyłając wojska. Wysłano nieco ponad tysiąc żołnierzy pod dowództwem generała Jeana Josepha Humberta, razem z generałem Theobaldem Wolfe Tone’em. 22 sierpnia Francuzi wylądowali w hrabstwie Mayo. Tam połączyli się z pięciotysięczną armią powstańczą i wspólnie pokonali Brytyjczyków pod Castlebar, 27 sierpnia. Na zajętych terenach utworzono Republikę Connaught. Istniała ona jednak krótko, ponieważ już 8 września generał Gerard Lake pokonał połączone siły irlandzko-francuskie pod Ballinamuck. Po tej klęsce załadowano wojsko na statki i desantowano jeszcze raz, nieopodal Lough Swilly 12 października. Tam jednak napotkano niespodziewanie duże siły brytyjskie i po krótkiej walce generał Humbert skapitulował.

### II koalicja antyfrancuska

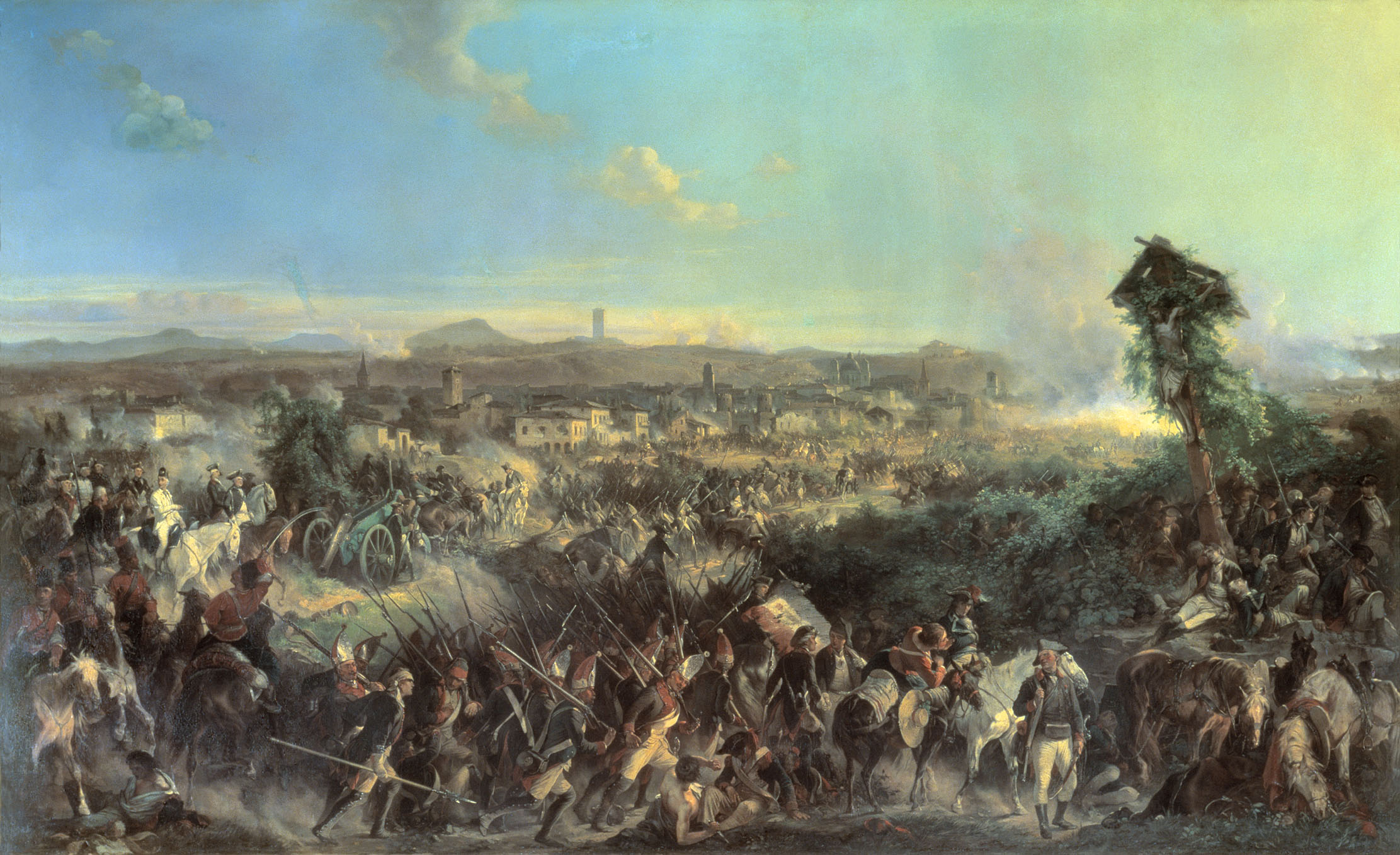
Bitwa pod Novi

Przystąpienie Turcji do wojny dało początek formowania się II koalicji antyfrancuskiej. Kilka dni później do koalicji Turcji i Wielkiej Brytanii przystąpiła Rosja, w listopadzie Neapol, a w marcu 1799 roku Austria i Święte Cesarstwo Rzymskie. 25 października 1798 roku Rosjanie rozpoczęli inwazję na należących do Francji Wyspach Jońskich. Ostatnia wyspa (Korfu) została przez nich zajęta 3 marca roku następnego. Na Morzu Śródziemnym operowała połączona flota rosyjsko-brytyjska pod dowództwem Nelsona i Uszakowa. Podobna flota działała na Morzu Północnym, blokując batawskie porty.
22 listopada 1798 roku neapolitańskie wojska pod komendą austriackiego generała Karla Macka von Leibericha rozpoczęły ofensywę na Rzym, który zajęły 27 listopada. 5 grudnia generał Jean-Étienne Championnet pokonał Neapolitańczyków pod Civita Castellana. 14 grudnia odzyskał Rzym, 31 grudnia zdobył Gaetę, a 23 stycznia 1799 roku Neapol. Trzy dni później utworzył tam Republikę Partenopejską. Zajęto także sardyński Piemont. Tymczasem po zwycięstwach pod Sedimanem 7 października 1798 roku i pod Asuanem 1 lutego 1799 roku, generał Desaix zajął cały Górny Egipt. Bonaparte chcąc ubiec Turków, 10 lutego ruszył na wyprawę do Syrii. Zajął tureckie twierdze w Al-Arisz, Gazie i Jafie. 19 marca rozpoczął oblężenie Akki. Wysłaną na odsiecz armię osmańską rozbił pod górą Tabor, 16 kwietnia. Armię francuską zaczęła nawiedzać dżuma. Wobec tego 17 maja Bonaparte zwinął oblężenie i powrócił do Kairu. Gdy do wojny przystąpiła Austria, wznowione zostały walki lądowe. 25 marca arcyksiążę Karl pokonał napierającą armię generała Jourdana pod Stockach, czym zmusił ponownie Francuzów do wycofania się na linię Renu. Skierował następnie swą armię do Helwecji, gdzie w bitwie pod Zurychem pokonał wojska francuskie w dniach 4–7 czerwca. Wkrótce jednak otrzymał rozkaz odwrotu i wycofał się do Niemiec. Austriacy zostawili Helwecję Rosjanom.
29 kwietnia po zwycięstwie nad generałem Moreau pod Cassano (27 kwietnia), feldmarszałek Aleksandr Suworow na czele armii rosyjskiej zajął Mediolan. Zlikwidowano Republikę Cisalpińską. 26 maja Rosjanie i Austriacy wkroczyli do Turynu, a następnie pod wodzą Suworowa pokonali francuskie wojska generała Macdonalda nad Trebbią, 19 czerwca 1799 roku. 23 czerwca przestała istnieć Republika Partenopejska, zlikwidowana przez desant rosyjsko-turecki i rojalistyczne powstanie. Równocześnie do Helwecji wkroczył rosyjski korpus generała Aleksandra Rimskiego-Korsakowa. 30 lipca skapitulował francusko-polski garnizon Mantui, a 15 sierpnia pod Novi klęskę poniósł generał Barthélemy Catherine Joubert. Francja straciła całe Włochy, a Suworow zaczął zagrażać francuskiej ziemi.
Władza francuska utrzymywała się jednak w Szwajcarii i tę koalicjanci postanowili zająć. Generał Korsakow atakował z północy, a feldmarszałek Suworow z południa. Generał André Masséna postanowił zniszczyć armię Korsakowa, zanim ten połączy się z Suworowem. Udało mu się i 26 września pokonał armię Korsakowa pod Zurychem. Wobec opieszałości Austriaków, którzy nie chcieli Rosjan w swojej strefie wpływów, armia Suworowa została okrążona i pobita. 27 sierpnia w Batawii wylądowała armia brytyjsko-rosyjska pod dowództwem Fryderyka, księcia Yorku. Dowodzący armią francusko-batawską generałowie Guillaume Marie-Anne Brune i Herman Willem Daendels pokonali siły koalicjantów 19 września pod Bergen aan Zee i 6 października pod Castricum. Po tej bitwie armia brytyjsko-rosyjska została ewakuowana, 19 listopada 1799 roku. Tymczasem 25 lipca pod Abukirem wylądowała armia turecka, szybko rozbita przez generała Bonapartego. 23 sierpnia, przekazując Armię Wschodu pod komendę generała Klébera, opuścił on Egipt.

## Przewrót 18 brumaire’a  (9 listopada 1799)

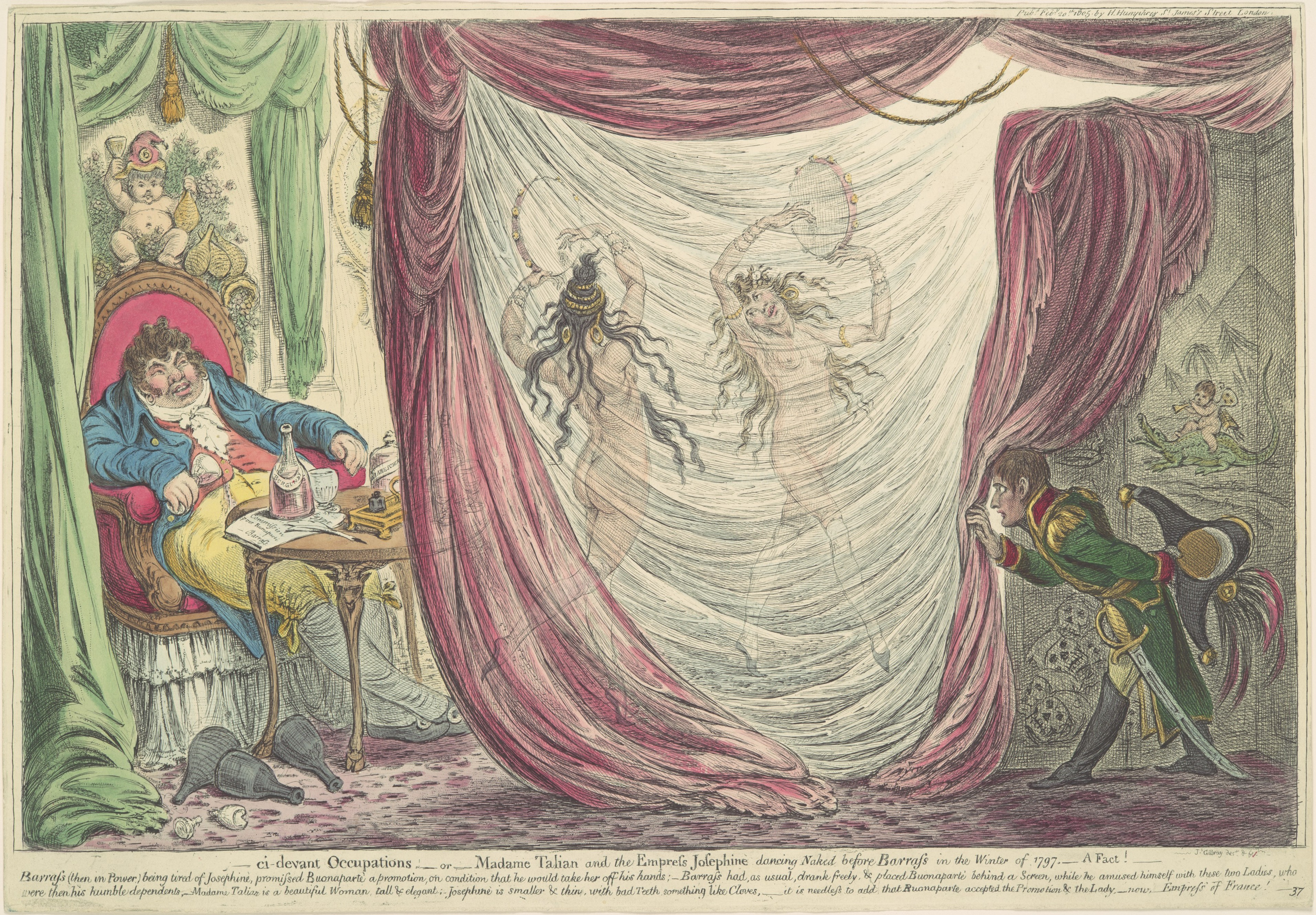
Karykatura przedstawiająca Barrasa w towarzystwie dwóch nagich tancerek

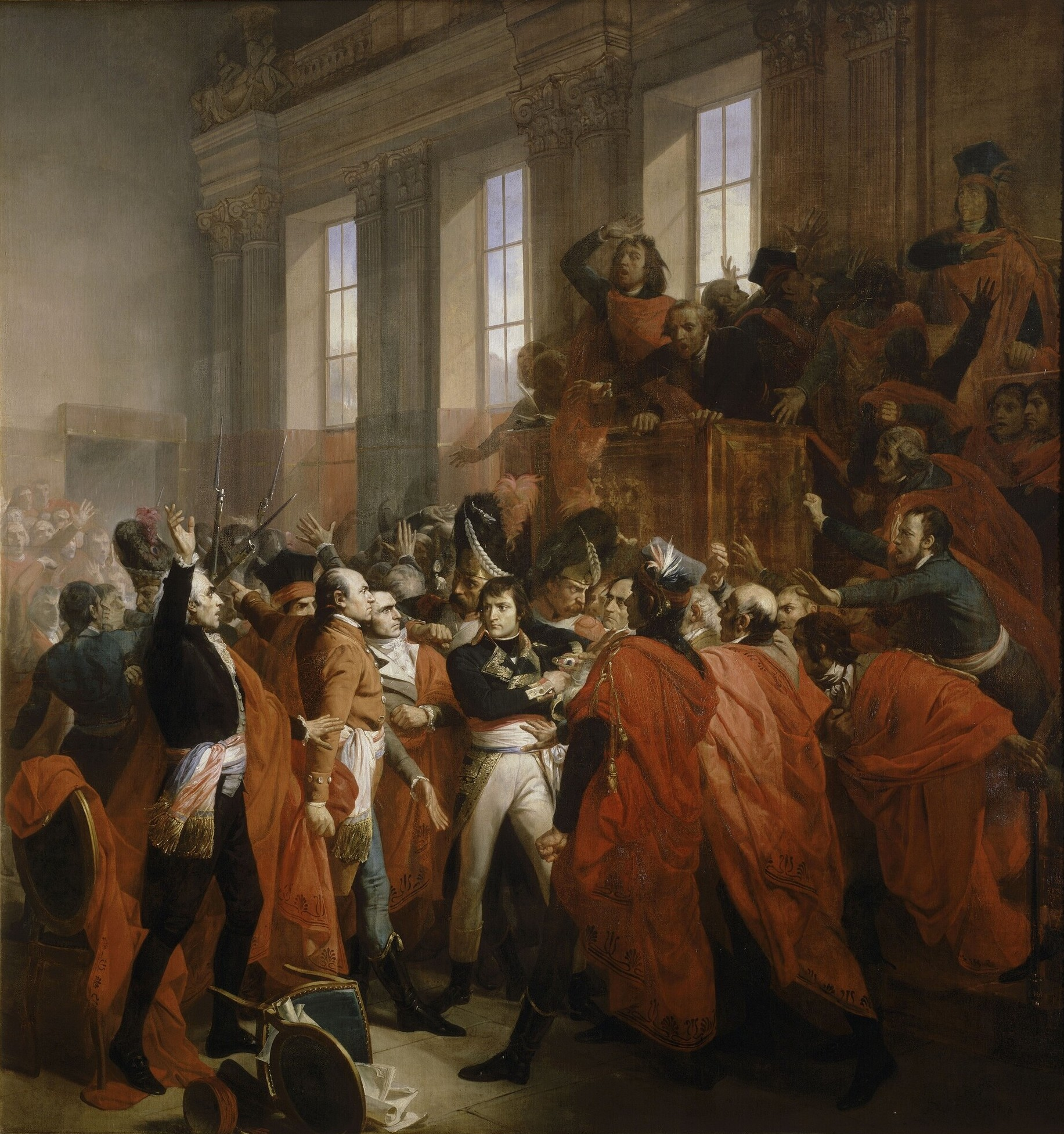
Bonaparte w sali posiedzeń Rady Pięciuset – 10 listopada 1799 roku

Władza Dyrektoriatu była słaba. Popularne były plotki o domniemanej niemoralności Barrasa i innych polityków. Pozycję Dyrektoriatu osłabiły niepowodzenia na frontach. Wykształciła się grupa spiskowców planujących obalenie dotychczasowej władzy. Przewodniczył jej dawny rewolucyjny agitator, a teraz jeden z dyrektorów – Emmanuel Joseph Sieyès. W skład tej grupy wszedł m.in. inny dyrektor Pierre Roger Ducos, Joseph Fouché i Charles Maurice de Talleyrand-Périgord. Gdy do Francji powrócił generał Napoleon Bonaparte, witano go z entuzjazmem. Mimo triumfu spod Zurychu wciąż obawiano się inwazji. Pod granicami Republiki stały dwie armie austriackie: generała Michaela von Melasa w Piemoncie i generała Pála Kraya nad Renem. Bonaparte wrócił, ponieważ otrzymywał od brata Lucjana – przewodniczącego Rady Pięciuset – informację o sytuacji we Francji. Wobec upadku autorytetu Dyrektoriatu myślał on o zagarnięciu władzy. Gdy wrócił do Paryża 16 października 1799 roku, taki ruch zaproponował mu Sieyès. Od pewnego czasu szukał on sprawnego dowódcy, który cieszyłby się popularnością i oddaniem żołnierzy.
9 listopada (18 brumaire’a roku VIII) żołnierze Bonapartego opanowali kluczowe punkty. Joachim Murat ze swoją kawalerią zajął Palais Royal, Jean Lannes na czele piechoty obsadził Tuileries, Moreau (który pod długim namyśle poparł zamach) otoczył Pałac Luksemburski, Macdonald zajął Wersal, a Jean Mathieu Philibert Sérurier – Saint-Cloud. Dyrektoriat pod przewodem Sieyèsa mianował Napoleona dowódcą paryskiego okręgu wojskowego i nakazał przeniesienie się izb Ciała Prawodawczego do Saint-Cloud pod Paryżem. Wszystkie te uchwały miały umożliwić dokonanie zamachu stanu. Dyrektorzy zostali zmuszeni do ustąpienia. Rada Pięciuset i Rada Starszych prowadziły obrady, w których oskarżały głównie Sieyèsa i Bonapartego o zamach na wolność. Następnego dnia, 10 listopada (19 brumaire’a), Bonaparte wygłosił przemówienie w Radzie Starszych. Przedstawił tam wniosek o ustanowienie Konsulatu i likwidację Dyrektoriatu. Pierwszym Konsulem miał zostać on sam, Drugim Sieyès, a Trzecim Ducos. Deputowani Rady Starszych uchwalili nową władzę i zaakceptowali polityczne zmiany.
W Radzie Pięciuset opór deputowanych był silny. Nie pozwolili oni wygłosić Napoleonowi Bonapartemu przemowy i próbowali go zasztyletować. Lucien Bonaparte wezwał na salę posiedzeń Rady Pięciuset grenadierów Leclerca, których konno poprowadził generał Joachim Murat. Żołnierze wypchnęli deputowanych z budynku i rozpędzili. Wybrano kilkunastu przychylnych przedstawicieli, którzy zebrali się i zatwierdzili uchwałę Rady Starszych. W ten sposób rozwiązaniu uległ Dyrektoriat, a ster rządów przejęło trzech konsulów. Realna władza spoczęła w rękach Napoleona Bonaparte. Te dwa dni zakończyły rewolucję francuską.

## Dalszy żywot idei rewolucji

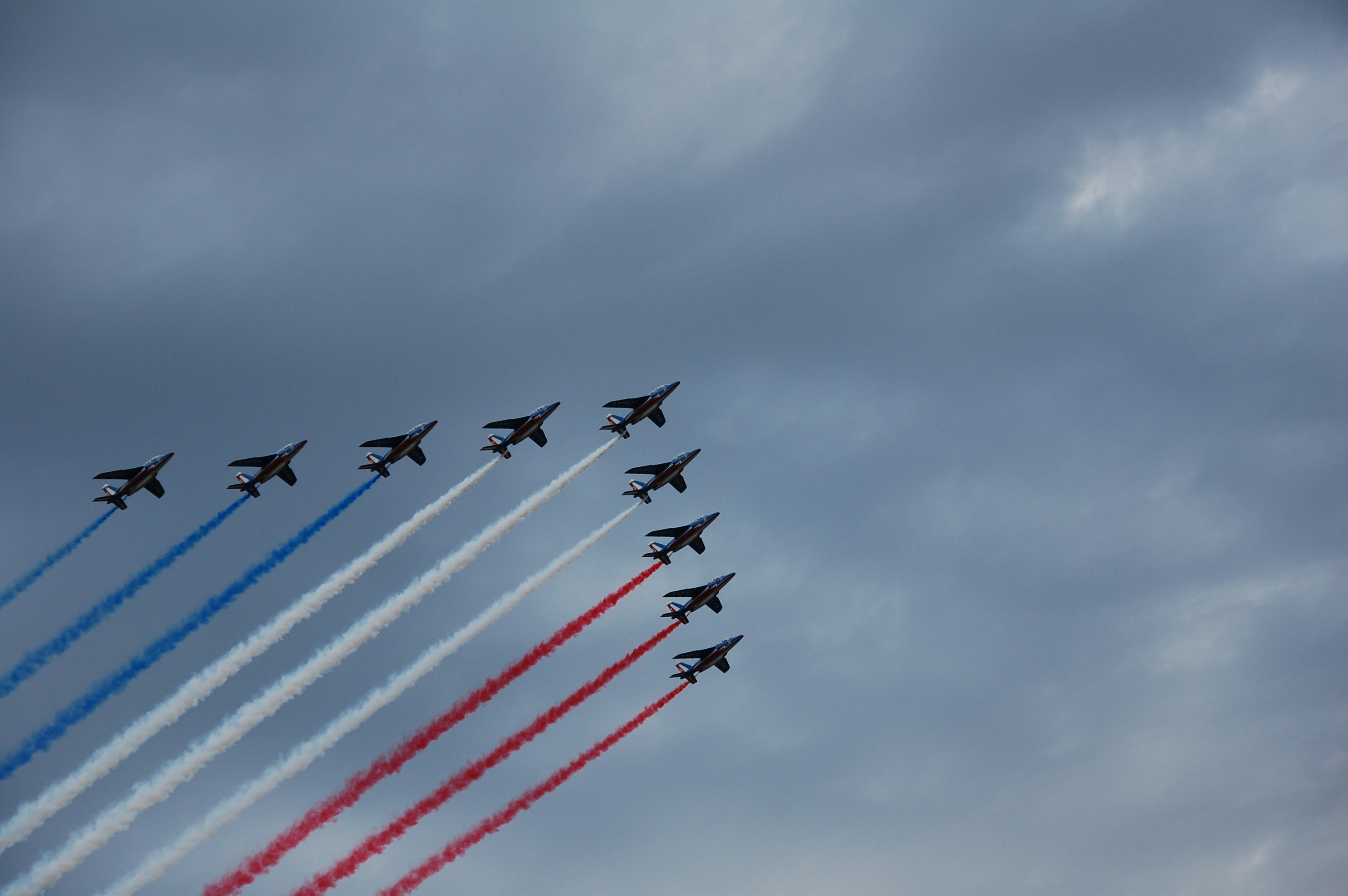
Pokaz lotniczy – Paryż, 14 lipca 2006 roku

Idee rewolucyjne zawarte były we francuskim Kodeksie cywilnym (1804). Kodeks wprowadzał nowoczesny system prawny dostosowany do gospodarki kapitalistycznej. Był wprowadzany we wszystkich państwach podległych Bonapartemu, w których często obowiązywały jeszcze feudalne prawa. Tym samym francuskie rewolucyjne prawo silnie wpłynęło na większość kontynentalnych systemów prawnych.
W XIX wieku wiele ruchów społecznych i politycznych odwoływało się do rewolucji francuskiej. Pod jej hasłami walczyły m.in. ruch karbonariuszy, dekabrystów czy Młodej Europy. Do rewolucji nawiązywano w czasie Przedwiośnia Ludów (1830–1833), Wiosny Ludów, Komuny Paryskiej i, w ograniczonym stopniu, także w czasie rewolucji październikowej.

## Rewolucyjna rzeczywistość

### Rewolucyjny terror

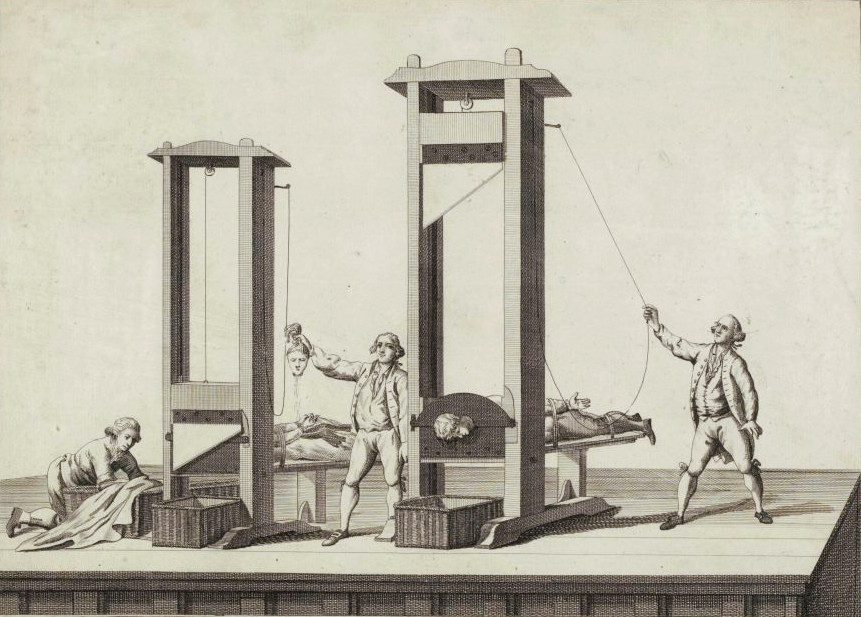
Gilotyna – symbol rewolucyjnego terroru

Na początku rewolucji – do drugiej połowy 1793 roku – w jej wyniku życie traciły przeważnie osoby związane z ancien régimem: księża, urzędnicy królewscy oraz osoby dobrze sytuowane. Z czasem politycy zaczęli wykorzystywać nastroje sankiulotów i w czasie rządów jakobińskich terror przybrał charakter instytucjonalny. Więzienia były zapełnione. Po termidoriańskim przewrocie Wielki Terror zastąpiony został białym terrorem. Większość wyroków śmierci wykonywana była za pomocą gilotyny. W trakcie rewolucji na podstawie wyroków trybunałów zgilotynowanych zostało ponad 50 tysięcy ludzi. Około 35 tysięcy padło ofiarą samosądów ludowych.
Tłumiono kontrrewolucyjne rebelie. W zdobytym, zbuntowanym Tulonie komisarze Augustin Robespierre i Antoine Salicetti wydali prawie 5 tysięcy wyroków śmierci. Marsylia została ukarana za swoją rebelię przemianowaniem na Miasto Bezimienne. Wkrótce po zdobyciu Lyonu Konwent podjął uchwałę o całkowitym zburzeniu miasta i wysiedleniu mieszkańców. Zaprojektowano pomnik, który miał przypominać, iż Lyon istniał. Republikańscy komisarze – Georges Couthon i Jean-Marie Collot d’Herbois – rozpoczęli stopniowe niszczenie zabudowań. Miały miejsce liczne rozstrzelania. Nowym komisarzem został Joseph Fouché, doświadczony w aktach pacyfikacyjnych podczas tłumienia powstania w Wandei. Pod jego rządami skazywano na śmierć po sto osób dziennie. W czasie jakobińskich represji zginęło prawie 10 tysięcy mieszkańców Lyonu, a ćwierć miasta została wyburzona. Działania te przerwał termidoriański przewrót.
W departamencie Wandea pacyfikację prowadziło zarówno wojsko, jak i Gwardia Narodowa. Republikański komisarz, Jean Baptiste Carrier, często nakazywał mordowanie każdego napotkanego mieszkańca, a żołnierze palili wszystkie chaty, niezależnie od tego, czy ktoś znajdował się wewnątrz. Wypalano również lasy i pola w departamencie. W czasie obydwóch powstań szuańskich zginęło od 120 do 500 tysięcy powstańców i cywilów. Represje i egzekucje towarzyszyły również próbom dokonania przewrotów politycznych, m.in. w Paryżu po nieudanym przewrocie 18 Fructidora (4 września 1797 roku) czy po demonstracji babuwistów z czerwca roku poprzedniego.
Zwalczanie kontrrewolucji w czasie rewolucji francuskiej przyniosło śmierć prawie 250 tysiącom cywilów. Podobna liczba osób trafiła do więzień.

### Stosunek do Kościoła

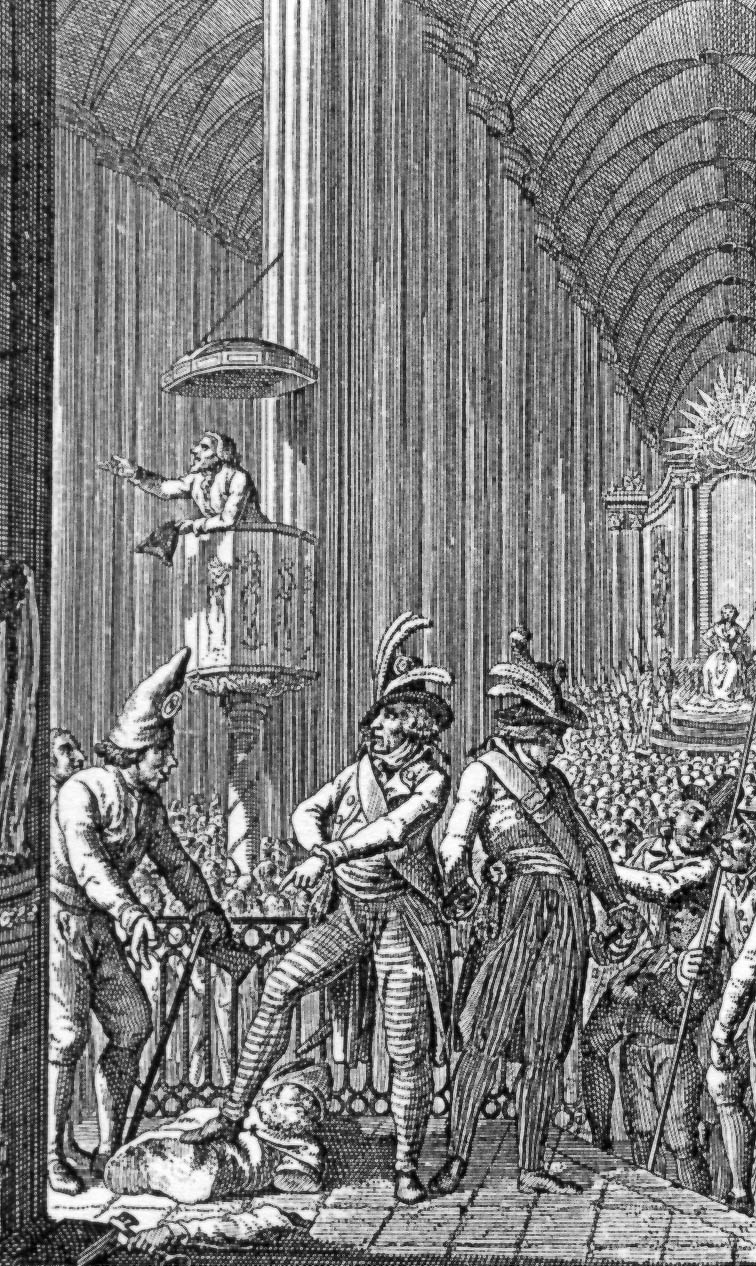
Kościół przekształcony w Świątynię Rozumu

W przededniu rewolucji, pod wpływem idei Oświecenia zmniejszała się religijność społeczeństwa francuskiego. Zaczęło brakować księży i duchownych, co prowadziło do pustoszenia klasztorów. Stąd też wiele klasztorów posłużyło rewolucyjnym klubom politycznym za siedziby. Rosła natomiast liczba członków lóż wolnomularskich, które to prowadziły antyklerykalną działalność.
Dekret Konstytuanty z 5 sierpnia 1789 roku znosił m.in. dziesięcinę, kapłańskie przywileje i chłopskie powinności względem Kościoła. Duchowieństwo – podobnie jak szlachta – zostało opodatkowane. Gdy Deklaracja praw człowieka i obywatela ustanowiła wolność wyznania, masowo porzucano wiarę katolicką. 2 grudnia 1789 roku Konstytuanta wydała dekret sekularyzacyjny. Na jego mocy państwo przejęło wszystkie posiadłości kościelne. W ramach rekompensaty księża otrzymywali pensje wypłacane przez rząd. 13 lutego 1790 roku Zgromadzenie Narodowe Konstytucyjne zlikwidowało wszystkie zakony i unieważniło śluby zakonne.
12 lipca 1790 deputowani uchwalili konstytucję cywilną kleru. Zobowiązywała ona wszystkich księży do złożenia przysięgi na przestrzeganie obowiązujących we Francji praw. Tych, którzy odmówiliby takiej deklaracji, miano pozbawiać urzędu. Wielu księży odmawiało złożenia przysięgi. Liczyli oni na interwencję z zagranicy. Interweniował jedynie papież – Pius VI, potępiając 10 marca 1791 roku ustawę cywilną o duchowieństwie. Zabronił także biskupom nakładania cenzur na niezaprzysiężonych księży. Konstytuanta odpowiedziała zajęciem enklawy Państwa Kościelnego w Awinionie. Ponieważ biskupi zwykle dochowywali papieskiego zakazu, deputowani Legislatywy wydali 9 listopada prawo, które nakazywało identyfikację i deportację wszystkich niezaprzysiężonych księży. 26 sierpnia 1792 roku Legislatywa wydała dekret, który za niezłożenie przysięgi karał pozbawieniem wolności. Część księży złożyła przysięgę na konstytucję, która dokonywała rozdziału Kościoła od państwa i czyniła z Francji państwo laickie. Zgodnie z nią m.in. państwo zaprzestało wypłacania pensji duchowieństwu. Około 300 uwięzionych księży zostało zabitych w Paryżu przez sankiulotów w czasie mordów wrześniowych. Kościół katolicki został odsunięty od władzy.
Herbertyści na czele z Pierre’em Gaspardem Chaumettem i Jakiem René Hébertem, popierani przez sankiulotów, propagowali poglądy ateistyczne. W tych postulatach wspierali ich wściekli, którym przewodził ksiądz Jacques Roux. W październiku 1793 roku rozpoczęto akcje niszczenia kościołów, oznak kultu: obrazów, pomników, rzeźb, relikwii. Część kościołów zamieniono na świątynie rozumu, m.in. paryskie Notre-Dame, kościół Saint-Sulpice, który później został patriotyczną świątynią Zwycięstwa teofilantropów. Ofiarą padł także pierwszy paryski kościół jezuitów Saint-Paul-Saint-Louis. Odbywały się tam uroczystości na cześć Rozumu, podczas których na ołtarzach występowały półnagie kobiety mające być alegorią rewolucyjnych cnót.
W listopadzie sankiuloci zniszczyli królewskie groby w bazylice Saint-Denis. Do Sekwany wrzucone zostały m.in. szczątki Ludwika XIV.
Jednym z haseł powstania szuanów była obrona Kościoła przed rewolucją, jako że większość mieszkańców Wandei była katolikami. Chaumette i Fouché (dawniej katecheta) zaczęli prześladowanie chrześcijanin. Brutalna dechrystianizacyjna działalność była głównym powodem rozbicia ugrupowania hebertystów przez jakobinów i żyrondystów.
Robespierre zwrócił duchowieństwu większość kościołów. Wkrótce wprowadził Kult Istoty Najwyższej, który nie przewidywał istnienia świątyń. 7 maja 1794 roku mówił w Konwencie:

Ambitni kapłani, nie oczekujcie zatem, iż będziemy pracować nad odtworzeniem waszego imperium; tego rodzaju przedsięwzięcie byłoby nawet ponad nasze siły. Sami siebie zabiliście, a do życia moralnego nie da się powrócić, podobnie jak do fizycznego istnienia.

Kościół katolicki pozostawał zmarginalizowany. W roku 1797 w związku ze wsparciem udzielanym przez Kościół rojalistom ponownie zaczęły mieć miejsce szykany pod adresem duchownych. Napoleon Bonaparte zakończył je i znormalizował stosunki z Kościołem. Podobny porządek wprowadził w podbitej przez siebie (a wcześniej przez wojska republikańskie) części Europy. Uwięził on papieża i zlikwidował Państwo Kościelne. Laicyzm obowiązywał we Francji aż do restauracji Burbonów, kiedy to wróciły przywileje Kościoła. Laickość Francji przywrócono ustawą z 1905 r. i obowiązuje ona do dzisiaj.

### Istota Najwyższa, czyli rewolucyjna duchowość

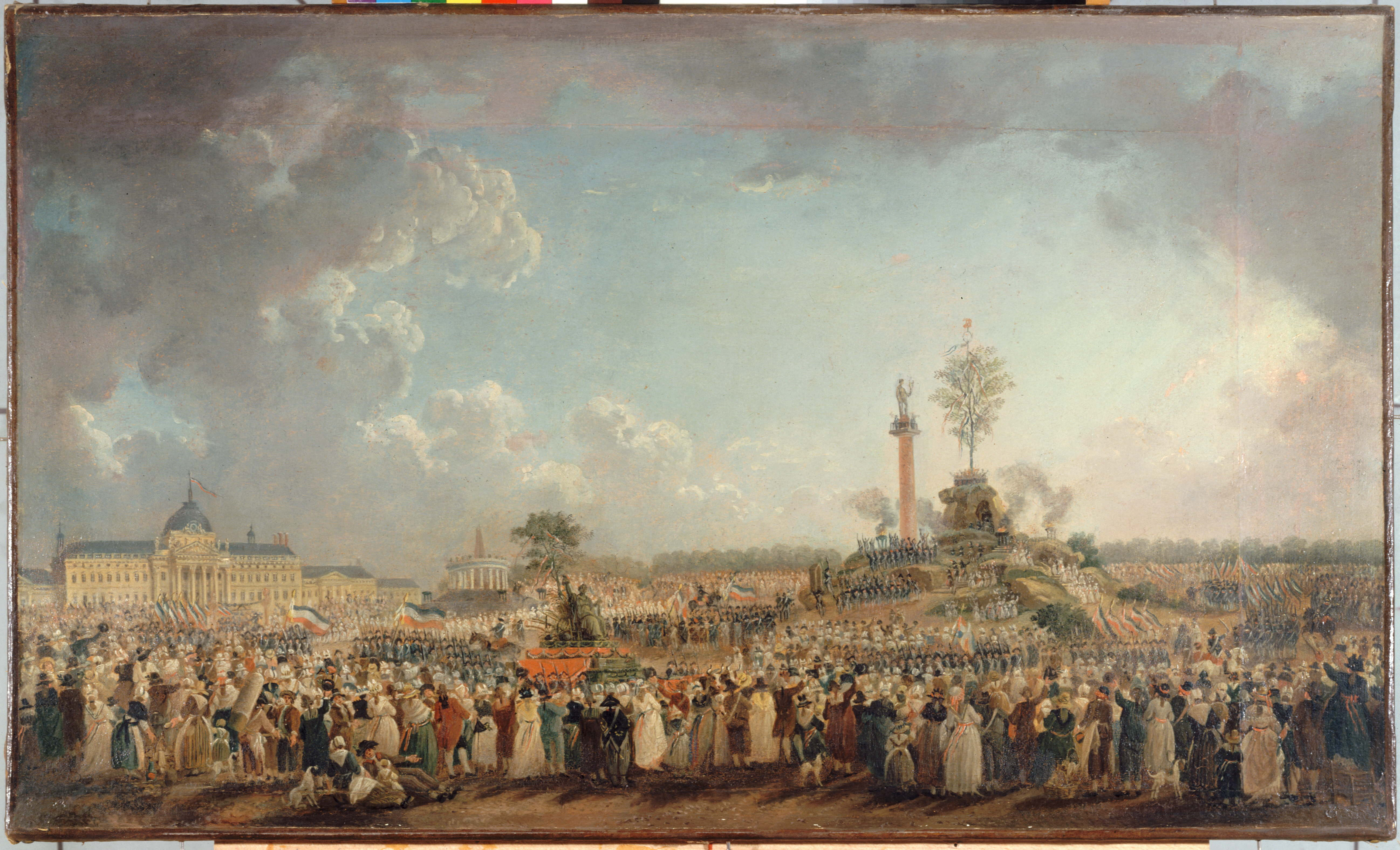
Święto Istoty Najwyższej

W 1793 roku, gdy duży wpływ na sankiulotów uzyskali hebertyści, w miastach popularność zyskał kult Rozumu. Podstawami jego ideologii był ateistyczne albo agnostyczne nastawienie do przekonania o istnieniu siły wyżej oraz oświeceniowy racjonalizm, a ich źródłem twórczość Woltera i Diderota. Kultem otaczano człowieka i naukę, nie uznawano żadnych dogmatów. Msze zastąpiono uroczystościami ku czci Rozumu. Ustanowiono także Święto Rozumu. Robespierre uważał, iż we Francji jest wielu chrześcijan, którzy nigdy nie zaakceptują działań i poglądów hebertystów. Przemoc hebertystów rodziła także przemoc w społeczeństwie. W związku z tym Robespierre zaczął atakować hebertystów z mównicy, co zakończyło się falą egzekucji.
7 maja 1794 roku (18 floreala roku II) w Konwencie Narodowym Robespierre wygłosił przemówienie, w którym przedłożył projekt dekretu o wprowadzeniu kultu Istoty Najwyższej. Podstawą były poglądy zawarte w twórczości Jeana Jacques’a Rousseau, wyznawane przez samego Robespierre’a. Zakładały one istnienie nadrzędnej siły sterującej, bądź tylko się przyglądającej, nie interweniującej w życie ludzi, w postaci Istoty Najwyższej. Uznawały nieśmiertelność duszy i znaczenie uczuć obok rozumu. Najważniejszymi wartościami zostały moralność i wartości głównej dewizy rewolucji: wolność, równość, braterstwo. Przedmiotami kultu były Natura, Rozum, Wolność, Prawda i Ludzkość.
Przyjęty przez Konwent dekret zakładał nauczanie o Istocie Najwyższej dzieci od 5 roku życia, a także ustanowienie szeregu świąt o charakterze religijnym, w tym wielkiego Święta Istoty Najwyższej.

Czyż idea jego nicości tchnie weń uczucia czystsze i wznioślejsze niż idea jego nieśmiertelności? Czyż tchnie weń więcej szacunku dla bliźnich i dla siebie samego, więcej oddania dla ojczyzny, więcej śmiałości do sprzeciwiania się tyranii, więcej wzgardy wobec śmierci lub wobec lubieżności? (…) Fanatycy, niczego od nas nie oczekujcie. Wezwać ludzi do czystego kultu dla Istoty Najwyższej oznacza zadanie śmiertelnego ciosu fanatyzmowi. Wszelkie fikcje znikają przed Prawdą, wszelkie zaś szaleństwa upadają przed Rozumem. (…) Prawdziwym kapłanem Istoty Najwyższej jest Natura, jej świątynią świat, jej kultem cnota, jej świętami – radość wielkiego ludu. (…) Dasz swoje święte imię jednemu z naszych najpiękniejszych świąt, o Ty, córo Natury, matko szczęścia i chwały, Ty, jedyna pełnoprawna pani świata, zdetronizowana przez zbrodnię, Ty, której lud francuski zwrócił imperium i która dajesz mu w zamian ojczyznę i obyczaje, o prześwietna Wolności! Podzielisz nasze ofiary ze swą nieśmiertelną towarzyszką, słodką i świętą Równością. Święcić będziemy Ludzkość, Ludzkość upodloną i zdeptaną przez wrogów Republiki Francuskiej.

Napoleon wkrótce po przejęciu władzy zakończył państwowe nauczanie o Najwyższej Istocie. Pozwolił Kościołowi rozwijać się w ramach swojej instytucji, co przyczyniło się do stopniowego zanikania kultu Istoty Najwyższej.

### Nauka

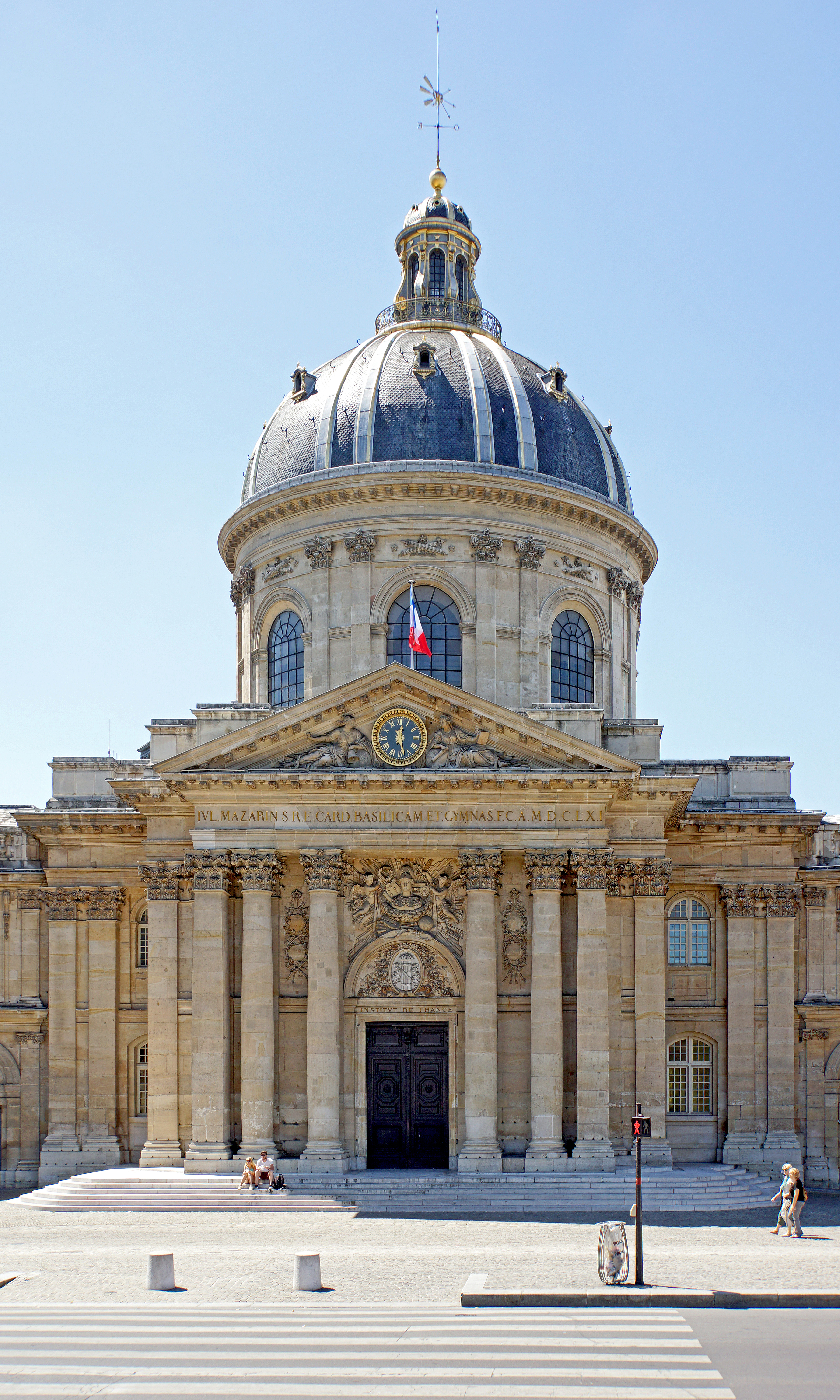
Siedziba zarządu Instytutu Francuskiego

Pod koniec XVIII wieku Francja i Wielka Brytania przodowały w dziedzinie nauki. Na początku 1795 roku uchwałą Konwentu założone zostało narodowe towarzystwo naukowe pod nazwą Instytutu Francuskiego. Grupował on stare uczelnie: Akademię Francuską, Akademię Tekstów i Literatury, Akademię Nauk, Akademię Malarstwa i Rzeźby, Akademię Muzyczną i Akademię Architektury, a także nowo powstałą, Akademię Nauk Moralnych i Politycznych. Wcześniej, bo w roku 1794, dekretem Konwentu utworzone zostały samodzielne uczelnie: Politechnika (École polytechnique) i École normale supérieure. Działało także Kolegium Francuskie (Collège de France) i Narodowa Szkoła Inżynierii Lądowej (École nationale des ponts et chaussées).
Wkrótce po wprowadzeniu ustroju republikańskiego zamknięto Kolegium Królewskie (Collége Royal Henri Le Grand). Pod koniec roku 1798 generał Bonaparte założył w Kairze Instytut Egipski. Jego zadaniem było zbadanie i poznanie zdobytego Egiptu. W Instytucie działali m.in. fizyk Gaspard Monge, biolog Étienne Geoffroy Saint-Hilaire, archeolog Dominique Vivant Denon, matematyk-historyk Jean Baptiste Joseph Fourier (mianowany przez Bonapartego gubernatorem Dolnego Egiptu) i chemik Claude Louis Berthollet. Instytut Egipski działał do zdobycia Kairu przez Brytyjczyków, co miało miejsce w lutym 1801 roku. W okresie rewolucji założono również muzeum w Luwrze. Władze rewolucyjne wspierały finansowo przedsięwzięcia wynalazcy Claude’a Chappe. W roku 1791 skonstruował on pierwszy telegraf sygnałowy optyczny. W roku 1794 powstała pierwsza linia przekazowa łącząca Paryż z Lille. Nowy wynalazek z powodzeniem wykorzystywano dla celów wojskowych.
Republikańskie władze otaczały mecenatem braci Montgolfier – Josepha Michela i Jacques’a Étienne’a. W 1793 roku Konwent zlecił Mongemu i chemikowi Louis-Bernardowi de Morveau opracowanie projektu umożliwiającego wykorzystywanie balonów do celów wojskowych. Armia francuska wykorzystywała balony do roku 1799, kiedy to zanikło zainteresowanie tym wynalazkiem. Republika wspierała prace fizyka Jacques’a Alexandre’a Charlesa i wielkimi honorami otaczała żeglarza-odkrywcę Louisa Antoine’a de Bougainville’a.
Zaraz po wybuchu rewolucji, w obawie o własne bezpieczeństwo, z Paryża na prowincję uciekł fizyk Charles Coulomb. Filozof i matematyk Nicolas de Condorcet jako deputowany Żyrondy został oskarżony o zdradę i stanął przed Trybunałem Rewolucyjnym. Jego sytuację dodatkowo pogarszał fakt, iż jego żona Sophie była jeszcze niedawno działaczką feministycznej organizacji założonej przez zgilotynowaną Olympię de Gouges. Condorcet został uznany – po bardzo długim procesie – za winnego i 29 marca 1794 roku popełnił samobójstwo w oczekiwaniu na egzekucję.
Fizyk i chemik Antoine Lavoisier, który dla rządu opracowywał system miar mający zapewnić uniformizację wag w całej Francji, został jako jeden z 28 francuskich poborców podatkowych okrzyknięty przez rewolucjonistów zdrajcą i zgilotynowany w Paryżu w roku 1794. Prośbę o ułaskawienie oddalono z komentarzem: Republika Francuska nie potrzebuje uczonych.
Dnia 30 maja 1793 roku Konwent Narodowy ustanowił w całym kraju powszechne, obowiązkowe i bezpłatne nauczanie początkowe. Obejmowało ono wszystkie dzieci od 6 roku życia, a nauka trwała 8 lat. Nad szkolnictwem początkowym zarząd sprawował Komitet Edukacji (Comité de l’instruction). 1 sierpnia tego samego roku Konwent wydał dekret wprowadzający nowy, metryczny system miar i wag. W ten sposób chciano uprościć i zunifikować kwestię pomiarów.

### Sztuka

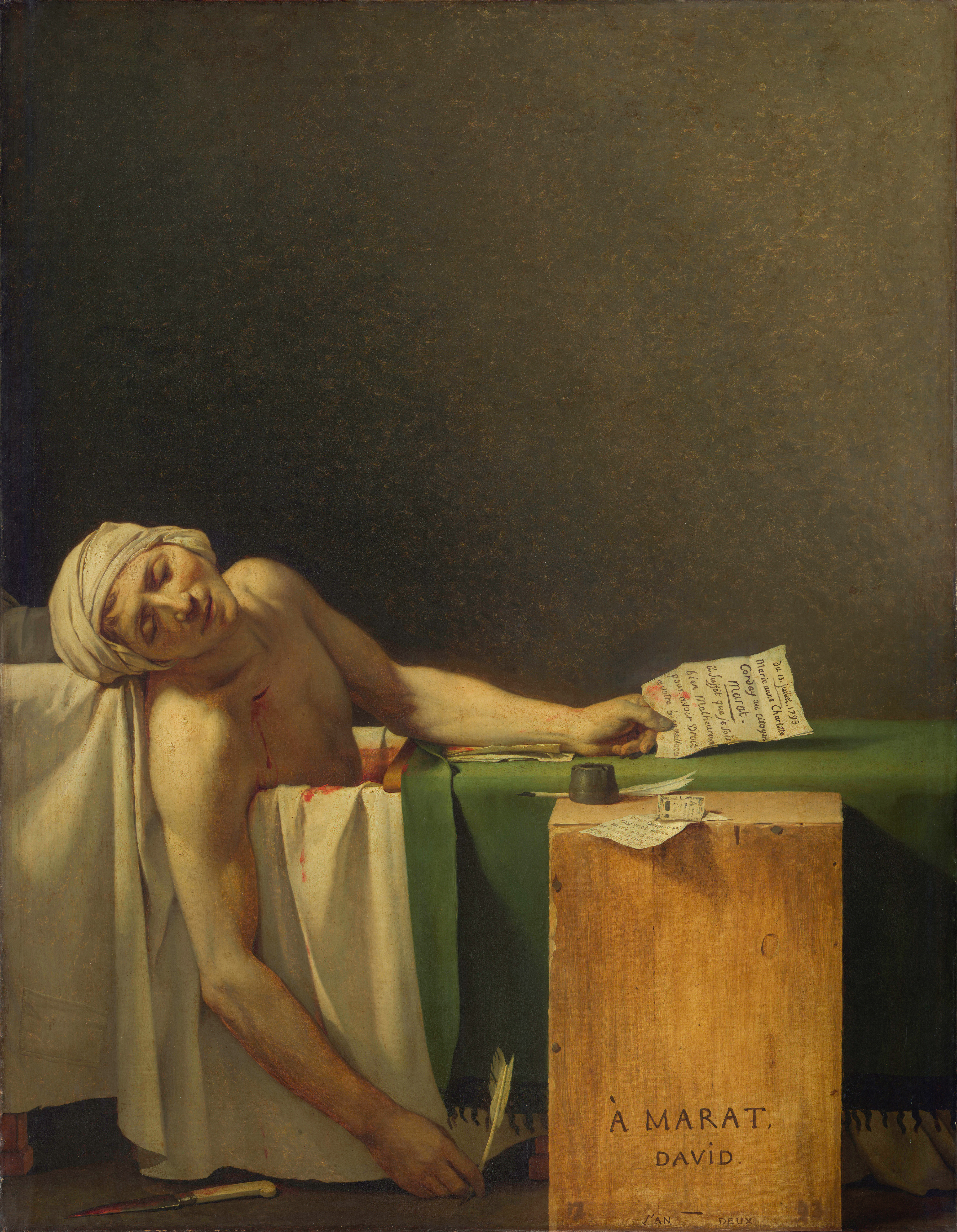
Śmierć Marata – Jacques Louis David

W sztuce dominował wówczas neoklasycyzm, nawiązujący do starożytnej Grecji i Rzymu. Oficjalnym malarzem Republiki był Jacques-Louis David. Działał on jako deputowany Konwentu z ramienia klubu jakobinów. Głosował za straceniem króla, a wkrótce stał się przyjacielem Maximiliena Robespierre’a. W czasach termidoriańskiego przewrotu trafił do więzienia, z którego wyszedł w połowie 1795 roku. Korzystając z poparcia Dyrektoriatu założył własną malarską szkołę, gdzie uczył m.in. Antoine’a Jeana Grosa i Jeana Auguste’a Ingresa. Po przewrocie 9 thermidora pierwszeństwo w dziedzinie malarstwa objął François-André Vincent. Mecenasem sztuki był również Bonaparte, który w zdobytym Mediolanie otaczał opieką m.in. włoskiego portrecistę Andrea Appianiego.
Rewolucja francuska umieściła na piedestale neoklasycyzm kosztem rokoka. Tym samym stracił popularność przedstawiciel tego stylu – Jean-Honoré Fragonard. Portrecistka Marii Antoniny, Élisabeth Vigée-Lebrun, z powodu szykan uciekła za granicę. Adélaïde Labille-Guiard portretowała deputowanych Konwentu, ale wcześniej musiała zniszczyć prawie wszystkie swoje prace, ponieważ przedstawiały arystokrację.
Oficjalnym rzeźbiarzem Republiki był Pierre Cartellier. Pracował m.in. w paryskim Panteonie i szeregu Świątyń Rozumu. Prowadził też swoją szkołę rzeźbiarską. Jego rywalem był Jean Baptiste Stouf, pochodzący z rodziny o długich rzeźbiarskich tradycjach. Obaj najczęściej pracowali przy ozdabianiu budynków. Ich powstawanie nadzorował naczelny architekt Paryża, Pierre François Louis Fontaine.
Fontaine ze swoimi współpracownikami – Charlesem Percierem i Jeanem Chalgrinem – zapoczątkował później styl empire’u w architekturze.

### Literatura
W trakcie rewolucji powszechnie czytane były dzieła Rousseau, Monteskiusza, Woltera, Fénelona i Diderota. Szczególną popularnością cieszył się Rousseau, a fragmenty jego dzieł często znano na pamięć. Ówczesnym pierwszym pisarzem Francji był Jacques Bernardin de Saint-Pierre. Cieszył się popularnością wśród Francuzów i poparciem władz, jako iż popierał rewolucyjne zmiany. Uznaniem (szczególnie wśród sankiulotów) odznaczał się także Donatien Alphonse François de Sade. Jego antyklerykalna twórczość miała duży wpływ na rewolucjonistów. Do pisarzy, którzy pozostawali umiarkowani w pochwałach i krytyce rewolucji należał Jean François de La Harpe.
Do krytyków rewolucji należał François-René de Chateaubriand. W październiku 1792 roku uciekł do Londynu i tam kontynuował swoją twórczość. W tym samym czasie, również do Londynu, uciekła córka bankiera Jacques’a Neckera – pisarka Madame de Staël. Początkowo była aktywną agitatorką rewolucji, a zdanie zmieniła będąc świadkiem mordów wrześniowych. Do krytyków rewolucji należał również prekursor romantyzmu w poezji André Chénier. Napisał odę na cześć Charlotte Corday, zabójczyni Marata, i został za to zgilotynowany ostatnim okresie Wielkiego Terroru, 25 lipca 1794 roku.
Góra miała swojego wielkiego zwolennika w poecie Ponce-Denis Écouchard-Lebrun. Po termidoriańskim przewrocie stracił on popularność, a jego miejsce zajął Marie-Joseph Chénier, młodszy brat André Chéniera. Wielką popularność przyniosło mu napisanie słów do rewolucyjnej pieśni – Le Chant du Départ. Protekcję Bonapartego uzyskał włoski poeta, Giuseppe Parini. Mecenatem cieszył się także Louis Marcelin de Fontanes, jednak został w roku 1798 niespodziewanie wygnany przez Dyrektoriat. Zaraz po objęciu rządów przez Konwent wygnany został za swoją rojalistyczną twórczość Jacques Delille.

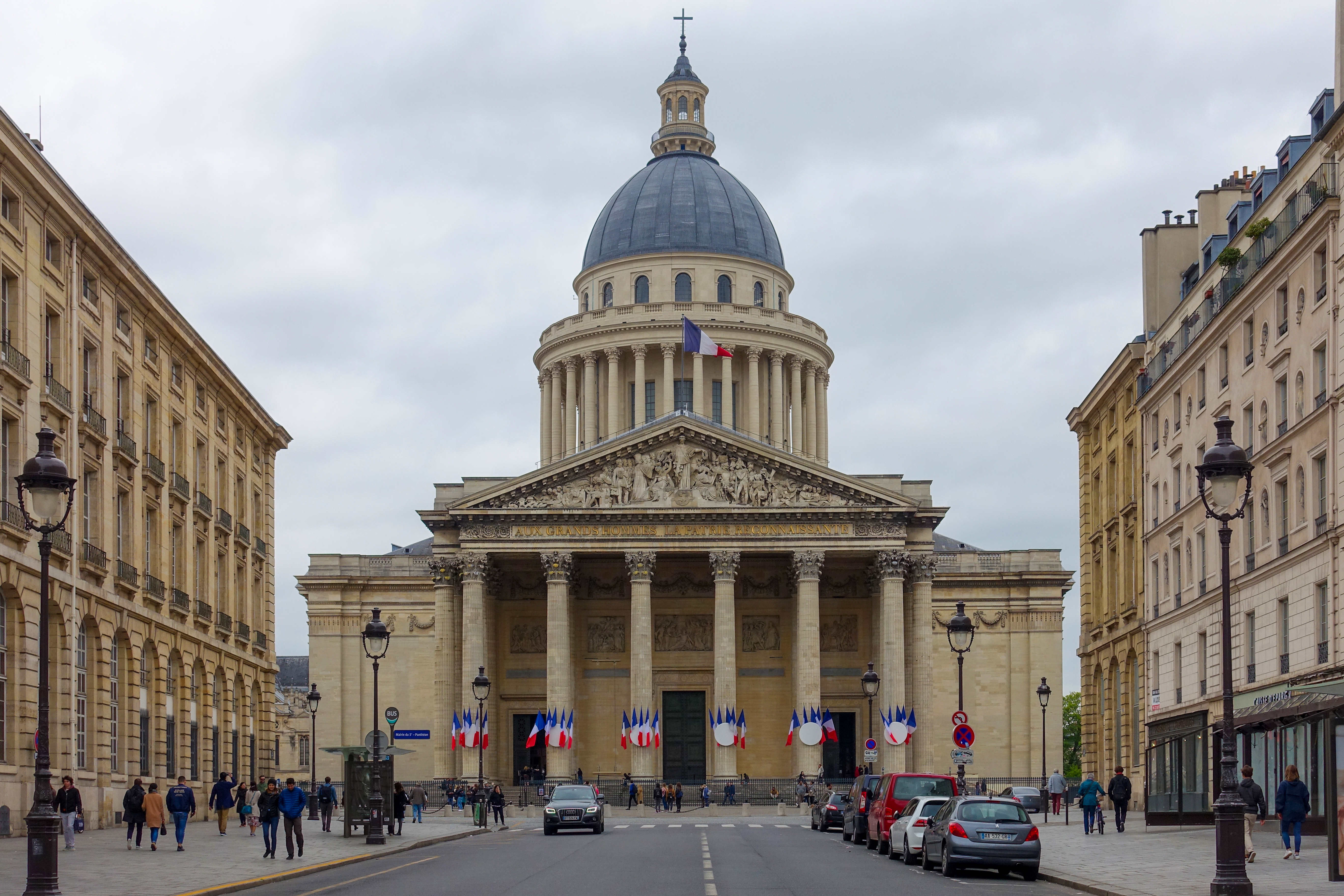
Paryski Panteon

### Muzyka
W dobie rewolucji powstała duża liczba pieśni rewolucyjnych. Najczęściej były to nowe teksty dodawane do znanych melodii, z których można odtworzyć historię rewolucji. W pierwszych pięciu latach powstawało nawet do 700 pieśni rocznie, potem pewna stabilizacja sytuacji politycznej wywołała spadek ich liczby. Spośród nich największą popularność zdobyło pięć – Karmaniola (La Carmagnole), Ah! ça ira, La Marseillaise (Marsylianka), Le Chant du Départ (Pieśń Wymarszu) i Mort de Louis Capet. Dwie z nich zostały hymnami Francji, a jedna pozostaje nim do dziś.
Na potrzeby ceremoniałów rewolucyjnych komponowano specjalne utwory. W swojej formie były one proste i patetyczne. Wykonywały je chóry, którym towarzyszyły orkiestry wojskowe z bębnami i do 900 instrumentów dętych. Od 1789 roku podczas uroczystości grał zespół Gwardii Narodowej. W 1790 Zgromadzenie Narodowe powołało Narodowy Instytut Muzyki, aby kształcić w nim muzyków potrzebnych dla tego zespołu. Szkoła rozrastała się i w 1795 roku otwarto w Paryżu konserwatorium, pierwszą taką świecką szkołę muzyczną w Europie. Najwięcej było w nim klas instrumentów dętych.
Osobom zasłużonym dla rewolucji urządzano uroczyste pogrzeby. Na pogrzebie hrabiego Mirabeau do Panteonu kroczył kondukt przy dźwiękach Marsza żałobnego, który na tę okazję napisał François-Joseph Gossec.
W tym czasie najważniejszym kompozytorem był Étienne Nicolas Méhul. Tworzył on głównie opery i symfonie. Był też autorem muzyki do wspomnianej pieśni, Le Chant du Départ. Jego konkurentem był dyrektor Opery Paryskiej, operowy kompozytor Henri-Montan Berton. Skomponował on muzykę do jednej z rewolucyjnych pieśni – Hymne du 21 janvier – sławiącej egzekucję króla. Dyrektoriat był mecenasem dla włoskiego kompozytora Luigi Cherubiniego. Cherubini pracował w Paryżu, gdzie skomponował m.in. pieśń żałobną na cześć generała Hoche’a – Hymne funebre sur la mort du Géneral Hoche.

### Neoklasycyzm
Kultura ówczesnej Francji kształtowała się w oparciu o wzorce antyczne. Gloryfikowano spartańską odwagę, ateńskie zgromadzenia i rzymski republikański model państwowy. Starożytność klasyczna stała się obiektem fascynacji: François Babeuf przybrał sobie za imię rzymski cognomen Gracchus, a Jean Baptiste Cloots greckie imię Anacharsis. Zwiększał się geograficzny zasięg oddziaływania francuskiej kultury, która apogeum popularności osiągnęła w czasach Pierwszego Cesarstwa.

### Armia

#### Armia w przeddzień wybuchu rewolucji
W przeddzień wybuchu rewolucji armia francuska liczyła 170 tysięcy żołnierzy i oficerów, zajmując pod tym względem czwarte miejsce w Europie, po siłach zbrojnych Rosji, Austrii i Prus. Elitę wojskową stanowił Dom Królewski (la Maison du Roi) liczący około 7 tysięcy żołnierzy, podzielonych na 4 pułki. Wojska liniowe (les troupes reglés) liczyły 102 pułki piechoty i 61 pułków kawalerii. Każdy regiment pieszy składał się z dwóch batalionów. Istniało także 12 samodzielnych batalionów strzelców pieszych i 6 pułków piechoty kolonialnej. Łącznie piechota liczyła 113 tysięcy żołnierzy. Kawalerię tworzyło 18 pułków dragońskich, 6 huzarskich i 12 szaserskich. Łącznie kawaleria liczyła 32 tysiące żołnierzy. Do tego dochodzili żołnierze z Królewskiego Korpusu Wojsk Inżynieryjnych, żandarmi i służby pomocnicze. Na czas wojny miano do dyspozycji także około 80 tysięcy milicjantów. Artyleria tworzyła pułk piechoty i formalnie nie stanowiła odrębnego rodzaju broni. Rekrutacja do armii królewskiej odbywała się poprzez ochotniczy zaciąg. Tuż przed rewolucją armii zaczęło brakować ludzi. Wtedy też zaciąg przestał być dobrowolny. Dowódcy wysyłali ekipy rekrutacyjne, które często siłą zmuszały do podpisania angażu. Coraz częściej w szeregi wojska trafiali więźniowie, awanturnicy i włóczędzy. Służba trwała 4 lata w piechocie, a 8 lat w kawalerii. Kadrę oficerską zapewniała Szkoła Wojskowa (École Militaire).
Stopnie oficerskie zarezerwowane były dla szlachty. Przedstawiciel stanu trzeciego mógł najwyżej osiągnąć stopień kaprala. Zamożni dowódcy odznaczali się na ogół dużą wiedzą teoretyczną, podróżując w celach wojskowych do Prus, czy tworząc oficerskie kółka edukacyjne. Gorzej było z kompetencją oficerów niższych stopni. Armia francuska nie walczyła w żadnej wojnie od roku 1763. Wyjątkiem było 8 pułków piechoty wysłanych za Atlantyk w czasie wojny o amerykańską niepodległość. Jedyną okazją, gdzie żołnierze mogli się wykazać, były parady wojskowe, organizowane dla ambasadorów i arystokracji. Dyscyplinę utrzymywano za pomocą chłosty czy karceru. Kryzys finansowy państwa francuskiego dotknął również armię.
Piechurzy uzbrojeni byli w karabin wzór 1777, dysponując także nakładkowym bagnetem. Uzbrojenie kawalerzysty stanowiła szabla bądź pałasz. Dragoni i szaserzy dysponowali również karabinkiem wzór 1786, a huzarzy pistoletem. Oficerowie uzbrojeni byli najczęściej w szpadę i parę pistoletów. Od roku 1786 piechota liniowa nosiła białe mundury i dwurożne kapelusze z czarnego filcu. Strzelcy piesi przywdziali mundury zielone, a żołnierze Domu Królewskiego zatrzymali błękitne mundury i trójgraniaste kapelusze. Żołnierze pułków szwajcarskich byli odziani w mundury czerwone, a żołnierze pułków niemieckich w granatowe. Dragoni nosili mundury zielone (spodnie białe), szaserzy błękitne, a huzarzy białe (spodnie błękitne). Każdy żołnierz był zobowiązany nosić przyczepioną do kapelusza białą kokardę – symbol Burbonów.

#### Armia Rewolucyjna

##### Początkowy okres rewolucji

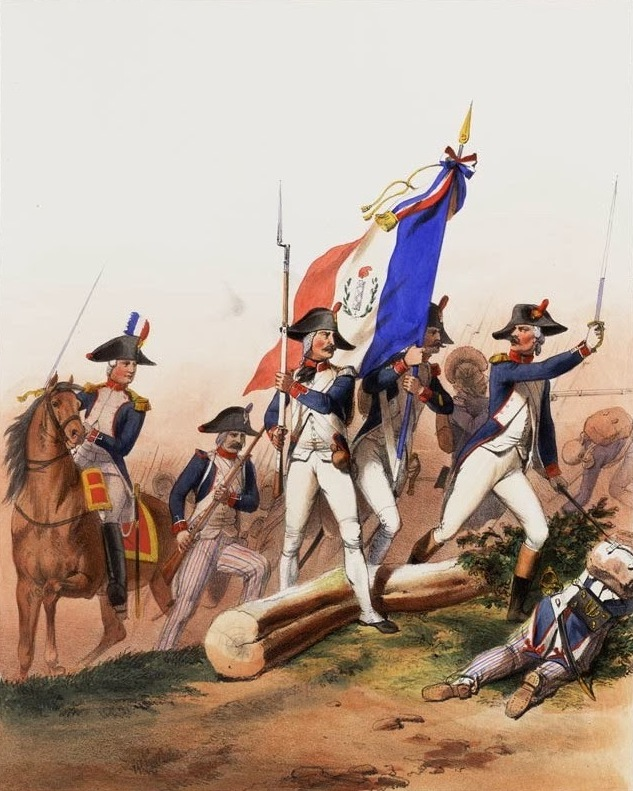
Republikański starszy oficer, żołnierze kompanii, sierżant grenadierów i młodszy oficer

W armii było wielu żołnierzy popierających rewolucję. Wkrótce powstała przeciwwaga dla królewskiej armii – Gwardia Narodowa. Dezerterowano z wojska i wstępowano do Gwardii. Tam oficerem mógł zostać każdy i każdemu ten stopień mógł być odebrany.
Dekretem z 4 sierpnia 1789 roku Konstytuanta zniosła m.in. monopol szlachty na szlify oficerskie i – wzorem Gwardii – kary cielesne. Odtąd o awansie miały decydować żołnierskie atuty. Spowodowało to wzrost entuzjazmu i motywacji wśród żołnierzy. Armia stawała się narodowo-obywatelska. Zmiany te były stopniowe i chwilowo egalitaryzm był dużo silniejszy w szeregach Gwardii. 27 maja 1790 roku Konstytuanta zastąpiła białe kokardy, rewolucyjnymi trójkolorowymi.
Wielka reforma armii dokonała się 1 stycznia 1791 roku. Dawne nazwy pułków – w przypadku piechoty biorące swe źródło od regionów geograficznych i historycznych kampanii, a w przypadku kawalerii od nazwisk aktualnych właścicieli regimentów – zostały zastąpione numeracją. Pułków piechoty było 102, a pułków kawalerii 83. Regimentom jazdy nadawano kolejne numery w ramach jej poszczególnych rodzajów. I tak było 20 pułków dragonów, 23 szaserów, 11 huzarów i 29 pułków ciężkiej kawalerii, będących nowym rodzajem. Żołnierze tych regimentów nosili granatowe mundury (białe spodnie) i byli wyposażeni w pałasze. 4 marca 1791 roku zlikwidowano prowincjonalną milicję, a jej zadanie wspomagania armii na czas wojny przejęła Gwardia Narodowa. 1 kwietnia bataliony strzelców pieszych przemianowano na piechotę lekką. Im też odebrano nazwy i nadano numery. 28 sierpnia z oddziałów Gwardii Narodowej utworzono trzy pułki piechoty.
Nieudana królewska ucieczka spowodowała zmasowaną dezercję rojalistycznych oficerów, a następnie ich migrację za granicę. Również zdarzały się przypadki, iż żołnierze szli za przykładem swych dowódców, a najczęstsze były w kawalerii, która była uważana za formację szlachecką. Do Niderlandów wymknęły się, a potem przeszły na stronę wroga: 15 pułk ciężkiej kawalerii i 4 pułk huzarów. W okresie od czerwca do grudnia 1791 roku za granicę uciekło ponad 6 tysięcy oficerów. Wkrótce wydano prawo, które mówiło, iż dowódcą w wojsku może zostać tylko osoba, która pełniła już taką funkcję w Gwardii Narodowej. Król przygotowując się do wojny wydał dekret 14 grudnia 1791 roku, który ustanawiał, jako pierwszy w dziejach, związki armijne. Zostały nimi Armia Północy marszałka Rochambeau, Armia Centrum generała La Fayette’a i Armia Renu marszałka Lucknera. Przed wybuchem wojny powstała jeszcze Armia Południa, oddana pod komendę generała Montesquiou-Fézensaca. Powodem tej organizacji była chęć usprawnienia dowodzenia, ale jak się okazało w czasie wojny, jednostki nadal były zbyt wielkie, by móc nimi sprawnie dowodzić. Powstawały więc nowe armie. We wrześniu 1792 roku działało 8 związków armijnych, w październiku 1793 roku było ich 13, w kwietniu 1794 11, w październiku 1795 9, w listopadzie 1796 6, w październiku 1797 3, w marcu 1799 4, a w marcu 1800 6. Często miały miejsce modyfikacje, a spowodowane były one głównie zmianą sytuacji na frontach.
26 czerwca 1792 roku numery (106-111) przyznano pułkom kolonialnym. We wrześniu i październiku zlikwidowano pułki szwajcarskie (63, 64, 65, 66, 69, 76, 86, 95, 97, 100), chcąc pozbyć się wiernych na ogół królowi oddziałów i znacjonalizować armię. Zlikwidowano również Dom Królewski i belgijski pułk 101. Wobec stosunkowo małej liczebności armii francuskiej, z Gwardii Narodowej formowano bataliony, które następnie walczyły u boku wojska na froncie. Zacierały się różnice między niebieskimi (Gwardia) a białymi (armia). W kwietniu 1792 roku armia francuska liczyła już tylko 140 tysięcy żołnierzy, co było spowodowane odpływem rekruta w szeregi Gwardii, a także dezercją i emigracją. Do pomocy mieli 169 batalionów gwardzistów, które łącznie liczyły około 85 tysięcy ludzi. Przystąpili oni do walki z 170 tysiącami zdyscyplinowanych i wyszkolonych żołnierzy pruskich i austriackich. Naprzeciwko Francuzom stała także 40-tysięczna zawodowa armia sardyńska. To przesądziło o klęsce przyszłych koalicjantów w roku 1792. Bitwa pod Valmy pokazała, że armia rewolucyjna potrafiła stawić czoła armii zawodowej starego typu.
Mimo zwycięskiej kampanii generalicja nie była zadowolona z postawy żołnierzy i gwardzistów. Dlatego też 21 lutego 1793 roku Konwent wydał tzw. dekret o amalgamacie. Na jego mocy łączono piesze bataliony wojskowe z batalionami Gwardii Narodowej, tworząc w ten sposób półbrygady. Jedną półbrygadę tworzył jeden batalion piechoty i dwa bataliony gwardzistów. Taką strukturę miała półbrygada piechoty liniowej, a powstało ich 198. Istniały także półbrygady piechoty lekkiej, formowane z jednego batalionu piechoty lekkiej i dwóch batalionów Gwardii. Takich półbrygad powstało 15. W piechocie zlikwidowano nazwy pułków, a wprowadzono ich numerację. Marginalizowanej kawalerii amalgamat nie dotyczył.
Dnia 24 lutego Konwent wydał dekret o poborze 300 tysięcy rekrutów. Zaciąg miał być ochotniczy, a mogli w nim wziąć udział wszyscy mężczyźni między 18 a 40 rokiem życia. Rekrutacja szła sprawnie. W Wandei, Maine i Loara czy Bretanii ochotników było bardzo mało, toteż władze zastosowały przymus, który stał się jedną z przyczyn szuańskiego powstania. Pobór 300 tysięcy zmienił w dużej mierze skład socjalny armii. O ile stara armia królewska była mieszana, o tyle gwardziści byli niemal wyłącznie mieszczanami. Teraz przyszli do wojska głównie chłopi. Ich napływ spowodował także, iż armia zaczęła reprezentować cały naród.
26 lutego 1793 roku wprowadzono jednolite umundurowanie dla całej piechoty. Nowy mundur składał się z ciemnoniebieskiego surduta ze szkarłatnym kołnierzem i szerokich białych spodni – obcisłe wiązano ze szlachtą. Piechota lekka nosiła spodnie również niebieskie. Jako przepisowe nakrycie głowy wprowadzono skórzany hełm z futrzanym okryciem i metalowymi okuciami. Miał on rzekomo nawiązywać do antycznej tradycji. Hełm nie był jednak popularny, a żołnierze bardzo często wyrzucali go do rzek i sami zaopatrywali się w tradycyjne dwurożne kapelusze filcowe. Mimo to, hełm został wycofany dopiero przez Napoleona w 1801 roku. Buty rekwirowano cywilom i przekazywano do jednostek wojskowych. Takie umundurowanie piechurów obowiązywało (z małymi modyfikacjami) przez cały okres Republiki, zmienione w 1806 roku. Według dekretu z 26 lutego zmieniło się także umundurowanie kawalerzystów. Pułki ciężkiej kawalerii i dragonów zachowały swe barwy. Szaserzy otrzymali mundury zielone, a huzarzy granatowe. Obydwie formacje otrzymały także czaka, jako nakrycia głowy. Bitwa pod Neerwinden i postępujące po niej kolejne klęski armii francuskiej stworzyły poważne zagrożenie dla Francji. Zdrada generała Dumourieza i kapitulacja garnizonu Moguncji sprawiły, iż zaczęto usuwać z armii arystokratów, którym nie ufano. Na gilotynie zginęli wtedy m.in. generałowie Adam Philippe de Custine, Biron i Houchard. Starych szlacheckich dowódców zastąpiono młodymi, zdolnymi entuzjastami rewolucji. To z ich szeregów wywodzili się późniejsi wybitni napoleońscy oficerowie.

##### Reforma generała Carnota

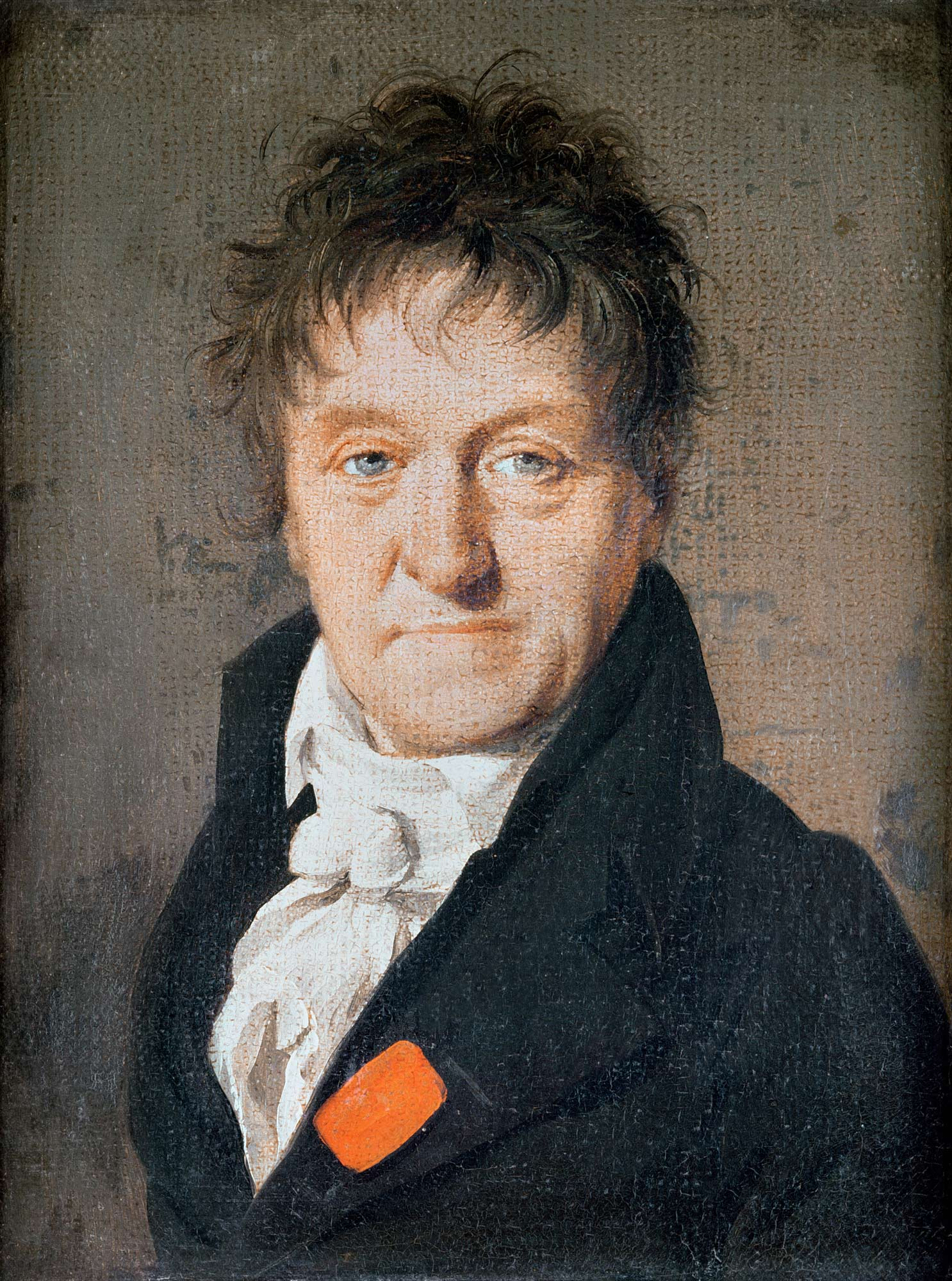
Generał Lazare Carnot – organizator zwycięstwa

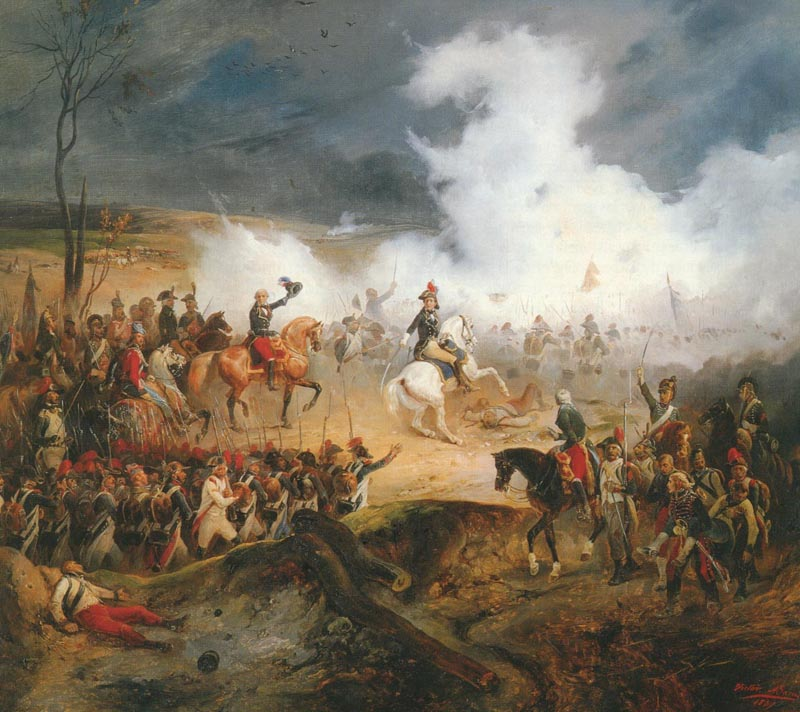
Generał Jourdan na czele żołnierzy – kampania 1794 roku

Wobec niepowodzeń wojennych, 23 sierpnia 1793 roku Konwent zarządził pospolite ruszenie (Levée en masse). Do walki zgłosiło się ponad 500 tysięcy ochotników. Większość wśród nich stanowili chłopi, choć był też spory procent mieszczan-sankiulotów. Odzienie i uzbrojenie leżało w gestii samych ochotników. Najczęściej byli uzbrojeni we włócznię, szablę bądź widły. Wielu z nich nosiło tradycyjne czapki frygijskie, szerokie spodnie, kamizelki i drewniane trepy. Brak wyszkolenia chcieli rekompensować odwagą i rewolucyjnym entuzjazmem. Nie weszli oni jeszcze w skład armii, która w kwietniu 1793 roku liczyła 200 tysięcy ludzi, a już w grudniu tego samego roku 630 tysięcy, co głównie było efektem zaciągu 300 tysięcy. Pod koniec roku działało 211 półbrygad liniowych i 32 półbrygady lekkie. Amalgamat został całkowicie wprowadzony w życie dopiero w roku 1796. Do tego momentu występowały w piechocie zarówno półbrygady, jak i pułki. Zwycięstwa Francji zaczęły się we wrześniu 1793 roku. Wchodząc w życie amalgamat sprawiał, iż dawni gwardziści uczyli się dyscypliny i organizacji od dawnych białych, a ci uczyli się od dawnych niebieskich egalitaryzmu i poświęcenia dla rewolucyjnej sprawy.
Tak liczna i niewyszkolona armia, jaką posiadała Francja, wymagała opracowania nowej taktyki, którą opracował i pierwszy raz zastosował w bitwie pod Wattignies generał Lazare Carnot. Zakładała ona nacieranie na wroga w szyku kolumny, dzięki czemu natarcia mogły być prowadzone w biegu. Regularni piechurzy najczęściej tuż przed szeregami wroga tworzyli linię bądź tyralierę. Uzbrojeni wyłącznie w broń białą sankiuloci nie musieli stosować szyku tyraliery. Taktykę generała Carnota udoskonalił potem Napoleon Bonaparte. Po zwycięstwie pod Wattignies Carnot wszedł w skład Komitetu Ocalenia Publicznego. Pełnił w nim funkcję głównego organizatora armii i wkrótce był nazywany organizatorem zwycięstwa. Pełnił swą rolę później także jako jeden z dyrektorów, aż do udaremnionego zamachu 18 fructidora. Carnot w 1794 roku wprowadził kolejną innowację. Utworzył związki operacyjne pod nazwą brygady i dywizji. Brygady grupowały dwie półbrygady, a dywizje dwie brygady. Taki podział znacznie usprawnił dowodzenie i manewry na polu bitwy.
Po zwycięstwie pod Fleurus większość sankiulotów wstąpiła do armii. W wyniku tego zaciągu armia francuska liczyła we wrześniu 1794 roku aż 1 milion 110 tysięcy żołnierzy, mając naprzeciwko siebie siły koalicji liczące niespełna 500 tysięcy żołnierzy.
Po termidoriańskim przewrocie armia ukształtowana przez jakobinów przestała być dumą Francji. Władza coraz mniej o nią dbała i często nie wysyłano żywności. Żołnierze chodzili obdarci i nierzadko boso. Byli zmuszeni do rabowania potrzebnego pożywienia, przez co tracili autorytet i uznanie w oczach społeczeństwa. W wojsku pojawiały się bunty, tym bardziej że zaczęto je wykorzystywać w walce politycznej. Jedyną szansą na przetrwanie żołnierzy wydawało się życie kosztem podbitego kraju. I teraz to była główna motywacja walczących żołnierzy Republiki, którzy osiągali sukcesy. Żyjąc w zajętych Włoszech i Niemczech stawali się samowystarczalni i niezależni od Dyrektoriatu. Armia stawała się świadoma własnej siły i straciła szacunek do cywilów z Paryża. Jednocześnie wyłonili się uwielbiani dowódcy, tacy jak Jean Charles Pichegru, Jean Baptiste Jourdan, Lazare Hoche, Jean Victor Moreau, Napoleon Bonaparte czy Jean-Étienne Championnet.
Z reguły dodawano po jednym pułku kawaleryjskim do każdej dywizji. Generał Hoche w 1797 roku stworzył dywizje złożone z jednego rodzaju jazdy. Były to jednostki szybkie w manewrach i silne w zmasowanych atakach. Przede wszystkim jednak niszczyły uciekające po bitwie wrogie wojska. Hoche wkrótce zmarł, a z powodów finansowych powrócono do jego rozwiązania dopiero w czasie kampanii 1800 roku. Również w roku 1797 dragoni otrzymali kaski z niedźwiedzią skórą na wyposażenie.

##### Udział armii w przewrocie 18 brumaire’a

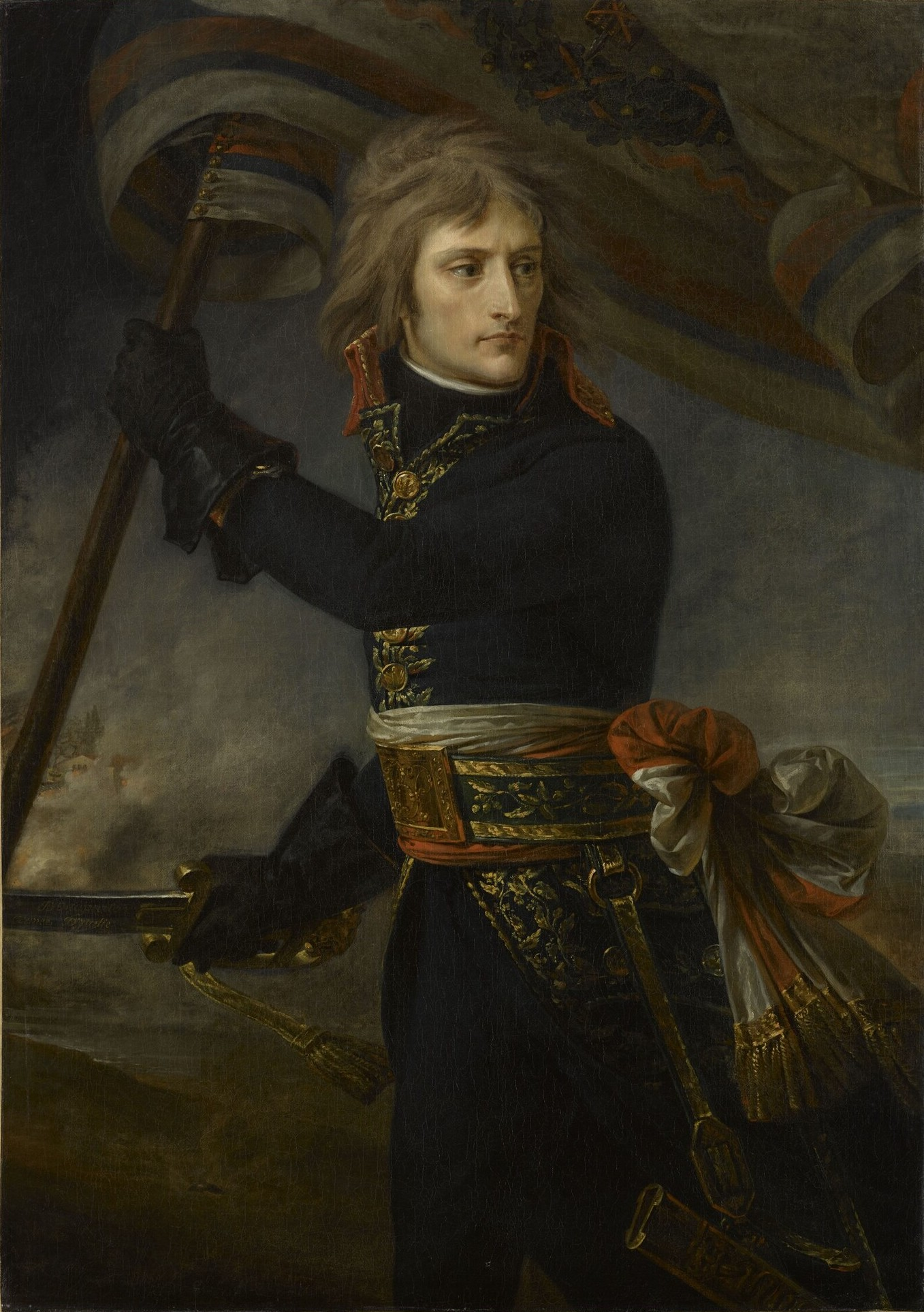
Generał Napoleon Bonaparte

Liczebność armii francuskiej pod rządami Dyrektoriatu malała. 8 stycznia 1796 roku zredukowano liczbę półbrygad liniowych do 110, a lekkich do 30. We wrześniu 1795 roku armia liczyła 800 tysięcy żołnierzy, w lipcu 1796 roku 500 tysięcy, a w październiku 1797 roku 370 tysięcy żołnierzy. Gdy formowała się II koalicja antyfrancuska, znów trzeba było zmobilizować wielkie masy ludzkie. Dyrektoriat nie chciał, wzorem jakobinów, bazować na patriotyzmie i entuzjazmie, wprowadzając obowiązkową służbę wojskową. Zdecydowano się na ten krok, ponieważ bardzo niewielu ludzi przejawiało ochotę do ochotniczego zaciągu.
Ustawę o obowiązkowej służbie wojskowej stworzył generał Jourdan, toteż jej zasady były nazywane Prawem Jourdana. Zakładało ono, iż poborowi będą wyłaniani poprzez losowanie spośród wszystkich przedstawicieli danego rocznika. Służba w piechocie trwała 4 lata, a w kawalerii 6 lat. W czasie wojny obowiązek służby był wiążący aż do ustanowienia pokoju. Na czas wojny pobór mógł objąć wszystkich zdatnych do służby mężczyzn w wieku od 17 do 40 lat. W czasie pokoju rekrutacji podlegali wszyscy nieżonaci mężczyźni w wieku od 20 do 25 lat. Prawo Jourdana obowiązywało we Francji aż do 1814 roku. Już 24 września 1798 roku wydano dekret o poborze 200 tysięcy rekrutów. W roku 1799 Francja wystawiła do walki ponad 600 tysięcy żołnierzy i oficerów. Widząc słabość Dyrektoriatu, armia postanowiła sięgnąć po władzę – przywódcą został Napoleon Bonaparte.

## Rewolucja a podział sceny politycznej
Rewolucja zrywała z polityką feudalną i otwierała epokę polityki nowoczesnej. Z niej wywodzą się zasadnicze podziały współczesnej sceny politycznej: na lewicę i prawicę, czy na konserwatyzm, liberalizm i socjalizm. Każde z tych stanowisk w różny sposób ocenia rewolucję.
Prawica konserwatywna stoi na stanowisku, że rewolucja 1789 roku przyczyniła się do zniszczenia społeczeństwa poprzez nienawiść do tradycyjnego porządku i hierarchii, a także zwyczajów i tradycji. Konserwatyści ewolucyjni, tacy jak Edmund Burke, radzili w tej sytuacji jedynie ratować, co się da ze starego świata honoru, tradycji, hierarchii i porządku, podczas gdy tradycjonaliści jak Joseph de Maistre, dążyli do powrotu do czasów sprzed jej wybuchu.
W publicystyce historycznej o zabarwieniu konserwatywnym rewolucja francuska jest nazywana czasem rewolucją antyfrancuską, co ma podkreślać jej antynarodowy charakter. Najczęściej w tym kontekście przywoływana jest zamordowanie członków rodziny królewskiej, prześladowanie Kościoła katolickiego i pacyfikacja Wandei.
Liberałowie tacy jak Johann Erich Biester, François Furet czy John Stuart Mill, tylko częściowo akceptowali rewolucję. Przełomowym i nieakceptowalnym momentem były dla nich rządy jakobinów.
Socjaliści (Karol Marks, Pierre-Joseph Proudhon), w pełni aprobowali rewolucję i jej osiągnięcia.